# Paris na Belle Époque

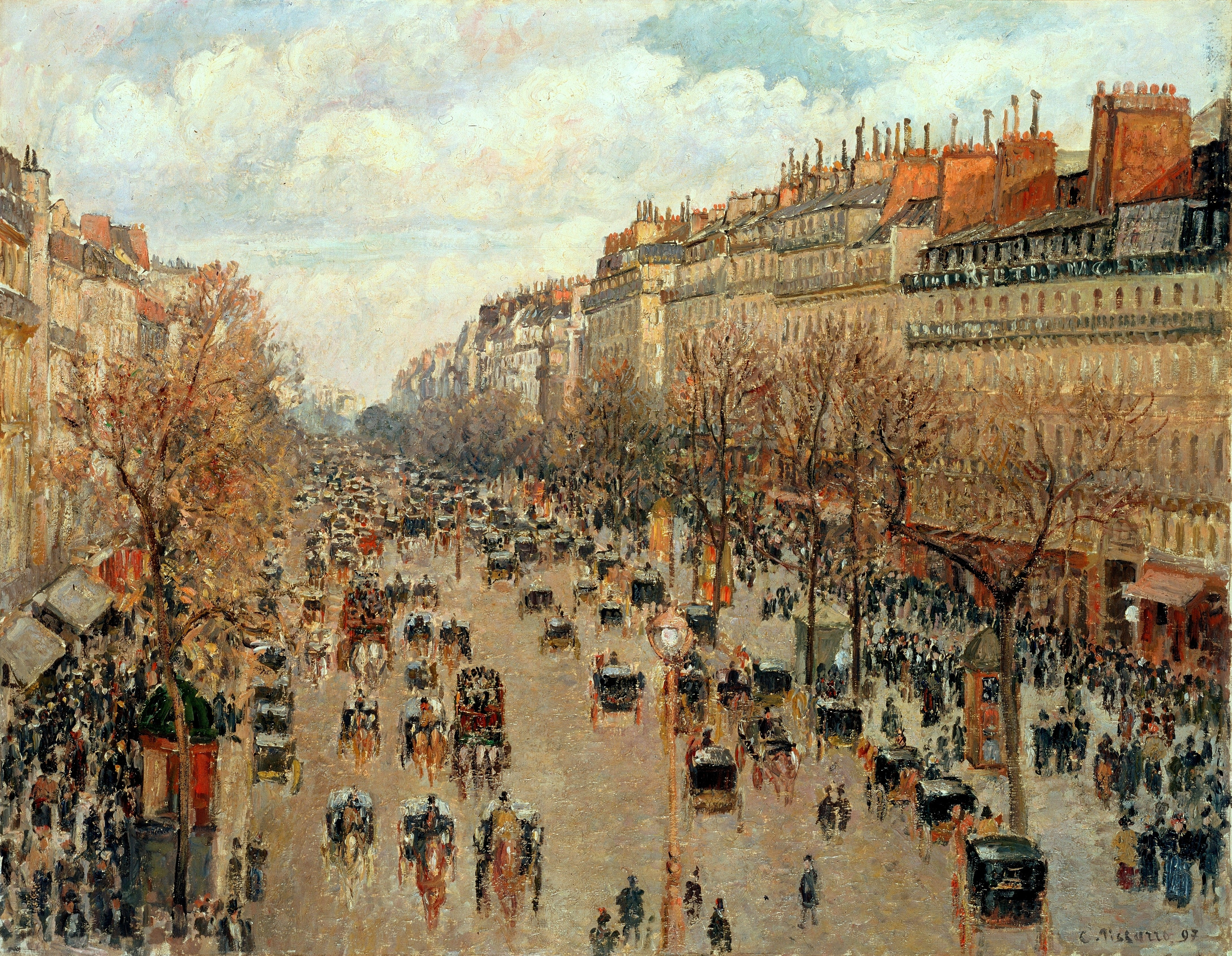
Paris em 1897 - Boulevard Montmartre por Camille Pissarro

Paris da Belle Époque foi um período na história da cidade de Paris entre os anos de 1871 a 1914, ou seja, desde o início da Terceira República Francesa até a Primeira Guerra Mundial. Foi durante esta época que foram construídos a Torre Eiffel, o metro de Paris, foi concluída a Ópera e foi iniciada a construção da Basílica de Sacré-Coeur em Montmartre. Três luxuosas "exposições universais" em 1878, 1889 e 1900 levaram milhões de visitantes a Paris para experimentar as mais recentes inovações em comércio, arte e tecnologia. Paris foi o palco da primeira projeção pública de um filme, e o berço dos Ballets Russes, do Impressionismo e da Arte Moderna.
A expressão Belle Époque ("bela época") começou a ser usada após a Primeira Guerra Mundial e era um termo nostálgico, para o que parecia um tempo mais simples de otimismo, elegância e progresso.

## Reconstrução após a Comuna

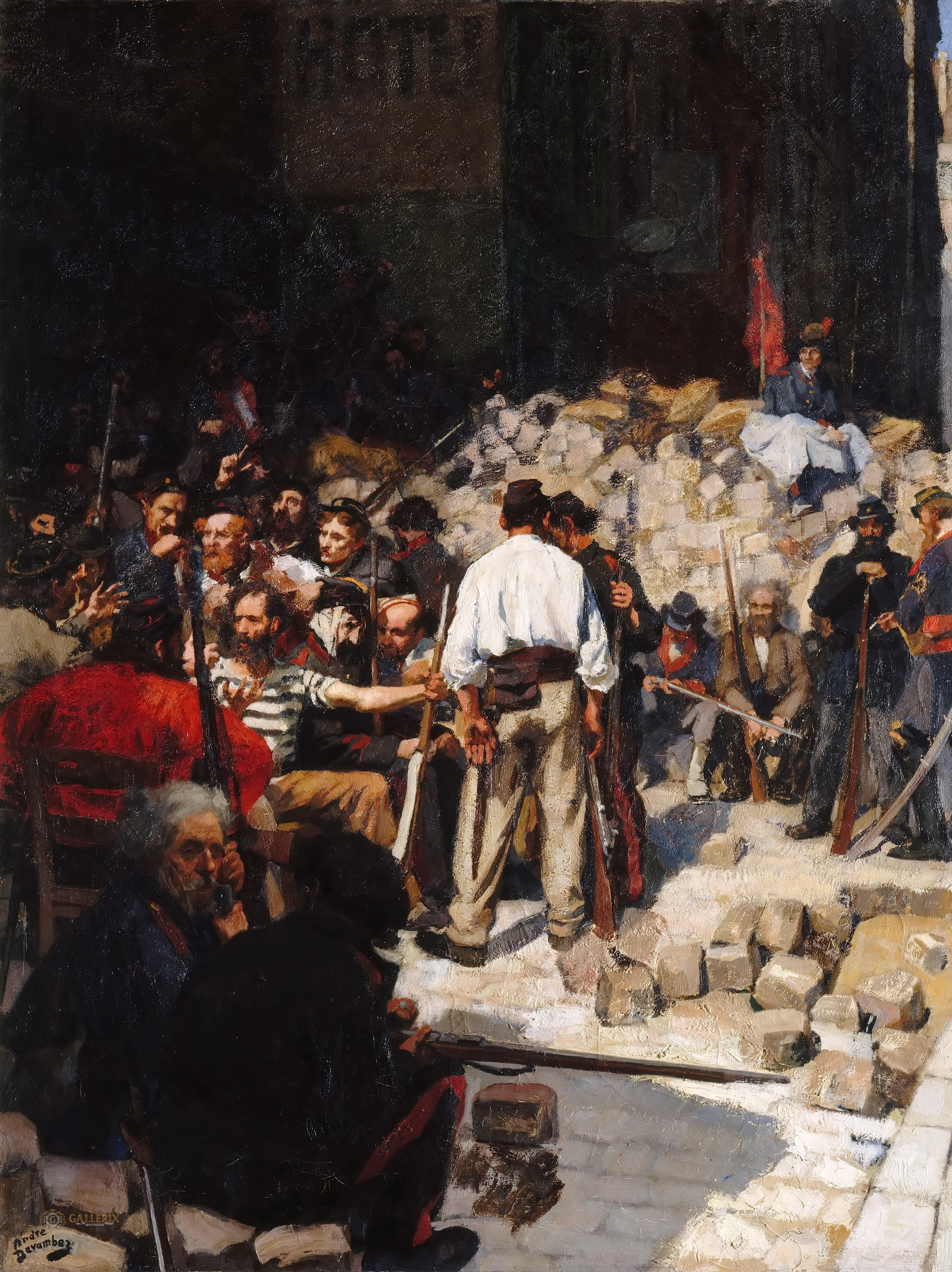
Barricada durante a Comuna de Paris numa pintura de André Devambez

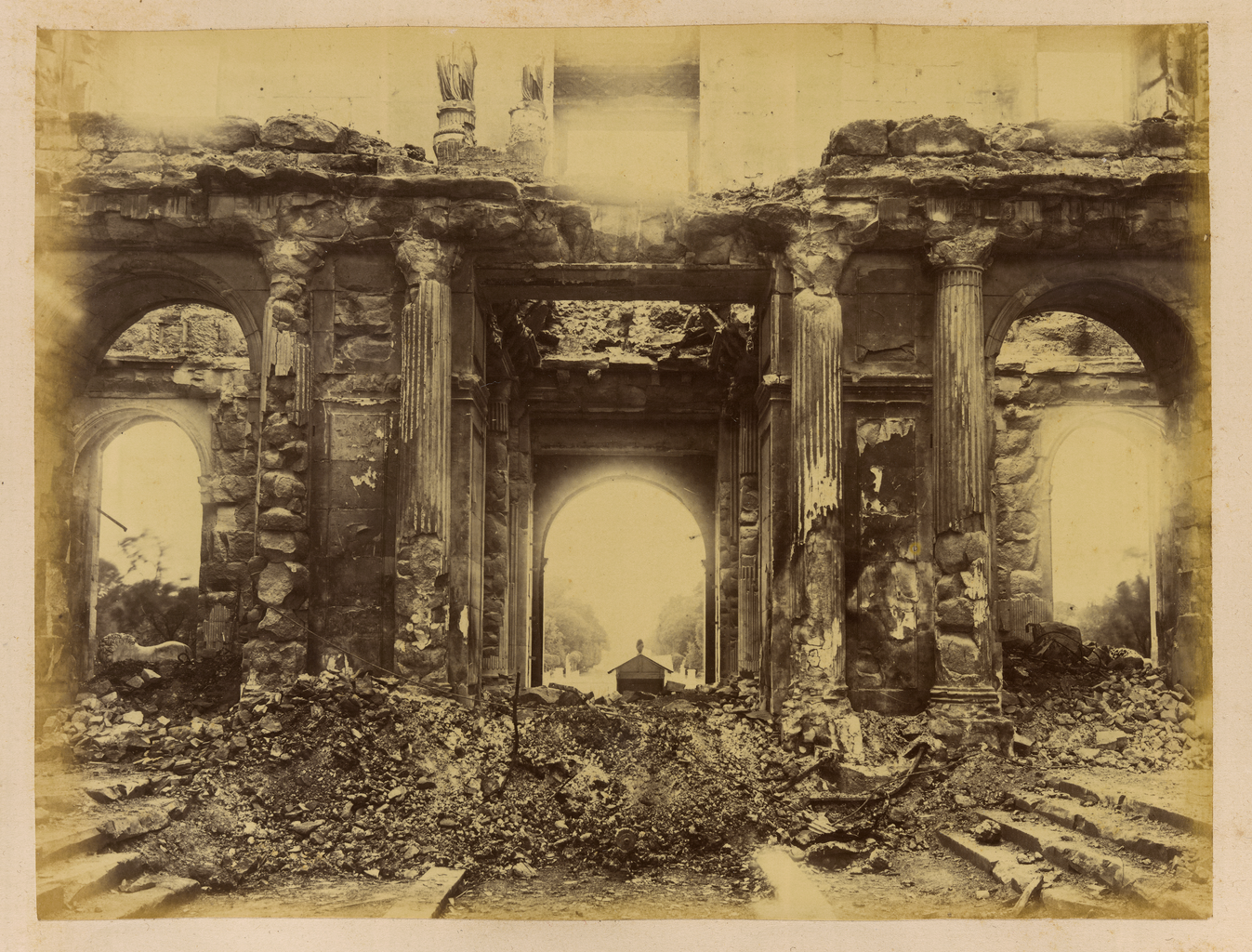
Palácio das Tulherias depois do incêndio de 1871, causado pela Comuna de Paris

Após o violento fim da Comuna de Paris em maio de 1871, a cidade foi governada por lei marcial sob a estrita vigilância do governo nacional. Na época, Paris não era realmente a capital da França. O governo e o parlamento tinham-se mudado para Versalhes em março de 1871, quando a Comuna de Paris assumiu o poder. Não regressaram a Paris até 1879, embora o Senado tenha retornado mais cedo à sua casa no Palácio de Luxemburgo .
O fim da comuna deixou a população da cidade profundamente dividida. Gustave Flaubert descreveu a atmosfera da cidade no início de junho de 1871: "Metade da população de Paris quer estrangular a outra metade, e a outra metade tem a mesma ideia; pode ler-se nos olhos das pessoas que passam".  Esse sentimento tornou-se secundário à necessidade de reconstruir os edifícios que haviam sido destruídos nos últimos dias da Comuna. Os comunas haviam queimado o Hôtel de Ville (incluindo todos os arquivos da cidade), o Palácio das Tulherias, o Palácio da Justiça, a Prefeitura de Polícia, o Ministério das Finanças, a Cour des Comptes, o prédio do Conselho de Estado no Palais-Royal, e muitos outros. Várias ruas, particularmente a Rue de Rivoli, também foram severamente danificadas pelos combates. Além do custo da reconstrução, o novo governo foi obrigado a pagar uma indemnização de 210 milhões de francos em ouro ao vitorioso Império Alemão, como reparação da desastrosa Guerra Franco-Prussiana de 1870. A 4 de agosto de 1871, na primeira reunião do conselho da cidade após a Comuna, o novo prefeito do Sena, Léon Say, apresentou um plano para emprestar 350 milhões de francos para reconstrução e indemnização. Os banqueiros e empresários da cidade rapidamente receberam o dinheiro, e a reconstrução começou rapidamente.
O Conseil d'État e o Palácio da Região d'Honneur (Hôtel de Salm) foram reconstruídos no seu estilo original. O novo Hôtel de Ville foi construído com traços do estilo neo-renascentista mais pitoresco do  que o original, baseado na aparência do Château de Chambord, no Vale do Loire, com uma fachada decorada com estátuas de personagens de destaque que contribuíram para o história e fama de Paris. O Ministério das Finanças destruído na Rue de Rivoli, foi substituído por um grande hotel, enquanto o Ministério se mudou para a ala Richelieu do Louvre, onde permaneceu até 1989. A Cour des Comptes na margem esquerda foi substituída pela Gare d 'Orléans, também conhecida sob o nome Gare d'Orsay, agora o Musée d'Orsay . A única decisão difícil foi a do Palácio das Tulherias, originalmente construído no século XVI por Marie de 'Medici como residência real. O interior havia sido totalmente destruído pelo fogo, mas as paredes ainda estavam praticamente intactas. As paredes permaneceram em pé por dez anos, enquanto o destino das ruínas era debatido. O Barão Haussmann, aposentado, pediu uma restauração do edifício como monumento histórico, e havia uma proposta para transformá-lo num novo museu de arte moderna. Em 1881, no entanto, uma nova Câmara dos Deputados mais simpática à Comuna do que os governos anteriores, decidiu que era um símbolo demasiado grande da monarquia e as ruínas foram demolidas. 
A 23 de julho de 1873, a Assembleia Nacional (a legislatura da Terceira República Francesa substituída pela Câmara dos Deputados e pelo Senado em 1875) endossou o projeto de construção de uma basílica no local onde a revolta da Comuna de Paris havia começado. Foi concebido como um gesto simbólico para reparar o sofrimento de Paris durante a Guerra Franco-Prussiana e a Comuna. A Basílica de Sacré-Coeur foi posteriormente construída em estilo neo-bizantino e paga por assinatura pública. Rapidamente se tornou um dos locais mais célebres de Paris, mas não foi concluído até 1919.

## Os parisienses

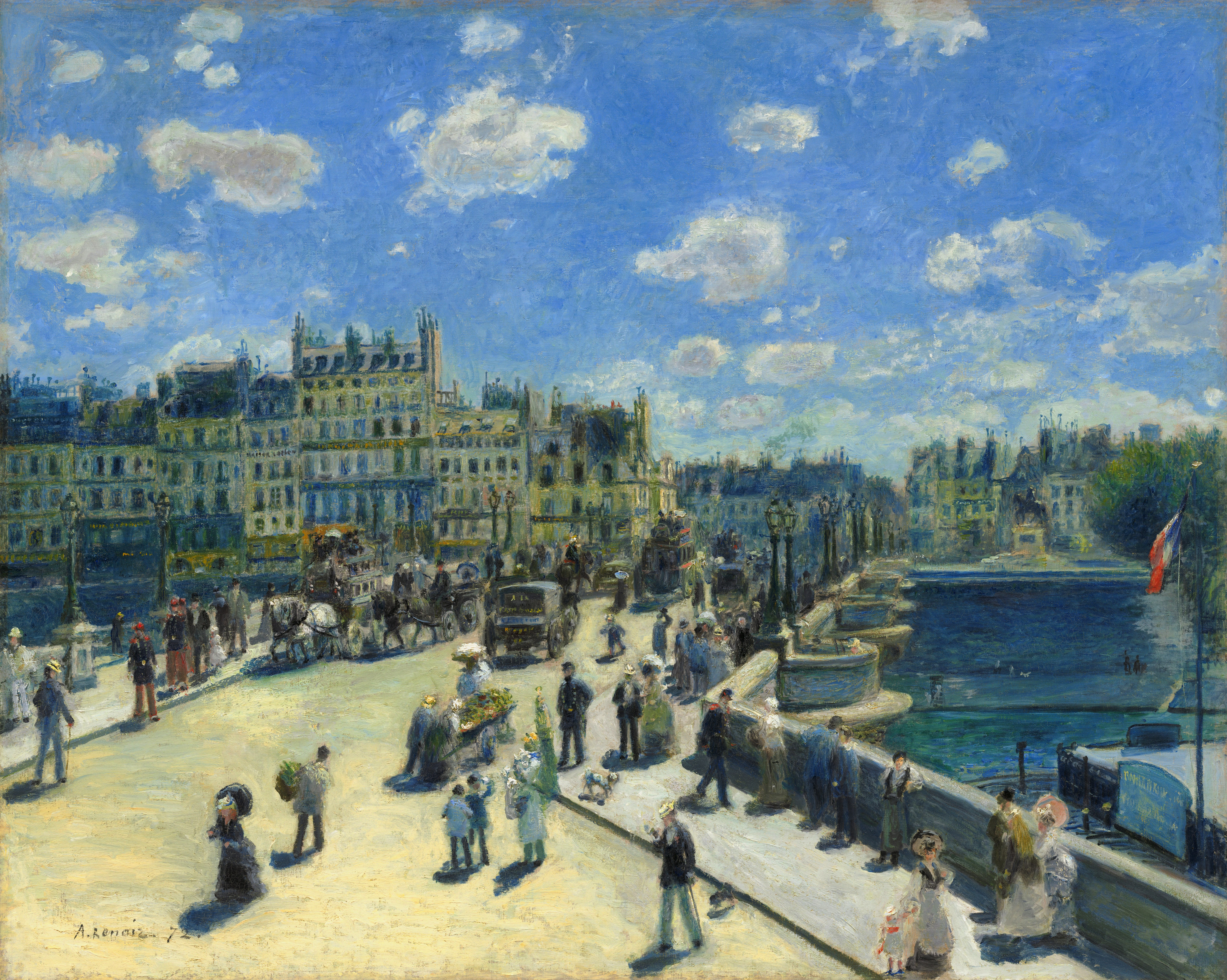
O Pont Neuf de Pierre-Auguste Renoir (1872)
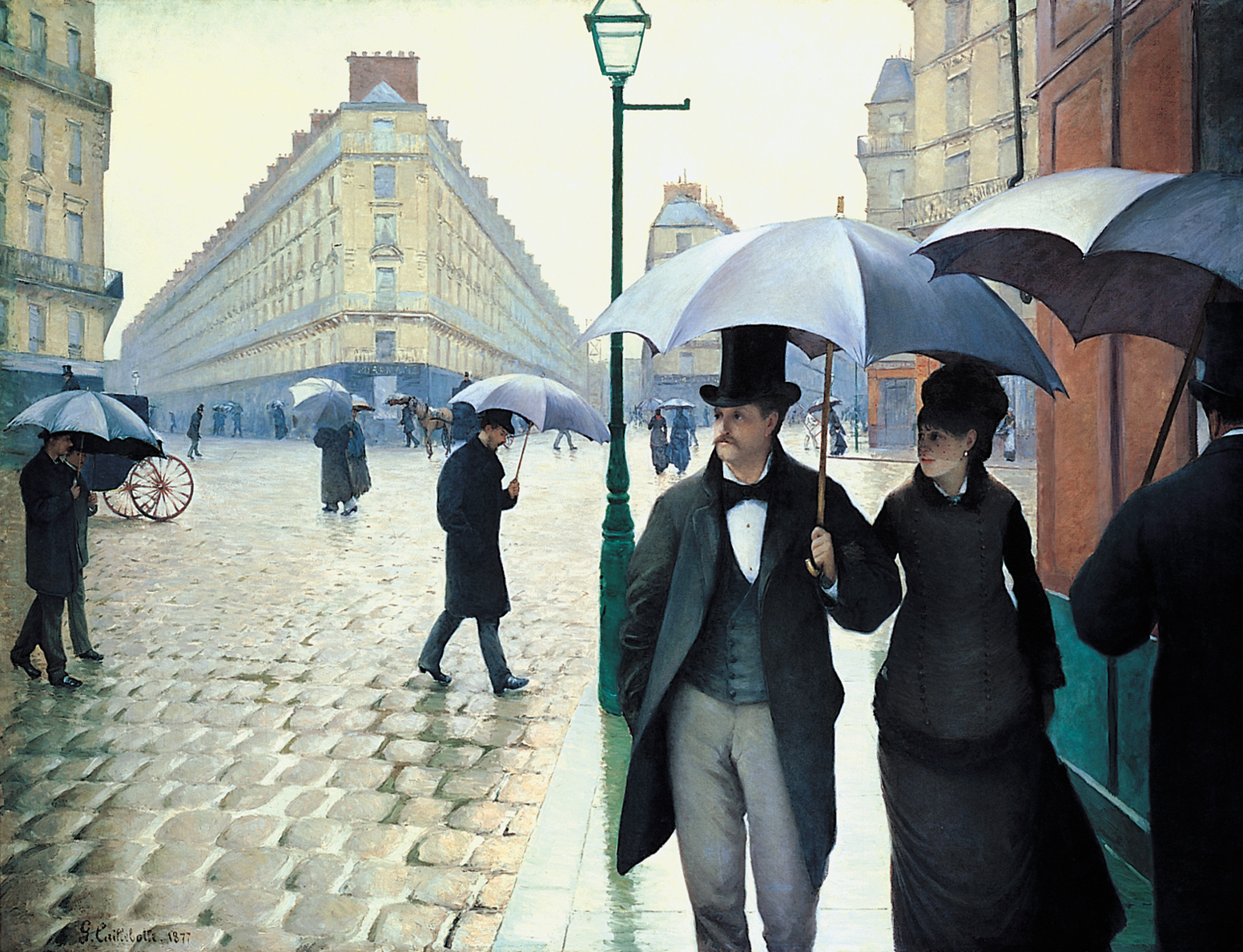
Rua de Paris; Dia chuvoso por Caillebotte (1877)
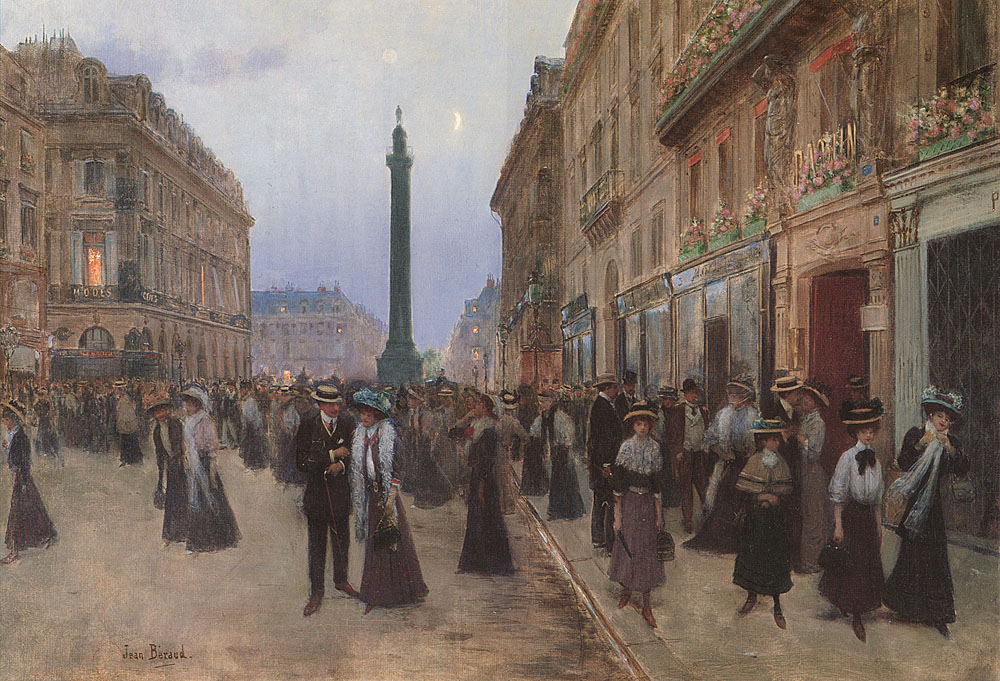
Rue de la Paix por Jean Béraud (1907)

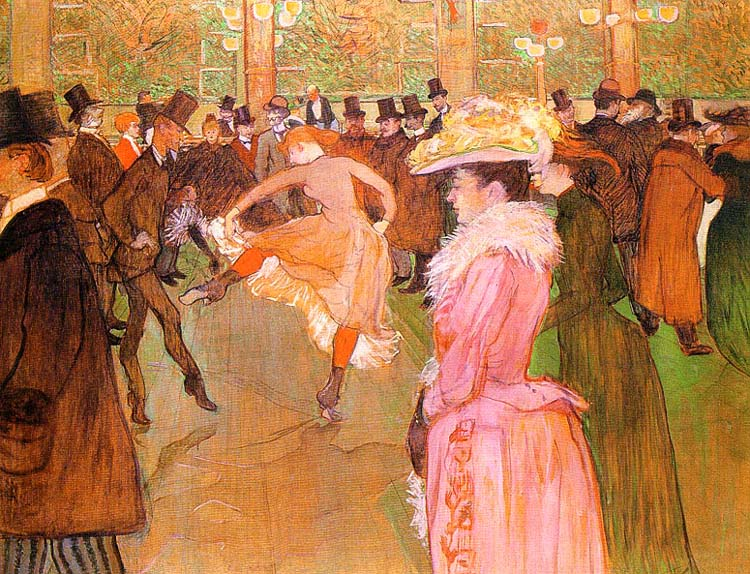
A dança, Moulin Rouge de henri Toulouse-Lautrec

 A população de Paris era de 1.851.792 em 1872, no início da Belle Époque . Em 1911, alcançou os 2.888.107, superior à população atual. Perto do final do Segundo Império e do início da Belle Époque, entre 1866 e 1872, a população de Paris cresceu apenas 1,5%. Então a população cresceu 14,09% entre 1876 e 1881, apenas para desacelerar novamente para um crescimento de 3,3% entre 1881 e 1886. Depois disso, cresceu muito lentamente até ao final da Belle Époque . Atingiu um recorde histórico de quase três milhões de pessoas em 1921, antes de iniciar um longo declínio até o início do século XXI. 
Em 1886, cerca de um terço da população de Paris (35,7%) havia nascido na capital. Mais de metade (56,3%) nasceram noutros departamentos da França e cerca de 8% fora do país.  Em 1891, Paris era a mais cosmopolita das capitais europeias, com setenta e cinco residentes estrangeiros para cada mil habitantes. Em comparação, havia apenas vinte e quatro por mil em São Petersburgo, vinte e dois em Londres e Viena e onze em Berlim. As maiores comunidades de imigrantes eram belgas, alemãs, italianas e suíças, com entre vinte e vinte e oito mil pessoas de cada país. Seguiram-se cerca de dez mil da Grã-Bretanha e um número igual da Rússia; oito mil do Luxemburgo; seis mil sul-americanos; e cinco mil austríacos. Havia também 445 africanos, 439 dinamarqueses, 328 portugueses e 298 noruegueses. Certas nacionalidades concentravam-se em profissões específicas: os italianos concentravam-se nos negócios de fabrico de cerâmica, calçado, açúcar e conservas, enquanto os alemães se concentravam em trabalhos com couro, fabrico de cerveja, panificação e charcutaria . Os suíços e alemães eram predominantes nas empresas que produziam relógios e também representavam uma grande parte dos empregados domésticos. 
Os remanescentes da antiga aristocracia parisiense e a nova aristocracia de banqueiros, financiadores e empreendedores residiam principalmente no 8º arrondissement, dos Champs-Élysées à igreja Madeleine ; no "Quartier de l'Europe" e "Butte Chaillot" (agora a área da Place Charles de Gaulle ; o Faubourg Saint-Honoré ; o "Quartier Saint-Georges", da Rue Vivienne e do Palais-Royal até Roule Na planície de Monceau, na margem direita, moravam em Le Marais, na margem esquerda, no sul do Quartier Latin, em Notre-Dame-des-Champs e Odéon, perto de Les Invalides ; École Militaire . Os donos das lojas menos abastadas viviam de Porte Saint-Denis a Les Halles, a oeste do Boulevard de Sébastopol . Os funcionários da classe média, de pequenas empresas e do governo, moravam perto do centro da cidade ao longo do " Grands Boulevards " ; no 10º arrondissement ; no 1º e no 2º arrondissement perto da Bolsa de Paris (Bolsa de Valores); no bairro Sentier, perto de Les Halles; e em Le Marais. 
Durante o governo de Napoleão III, Barão Haussman mandou demolir alguns dos mais pobres, povoados e históricos bairros no centro da cidade. Fez isto para ganhar espaço para novas boulevards e praças. A classe trabalhadora de parisienses mudou-se do centro para a periferia da cidade, particularmente para Belleville e Ménilmontant na parte este, para Clignancourt e Quartier des Grandes-Carrières na parte norte e na margem esquerda para a área à volta da Gare d'Austerlitz, Javel e Grenelle, normalmente bairros perto dos seus locais de trabalho. Pequenos bairros da classe-trabalhadora mantiveram-se no centro da cidade, maioritariamente nos lados de Montagne Sainte-Geneviève  no Bairro Latino perto de Sorbonne e do Jardim das Plantas e ao longo do Rio Bièvre, que corre para o coletor principal dos esgotos de Paris
Paris era a cidade mais rica e mais pobre da França simultaneamente. 24% da riqueza na França foi encontrada no departamento do Sena, mas cinquenta e cinco por cento dos enterros de parisienses, foram feitos na secção destinada àqueles que não podiam pagar. Em 1878, dois terços dos parisienses pagavam menos de 300 francos por ano pelo alojamento, uma quantia muito pequena para a época. Um estudo de 1882, baseado nos custos de um funeral, concluiu que 27% dos parisienses eram de classe alta ou média, enquanto 73% eram pobres ou indigentes. A renda variava bastante de acordo com o bairro: no 8º bairro (arrondissement), havia oito pessoas pobres por dez moradores da classe alta ou média; nos bairros 13º, 19º e 20º , havia sete ou oito pobres por cada morador abastado. 

### OsApachesde Paris
Apaches foi um termo  introduzido pelos jornais de Paris em 1902, para referir jovens parisienses que praticavam pequenos crimes e às vezes brigavam entre si ou com a polícia. Eles costumavam morar em Belleville ou Charonne . As suas atividades eram descritas com termos lúgubres pela imprensa popular e foram responsabilizados por toda a variedade de crimes na cidade. Em setembro de 1907, o jornal Le Gaulois descreveu um Apache como "um homem que vive à margem da sociedade, pronto para fazer qualquer coisa, exceto conseguir um emprego regular, como o infeliz que arromba uma porta, ou apunhala um transeunte por nada, apenas por prazer. " 

## Governo e política

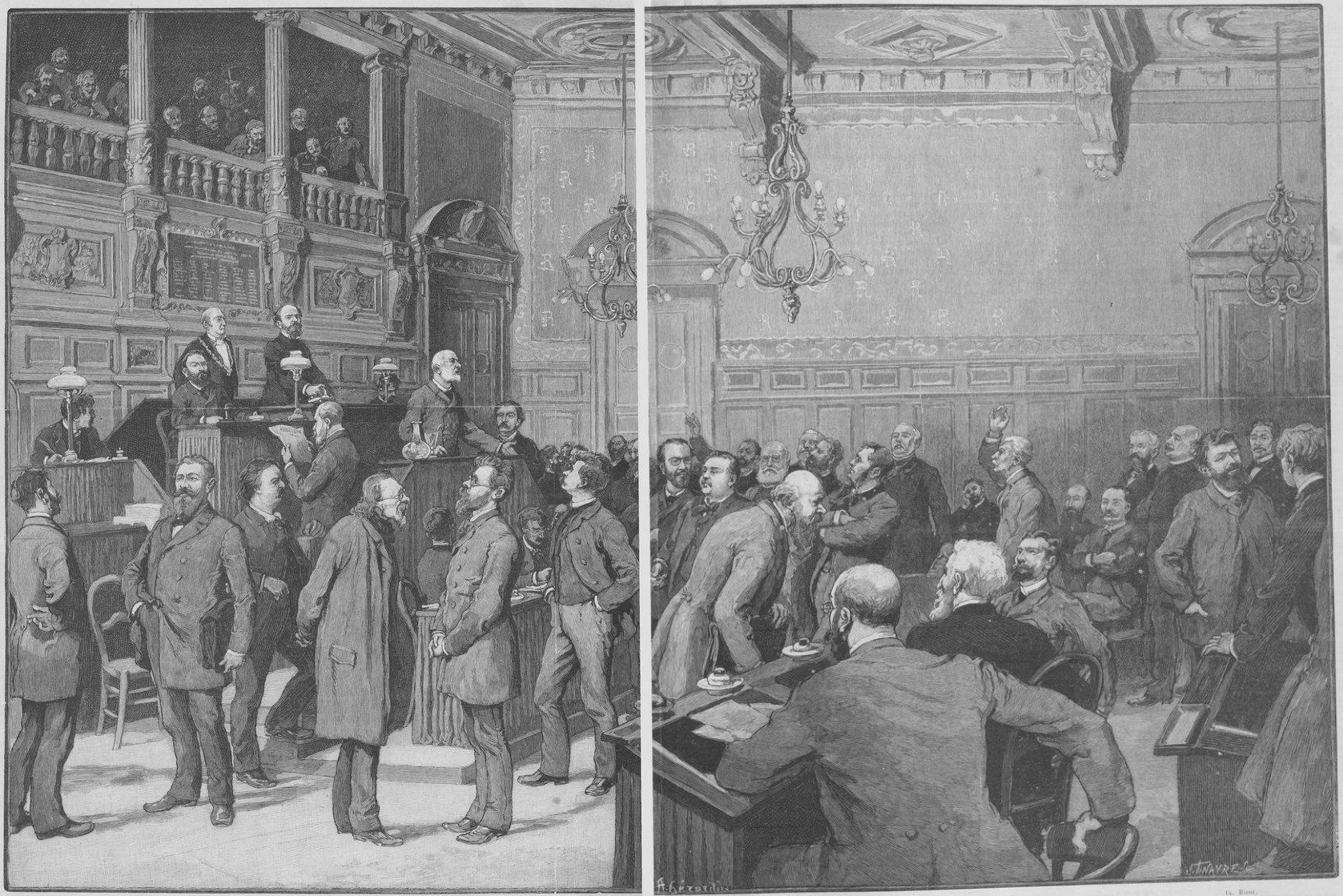
Reunião do Conselho Municipal de Paris (1889)

Depois da Comuna assumir o governo municipal de Paris em março de 1871, o governo nacional francês concluiu que Paris era importante demais para ser dirigida apenas pelos parisienses. A 14 de abril de 1871, pouco antes do final da Comuna, a Assembleia Nacional, reunida em Versalhes, aprovou uma nova lei que conferia a Paris um status especial, diferente das outras cidades francesas e subordinado ao governo nacional. Todos os parisienses do sexo masculino podiam votar. A cidade recebeu um conselho municipal de oitenta membros, quatro de cada distrito, por um período de três anos. O conselho podia reunir-se em quatro sessões por ano, não mais que dez dias, exceto quando se tratava do orçamento, onde eram permitidas seis semanas. Não havia um prefeito eleito. Os poderes reais na cidade continuaram a ser do prefeito do Sena e do prefeito da polícia, ambos nomeados pelo governo nacional. 
As primeiras eleições legislativas após a Comuna, a 7 de janeiro de 1872, foram vencidas pelos candidatos conservadores. Victor Hugo, concorreu como candidato independente ao lado dos republicanos radicais, mas foi profundamente derrotado.  Nas eleições municipais de Paris de 1878, no entanto, os republicanos radicais saíram esmagadormente vitoriosos, conquistando 75 dos 80 assentos do conselho municipal. Em 1879, eles mudaram o nome de muitas das ruas e praças de Paris. A "Place du Château-d'Eau" tornou-se a Place de la République, e uma estátua da República foi colocada no centro em 1883. As avenidas "de la Reine-Hortense" (em homenagem à mãe de Napoleão III, Hortense de Beauharnais ), "Joséphine" (nome da esposa de Napoleão I, Joséphine de Beauharnais ) e "Roi-de-Rome" (em homenagem a Napoleão II ), foram renomeadas Avenue Hoche, Avenue Marceau e Avenue Kléber, em homenagem a generais que serviram durante o período da Revolução Francesa : Lazare Hoche, François Séverin Marceau-Desgraviers e Jean-Baptiste Kléber .
O incêndio no Palácio das Tulherias pela Comuna, fez com que não houvesse residência para o chefe de estado francês. O Palácio do Eliseu foi escolhido como a nova residência em 1873. Foi construído entre 1718 e 1722 pelo arquiteto Armand-Claude Mollet para Louis Henri de La Tour d'Auvergne, conde de Évreux, e depois comprado em 1753, pelo rei Luís XV para a sua amante, marquesa de Pompadour . Durante o período do consulado francês, era  propriedade de Joachim Murat, um dos marechais de Napoleão. Em 1805, Napoleão transformou-a numa das suas residências imperiais, e tornou-se a residência presidencial oficial quando o seu sobrinho, Louis-Napoléon, o futuro imperador Napoleão III, se tornou presidente da Segunda República . Durante a Restauração Bourbon de 1815 a 1830, os jardins do Élysée eram um parque de diversões popular. O Palácio do Eliseu não tinha grande espaço para eventos cerimoniais, portanto, um grande salão de baile foi adicionado durante a Terceira República .
O evento cívico parisiense mais memorável durante o período foi o funeral de Victor Hugo, em 1885. Centenas de milhares de parisienses juntaram-se nos Champs-Élysées para ver a passagem do seu caixão. O Arco do Triunfo estava coberto de preto. Os restos mortais do escritor foram colocados no Panthéon, anteriormente a Igreja de Saint-Geneviève, que havia sido transformada em mausoléu para grandes franceses durante a Revolução Francesa, depois transformada em igreja em abril de 1816, durante a Restauração Bourbon. Após várias mudanças durante o século XIX, foi secularizada novamente em 1885 para a ocasião do funeral de Victor Hugo. 

### Agitação social, anarquistas e a crise de Boulanger

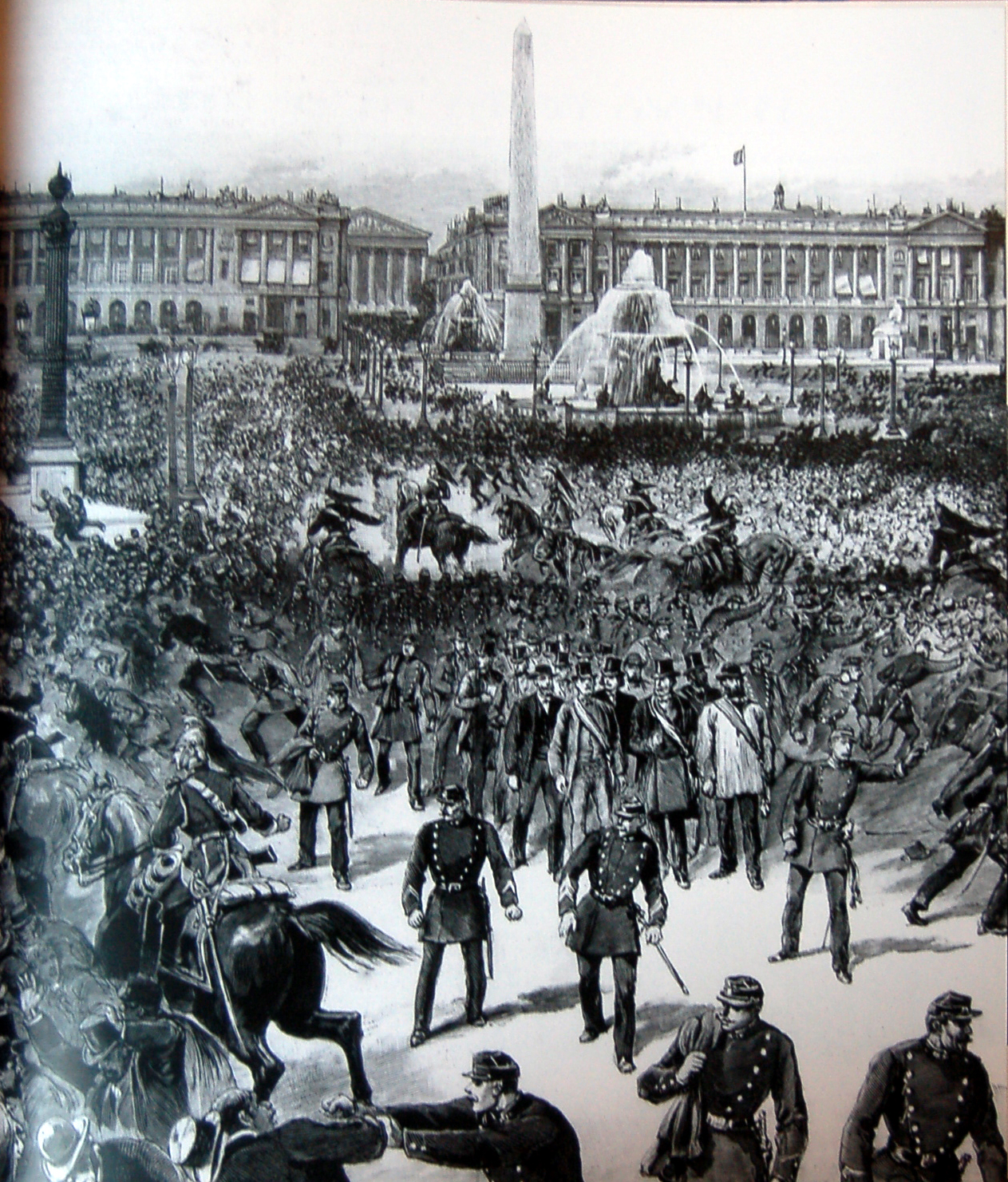
Batalhas do primeiro de maio entre trabalhadores socialistas e polícias na Place de la Concorde (1890)

A Belle Époque foi poupada das revoltas violentas que derrubaram dois regimes franceses no século XIX, mas teve a sua parcela de conflitos políticos e sociais e violência ocasional. Os sindicatos e greves foram legalizados durante o regime de Napoleão III. O primeiro congresso sindical de Paris ocorreu em outubro de 1876, e o partido socialista recrutou muitos membros entre os trabalhadores de Paris. No dia 1 de maio de 1890, os socialistas organizaram a primeira celebração do primeiro de maio, o dia internacional do trabalhador. Por se tratar de uma celebração não autorizada, levou a confrontos entre a polícia e os manifestantes.
A maior parte da violência política veio do movimento anarquista da década de 1890. O primeiro ataque foi organizado por um anarquista chamado Ravachol, que detonou bombas em três residências de parisienses ricos. A 25 de abril, ele detonou uma bomba no Restaurante Véry, no Palais-Royal. A 8 de novembro, os anarquistas colocaram uma bomba no escritório da Compagnie Minière et Métallurgique, uma empresa de mineração, na Avenue de l'Opéra . A polícia encontrou a bomba, mas quando foi levada ao quartel, explodiu, matando seis pessoas. A 6 de dezembro, um anarquista chamado Auguste Vaillant detonou uma bomba no prédio da Assembleia Nacional que feriu 46 pessoas. A 12 de fevereiro de 1894, um anarquista chamado Émile Henry detonou uma bomba no café do Hôtel Terminus, próximo à Gare Saint-Lazare, que matou uma pessoa e feriu setenta e nove. 

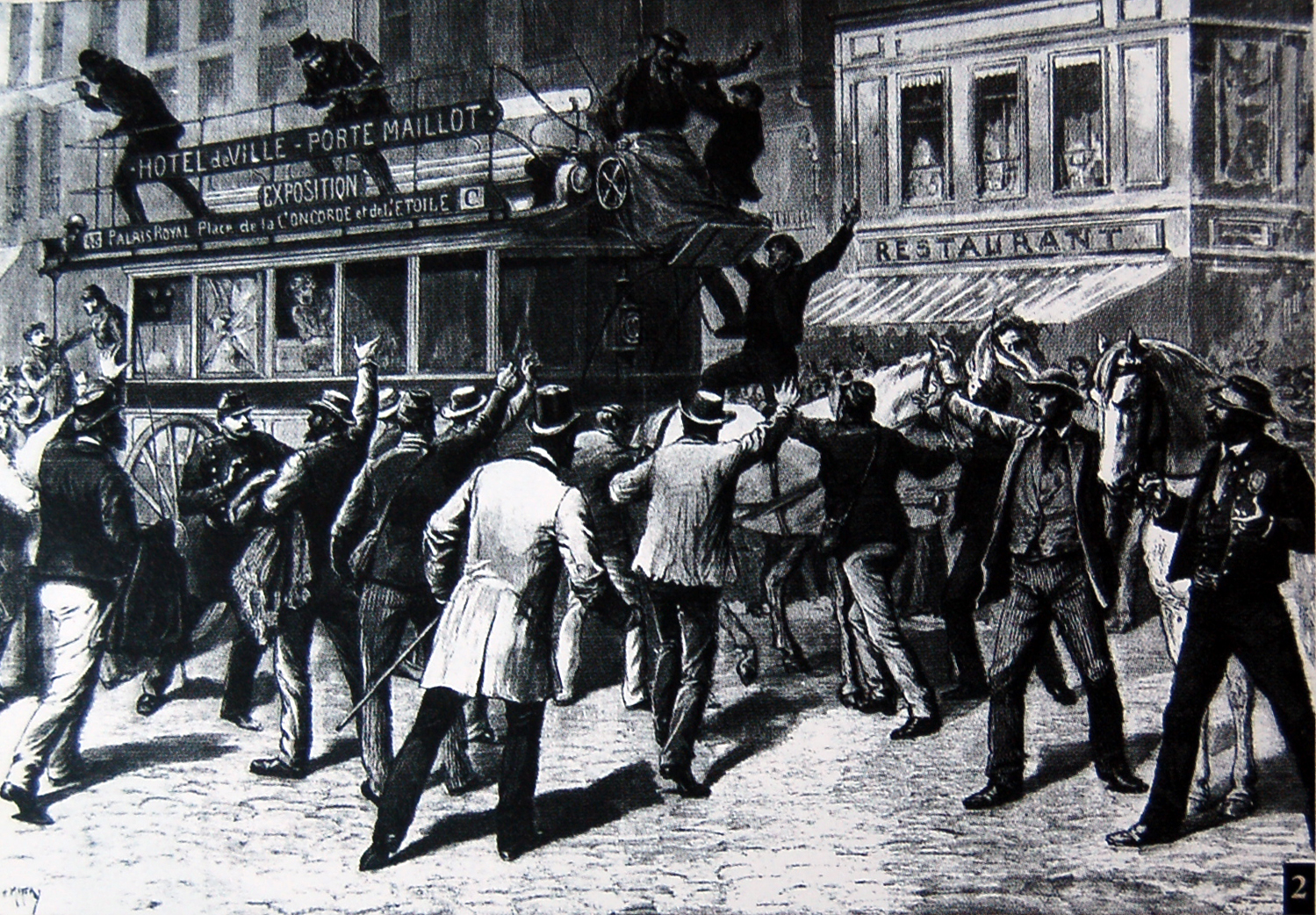
Uma greve de trânsito em 1891

Outra crise política sacudiu Paris a partir de 2 de dezembro de 1887, quando o presidente da república, Jules Grévy, foi forçado a renunciar quando se descobriu que estava a vender o maior prémio do país, a Legião de Honra . Um general popular, Georges Ernest Boulanger, teve o seu nome apontado como o potencial novo líder. Ele ficou conhecido como "o homem a cavalo" por causa das imagens dele no seu cavalo preto. Ele foi apoiado por nacionalistas fervorosos que queriam uma guerra com a Alemanha para recuperar a Alsácia e a Lorena, perdidas na Guerra Franco-Prussiana de 1870 . Políticos monarquistas começaram a promover Boulanger como um potencial novo líder que poderia dissolver o parlamento, tornar-se presidente, recuperar as províncias perdidas e restaurar a monarquia francesa. Boulanger foi eleito para o parlamento em 1888, e os seus seguidores pediram que ele fosse ao Palácio do Eliseu e se declarasse presidente. Mas ele recusou, dizendo que poderia ganhar o cargo legalmente dentro de alguns meses. No entanto, a onda de entusiasmo por Boulanger desapareceu rapidamente e ele partiu para o exílio voluntário. O governo da Terceira República permaneceu firme no seu lugar. 

### A polícia

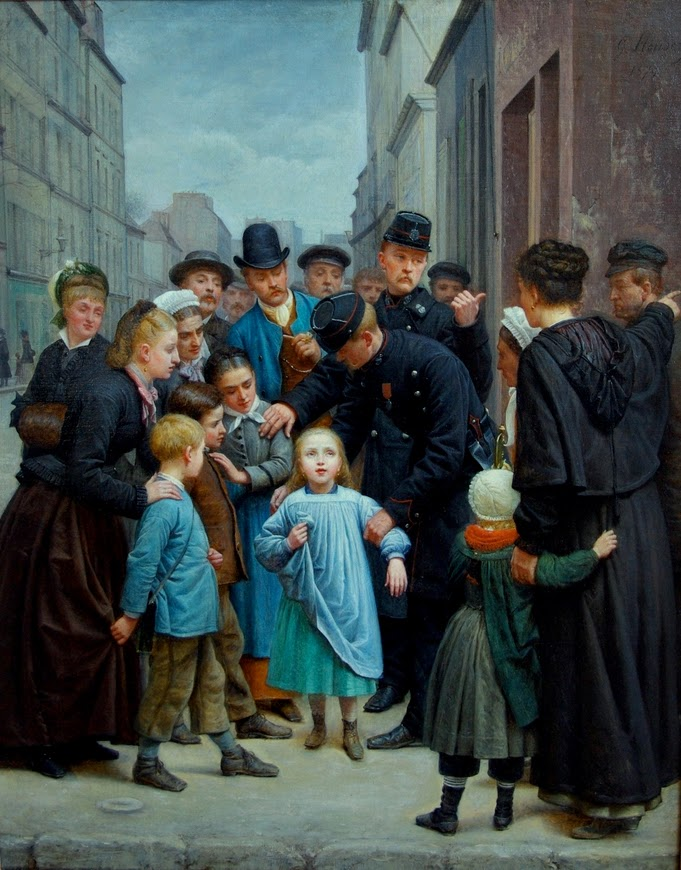
Policiais a ajudar uma criança perdida na pintura La petite fille perdue dans Paris by Charles-Gustave Housez (1877)

A força policial de Paris foi completamente reorganizada após a queda de Napoleão III e da Comuna; o sergents de ville foram substituídos pelo gardiens de la paix publique (Guardiões da paz pública), que por junho 1871 tinha 7.756 homens sob a autoridade do chefe de polícia nomeado pelo governo nacional. Após uma série de atentados anarquistas em 1892, o número foi aumentado para 7.000 guardiões, 80 brigadeiros e 950 sous-brigadeiros . Em 1901, sob o prefeito Louis Lépine, a fim de acompanhar a tecnologia da época, uma unidade de policías em bicicletas (chamada hirondelles após a marca das bicicletas) foi formada. Eles eram 18 por distrito e chegaram a 600 em 1906 por toda a cidade. Uma unidade da polícia fluvial, a brigada fluviale, foi organizada em 1900 para a Exposição Universal, bem como uma unidade da polícia de trânsito que usava o símbolo de uma carruagem romana bordada na manga do uniforme. Os seis primeiros policiais da motocicleta apareceram nas ruas em 1906. 
Além dos gardiens de la paix publique, Paris era guardada pela Garde républicaine sob o comando militar da Gendarmerie Nationale. Os gendarmes tinham sido um alvo particular da Comuna: 33 foram feitos reféns e foram executados por um esquadrão de fuzilamento (Communard) na Rue Haxo a 23 de maio de 1871 nos últimos dias da Comuna. Em junho de 1871, eles forneceram segurança à cidade danificada. Numeravam 6.500 homens em dois regimentos, além de uma unidade de cavalaria e uma dúzia de canhões. O número foi reduzido em 1873 a 4.000 homens num único regimento, chamado de Légion de la Garde républicaine (Legião da Guarda Republicana), com sede no Quai de Bourbon e tropas acantonadas em vários quartéis da cidade. A Guarda Republicana recebeu o dever de garantir segurança ao presidente da república no Palácio do Eliseu, na Assembleia Nacional, no Senado, na prefeitura da polícia e também na Ópera, teatros, bailes públicos, pistas de corrida e outros locais públicos. Uma unidade de ciclistas foi formada a 6 de junho de 1907. Quando a Primeira Guerra Mundial começou, toda a unidade de policiais de Paris foi mobilizada e combateu na frente. 222 deles perderam a vida. 
Por decreto de 29 de junho de 1912, para garantir a segurança de Paris, combatendo criminosos organizados como os Apaches e a bande à Bonnot, foi criada uma secção criminal chamada Brigada criminelle . 

## Religião
Paris da Belle Époque testemunhou uma disputa longa e por vezes amarga entre a Igreja Católica e os governos da Terceira República. Durante a Comuna, a Igreja foi  alvo de ataques; 24 padres e o arcebispo de Paris foram feitos reféns e mortos a tiro por esquadrões durante os últimos dias da comuna. O novo governo, após 1871, foi conservador e católico, e forneceu fundos significativos para o estabelecimento da Igreja através do Ministère des Cultes, que aprovou a construção da Basílica de Sacré-Cœur em Montmartre, sem fundos do governo como um ato de expiação pelos eventos de 1870 –1871. Os republicanos anticlericais tomaram o poder em 1879 e um dos seus líderes, Jules Ferry, declarou: "O meu objetivo é organizar a humanidade sem Deus e sem reis". Em março de 1880, a Assembleia proibiu congregações religiosas não autorizadas pelo Estado e, a 30 de junho, a polícia expulsou os jesuítas do seu prédio na 33 Rue de Sèvres. 260 mosteiros e conventos foram fechados em Paris e no resto da França. Foi aprovada uma nova lei que tornou toda a educação pública deve ser não religiosa (laïque- laica) e obrigatória. Em 1883, novas leis foram aprovadas para proibir orações públicas e proibir soldados de comparecerem a serviços religiosos de uniforme. Em 1881, 27 cadetes da École spéciale militaire de Saint-Cyr (Academia Militar de Saint-Cyr) foram expulsos por assistirem a uma missa na igreja de Saint-Germain-des-Prés . A lei contra o trabalho ao domingo foi revogada em 1880 (foi restabelecida em 1906 para garantir aos trabalhadores um dia de descanso) e, em 1885, o divórcio foi autorizado.
O novo Conselho Municipal de Paris, também dominado por republicanos radicais, tinha pouco poder formal, mas tomou muitas medidas simbólicas contra a Igreja. Freiras e outras figuras religiosas foram proibidas de ocupar cargos oficiais em hospitais, estátuas foram erguidas para homenagear Voltaire e Diderot, e o Panteão foi secularizado, em 1885, para receber os restos mortais de Victor Hugo. Várias ruas de Paris foram renomeadas para heróis republicanos e socialistas, incluindo Auguste Comte (1885), François-Vincent Raspail (1887), Armand Barbès (1882) e Louis Blanc (1885). Proibida especificamente pela Igreja Católica, a cremação foi autorizada no cemitério Père Lachaise . Em 1899, o caso Dreyfus dividiu os parisienses (e toda a França) ainda mais; o jornal católico La Croix publicou artigos anti-semitas odiosos contra o oficial do exército.  Algumas figuras célebres do lado pró-Dreyfus foram  Mary Cassatt, Camille Pissarro, Claude Monet e Paul Signac . Do lado antiDreyfus estavam personalidades como Edgar Degas, Paul Cézanne, Auguste Rodin e Pierre-Auguste Renoir.
A nova Assembleia Nacional de 1901 teve uma maioria fortemente anticlerical. A pedido dos membros socialistas, a Assembleia votou oficialmente a favor da separação entre a Igreja e o Estado a 9 de dezembro de 1905. O orçamento de 35 milhões de francos por ano dado à Igreja foi cortado e houve disputas sobre as residências oficiais do clero. A 17 de dezembro, a polícia despejou o arcebispo de Paris da sua residência oficial na 127 Rue de Grenelle. A Igreja respondeu proibindo as missas da meia-noite na cidade. Uma lei de 1907, finalmente resolveu a questão da propriedade: as igrejas construídas antes dessa data, incluindo a catedral de Notre Dame, tornaram-se propriedade do estado francês, enquanto a Igreja Católica recebeu o direito de usá-las para fins religiosos. Apesar do corte da assistência do governo, a Igreja Católica conseguiu construir 24 novas igrejas, incluindo 15 nos subúrbios de Paris, entre 1906 e 1914. As relações oficiais entre Igreja e Estado foram quase inexistentes até o final da Belle Époque . 
A comunidade judaica em Paris cresceu de 500 em 1789, ou um por cento da comunidade judaica na França, para 30.000 em 1869, ou 40%. A partir de 1881, havia novas ondas de imigração da Europa Oriental que traziam de 7 a 9.000 recém-chegados a cada ano, e os judeus nascidos na França nos 3º e 4º arrondissements foram logo superados em número pelos recém-chegados, cujos números aumentaram de 16% da população nesses arrondissements para 61%. Os pogroms no Império Russo entre 1905 e 1914 provocaram uma nova onda de imigrantes em Paris. A comunidade enfrentou uma forte corrente de anti-semitismo, exemplificada pelo caso Dreyfus. Com a chegada do grande número de judeus asquenazes da Europa Oriental e da Rússia, a comunidade de Paris tornou-se cada vez mais secular e menos religiosa. 
Não havia mesquita em Paris até depois da Primeira Guerra Mundial. Em 1920, a Assembleia Nacional, votou  em homenagem à memória dos estimados cem mil muçulmanos das colónias francesas no Magrebe e na África negra que morreram pelo país durante a guerra. Deram um crédito de 500.000 francos para a construção da Grande Mesquita de Paris . 

## A economia

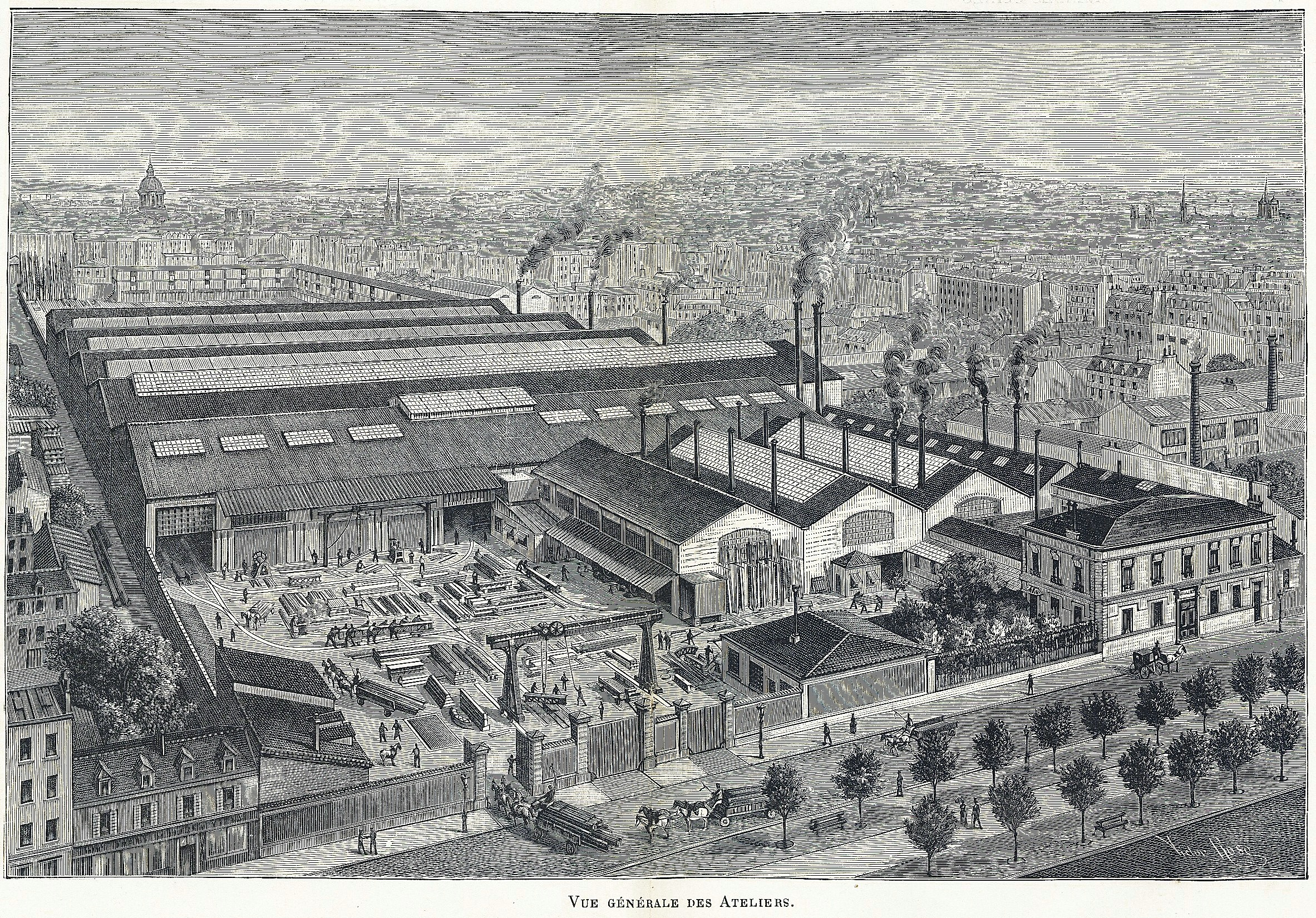
A oficina Moisant no Boulevard de Vaugirard (1889) fez a estrutura metálica da loja de departamentos Bon Marché

A economia de Paris sofreu uma crise económica no início da década de 1870, seguida por uma longa e lenta recuperação que levou a um período de rápido crescimento, começando em 1895 até a Primeira Guerra Mundial. Entre 1872 e 1895, 139 grandes empresas fecharam as portas em Paris, particularmente fábricas de têxteis e móveis, metalurgia e gráficas, quatro indústrias que eram as principais empregadoras da cidade há sessenta anos. A maioria dessas empresas empregava entre 100 a 200 trabalhadores cada. Metade das grandes empresas do centro da margem direita da cidade mudou de local. Em parte devido ao alto custo dos imóveis, mas também para obter melhor acesso ao transporte no rio e nas ferrovias. Várias mudaram-se para áreas menos caras nos arredores da cidade, perto de Montparnasse e La Salpêtriére, enquanto outros foram para o 18º arrondissement, La Villette e o Canal Saint-Denis, para estar mais perto dos portos fluviais e dos novos pátios de carregamento ferroviário. Outros mudaram-se ainda para Picpus e Charonne, no sudeste, ou perto de Grenelle e Javel, no sudoeste. O número total de empresas em Paris caiu de 76.000 em 1872 para 60.000 em 1896, enquanto nos subúrbios o seu número aumentou de 11.000 para 13.000. No coração de Paris, muitos trabalhadores ainda estavam empregados em indústrias tradicionais, como têxteis (18.000 trabalhadores), produção de roupas (45.000) e em novas indústrias que exigiam trabalhadores altamente qualificados, como engenharia mecânica e elétrica e fabrico de automóveis. 

## Carros, aviões e filmes

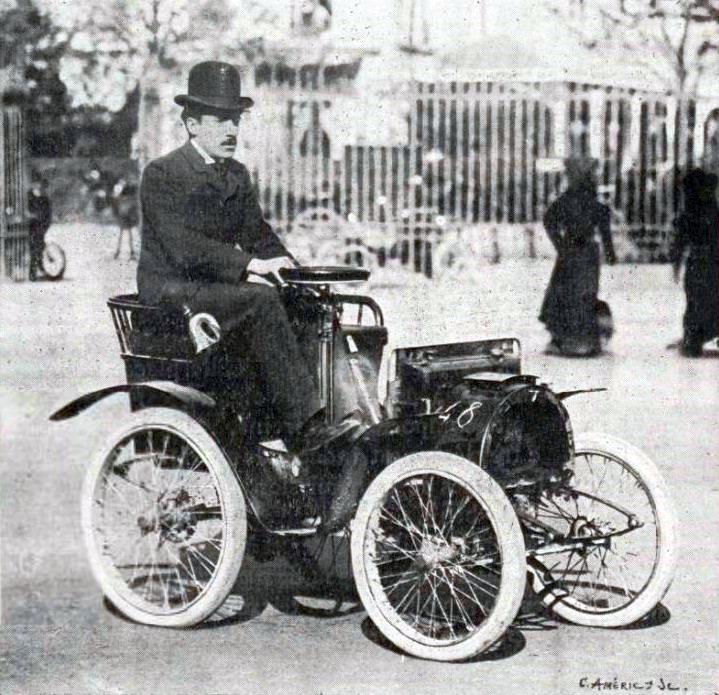
Louis Renault e seu primeiro carro (1903)

Três grandes novas indústrias francesas nasceram em Paris e nos arredores por volta da viragem do século XX, aproveitando a abundância de engenheiros e técnicos qualificados e o financiamento dos bancos de Paris. Produziram então os primeiros automóveis, aeronaves e filmes franceses. Em 1898, Louis Renault e o seu irmão Marcel construíram o seu primeiro automóvel e fundaram uma nova empresa para a sua produção. Estabeleceram a sua primeira fábrica em Boulogne-Billancourt, nos arredores da cidade, e fabricaram o primeiro camião francês em 1906. Em 1908, construíram 3.595 carros, tornando-os o maior fabricante de carros na França. Também receberam um contrato importante para fabricar táxis para a maior empresa de táxis de Paris. Quando a primeira Grande Guerra começou em 1914, os táxis da Renault de Paris foram mobilizados para transportar soldados franceses para a frente na Primeira Batalha do Marne .

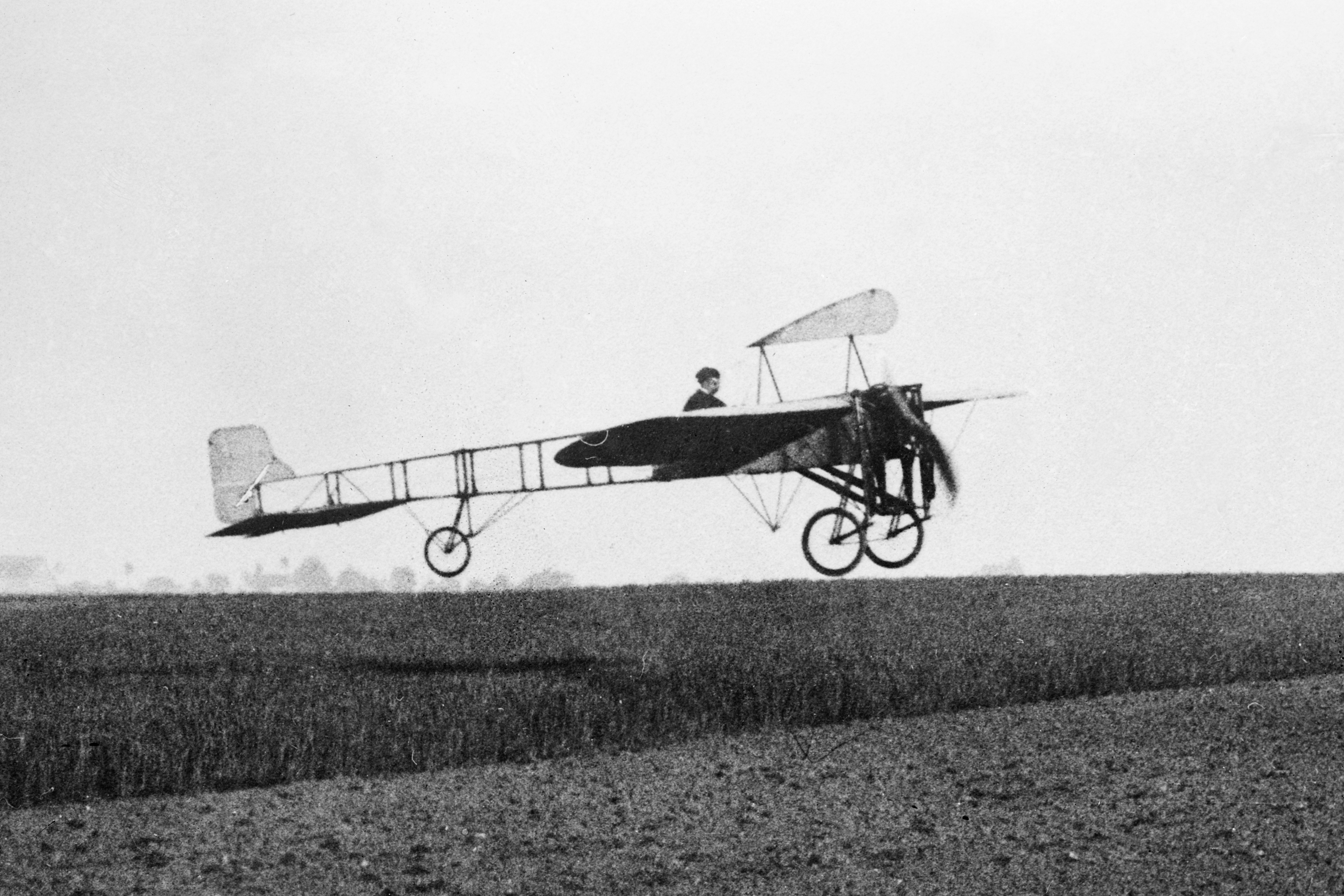
Louis Blériot e a sua aeronave (1909)

O pioneiro da aviação francesa Louis Blériot, também estabeleceu uma empresa, Blériot Aéronautique, no Boulevard Victor-Hugo em Neuilly, onde fabricou os primeiros aviões franceses. Em 25 de julho de 1909, tornou-se o primeiro homem a atravessar o Canal da Mancha . Blériot mudou a sua empresa para Buc, perto de Versalhes, onde estabeleceu um aeroporto privado e uma escola de voo. Em 1910, construiu o Aérobus, uma das primeiras aeronaves de passageiros, capaz de transportar sete pessoas, mais que qualquer aeronave da época.
Os irmãos Lumière fizeram a primeira exibição projetada de um filme, La Sortie de l'usine Lumière, no Salon Indien du Grand Café do Hôtel Scribe, no Boulevard des Capucines, a 28 de dezembro de 1895. Um jovem empresário francês, Georges Méliés, assistiu à primeira exibição e pediu licença aos irmãos Lumière para fazer filmes. Os Irmãos Lumière recusaram educadamente, dizendo-lhe que o cinema era para fins científicos e não tinha valor comercial. Méliés persistiu e estabeleceu o seu próprio pequeno estúdio em 1897 em Montreuil, a leste de Paris. Tornou-se produtor, diretor, cenarista, cenógrafo e ator e fez centenas de curtas-metragens, incluindo o primeiro filme de ficção científica, Uma Viagem à Lua ( Le Voyage dans la Lune ), em 1902. Outro pioneiro do cinema francês e produtor Charles Pathé, também construiu um estúdio em Montreuil e depois se mudou para a Rue des Vignerons em Vincennes, a leste de Paris. O seu principal rival na indústria cinematográfica francesa, Léon Gaumont, abriu o seu primeiro estúdio na mesma época na Rue des Alouettes, no 19º arrondissement, perto de Buttes-Chaumont. 

## Comércio e lojas de departamento

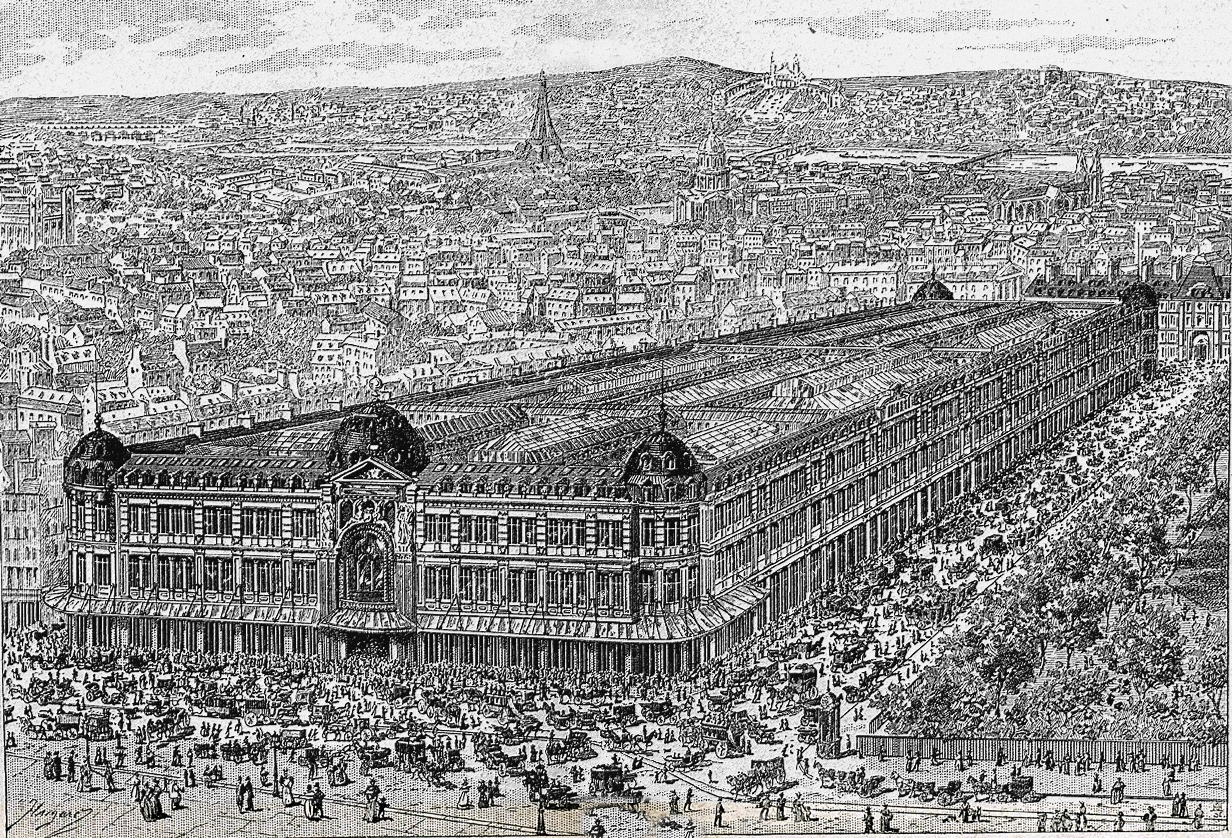
Le Bon Marché em 1887

A Belle Époque em Paris foi a idade de ouro da Grand Magasin, ou loja de departamentos . A primeira loja de departamentos moderna da cidade, Le Bon Marché, era originalmente uma pequena loja de variedades com uma equipe de doze pessoas quando foi adquirida por Aristide Boucicaut, em 1852. Boucicaut expandiu-a e, com preços hábeis, publicidade e marketing inovador (um catálogo de pedidos por correio, vendas sazonais, desfiles de moda, presentes para clientes, entretenimento para crianças), transformou-a numa empresa de enorme sucesso, com uma equipa de mil e cem funcionários e renda que aumentou de 5 milhões de francos em 1860 para 20 milhões em 1870, alcançando 72 milhões na época da sua morte em 1877. Ele construiu um enorme prédio novo perto do local da loja original na margem esquerda, com uma estrutura de ferro projetada com a ajuda da empresa de engenharia de Gustave Eiffel .
O sucesso de Bon Marché inspirou muitos concorrentes. O Grands Magasins du Louvre foi inaugurado em 1855, com uma receita de 5 milhões de francos, que subiu para 41 milhões em 1875 e 2400 funcionários em 1882. O Bazar do Hotel de Ville (BHV) foi inaugurado em 1857 e mudou-se para uma loja maior em 1866 A Printemps foi fundada em 1865 por um ex-chefe de departamento da Bon Marché; La Samaritaine foi inaugurado em 1870; e La Ville de Saint-Denis, o primeiro edifício na França a ter um elevador, em 1869. Alphonse Kahn abriu a sua, Galeries Lafayette (Galerias Lafayette) em 1895. 

## Alta moda e artigos de luxo

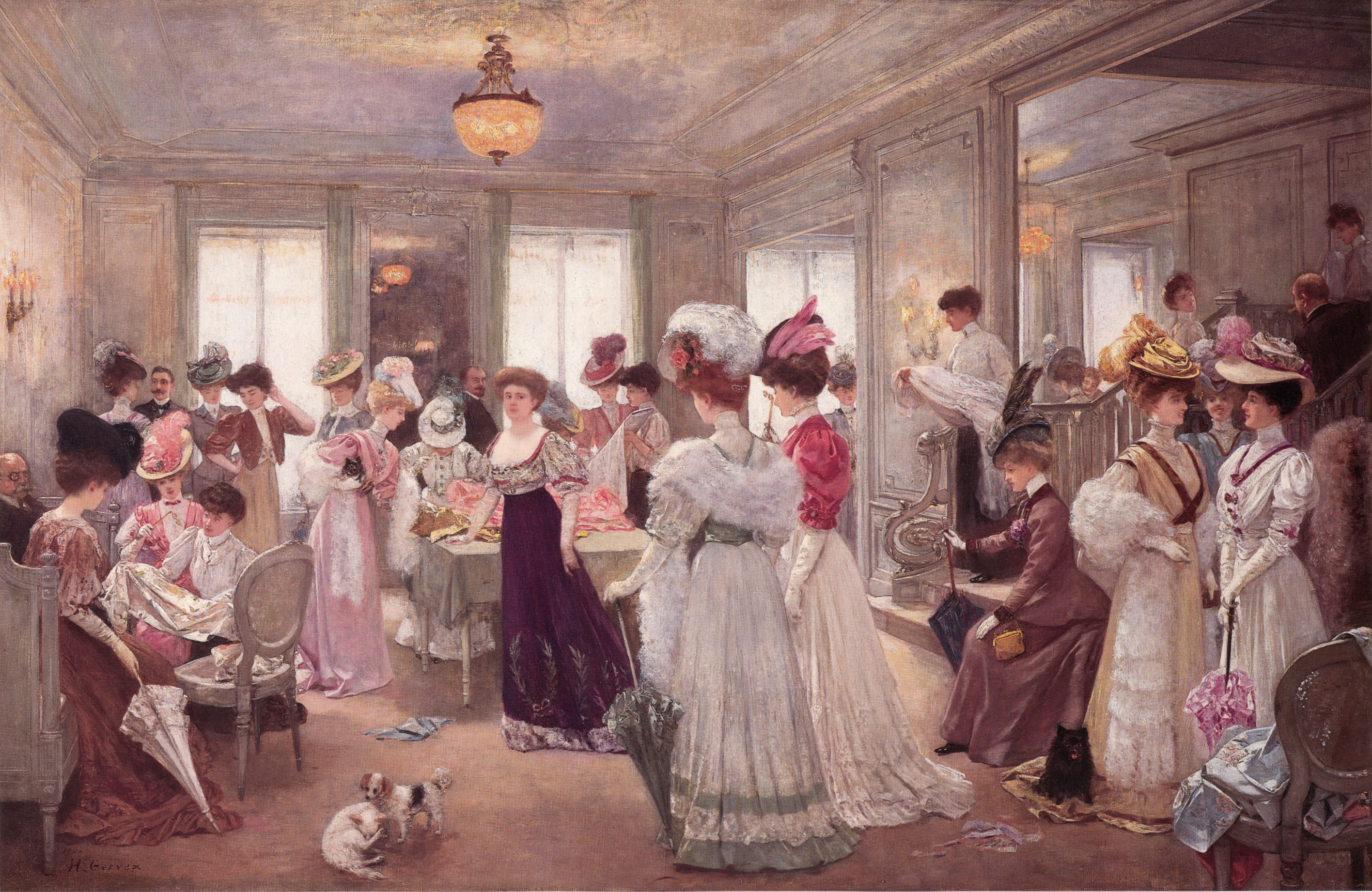
Casa de moda de Jeanne Paquin (1906)

No início da Belle Époque, a indústria da alta costura (alta moda) era dominada pela House of Worth. Charles Worth havia desenhado as roupas da imperatriz Eugénie durante o Segundo Império e transformado a alta moda numa indústria. A sua loja na 7 Rue de la Paix ajudou a fazer dessa rua o centro da moda em Paris. Em 1900, havia mais de vinte casas de alta costura em Paris, lideradas por designers como Jeanne Paquin, Paul Poiret, Georges Doeuillet, Margaine-Lacroix, Redfern, Raudnitz, Rouff, Callot Sœurs, Blanche Lebouvier e outros, incluindo filhos de Charles Worth. A maioria dessas casas tinha menos de cinquenta funcionários, mas as seis ou sete principais empresas tinham entre quatrocentos e novecentos funcionários. Estas lojas estavam concentradas na Rue de la Paix e ao redor da Place Vendôme e algumas nas Grands Boulevards nas proximidades. Na Exposição Universal de 1900, um edifício inteiro foi dedicado aos estilistas. O primeiro desfile de moda aconteceu em Londres em 1908. A ideia foi rapidamente copiada em Paris. Jeanne Lanvin tornou-se membro do Sindicato dos designers de moda de Chambre em 1909. Coco Chanel abriu a sua primeira loja em Paris em 1910, mas a sua fama como designer só veio após a Primeira Guerra Mundial.  
O crescimento das lojas de departamento e do turismo criou um mercado muito maior para produtos de luxo, como perfumes, relógios e jóias. O perfumista François Coty começou a fazer aromas em 1904 e alcançou o seu primeiro sucesso vendendo em lojas de departamento. Ele descobriu a importância dos frascos elegantes no marketing de perfumes e encomendou Baccarat e René Lalique para projetar frascos no estilo Art Nouveau . Ele percebeu o desejo que os consumidores da classe média tinham em obter produtos de luxo. Decidiu por isso vender uma variedade de perfumes menos caros. Ele também inventou o conjunto de fragrâncias, que continha uma caixa de perfume, sabão em pó, creme e cosméticos com o mesmo aroma. Ele teve tanto sucesso que, em 1908, construiu um novo laboratório e fábrica, La Cité des Parfums ("A cidade do perfume"), em Suresnes, nos subúrbios de Paris. Tinha 9.000 funcionários e produzia cem mil frascos de perfume por dia. :24
O relojoeiro Louis-François Cartier abriu uma loja em Paris em 1847. Em 1899, os seus netos mudaram a loja para a Rue de la Paix e internacionalizaram-na, abrindo filiais em Londres (1902), Moscovo (1908) e Nova York (1909). O seu neto Louis Cartier projetou um dos primeiros relógios de pulso para o pioneiro da aviação brasileira Alberto Santos-Dumont, que fez o primeiro voo de avião em Paris em 1906. O "relógio Santos" foi colocado à venda em 1911 e foi um enorme sucesso para a empresa.

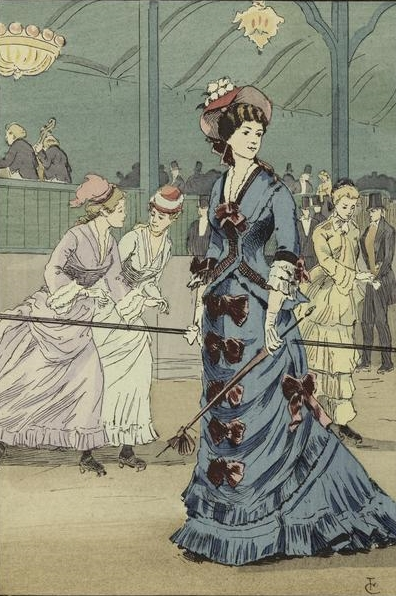
Um traje para andar de patins no Bal Bullier (1876)
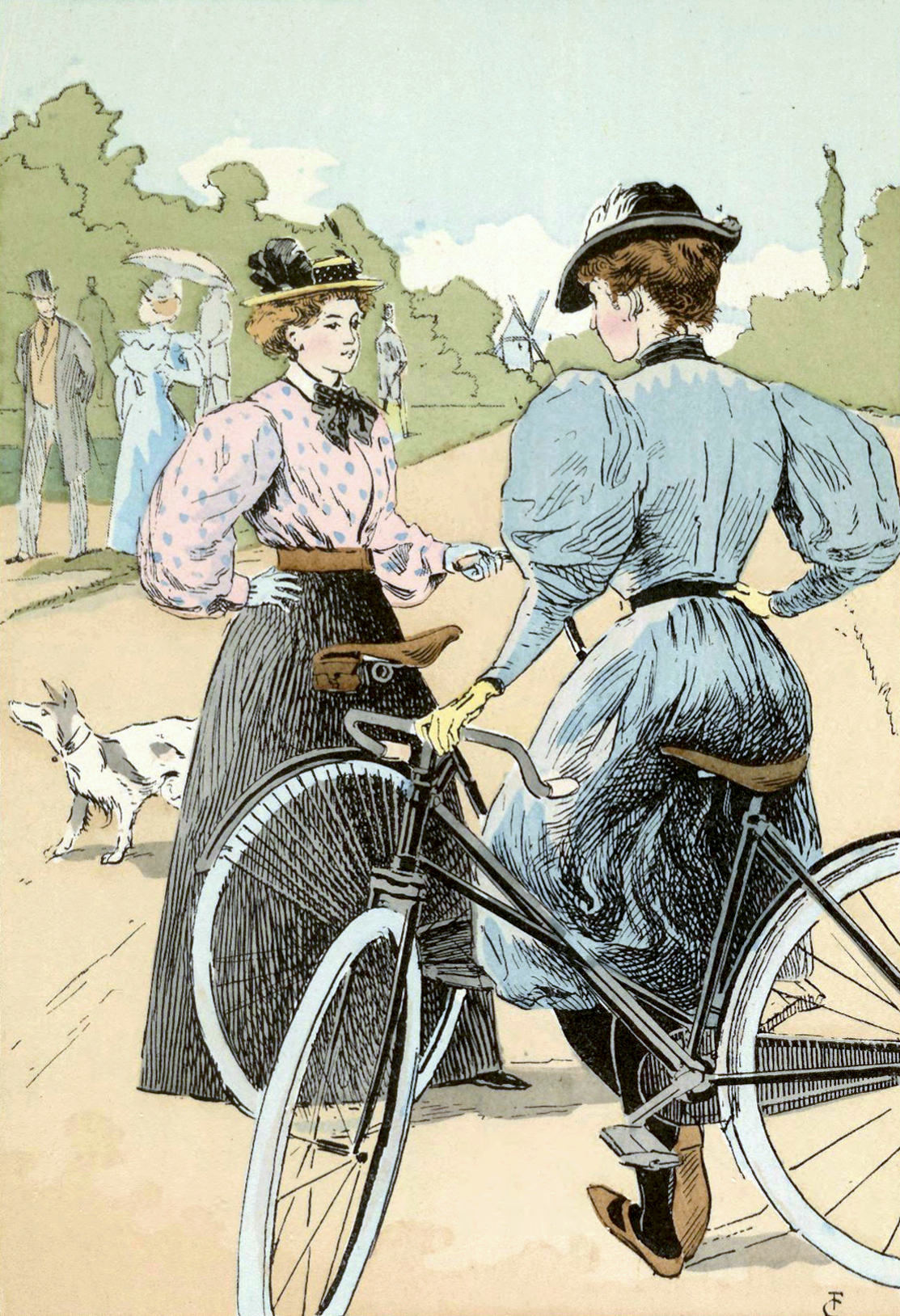
Trajes de bicicleta (1898)
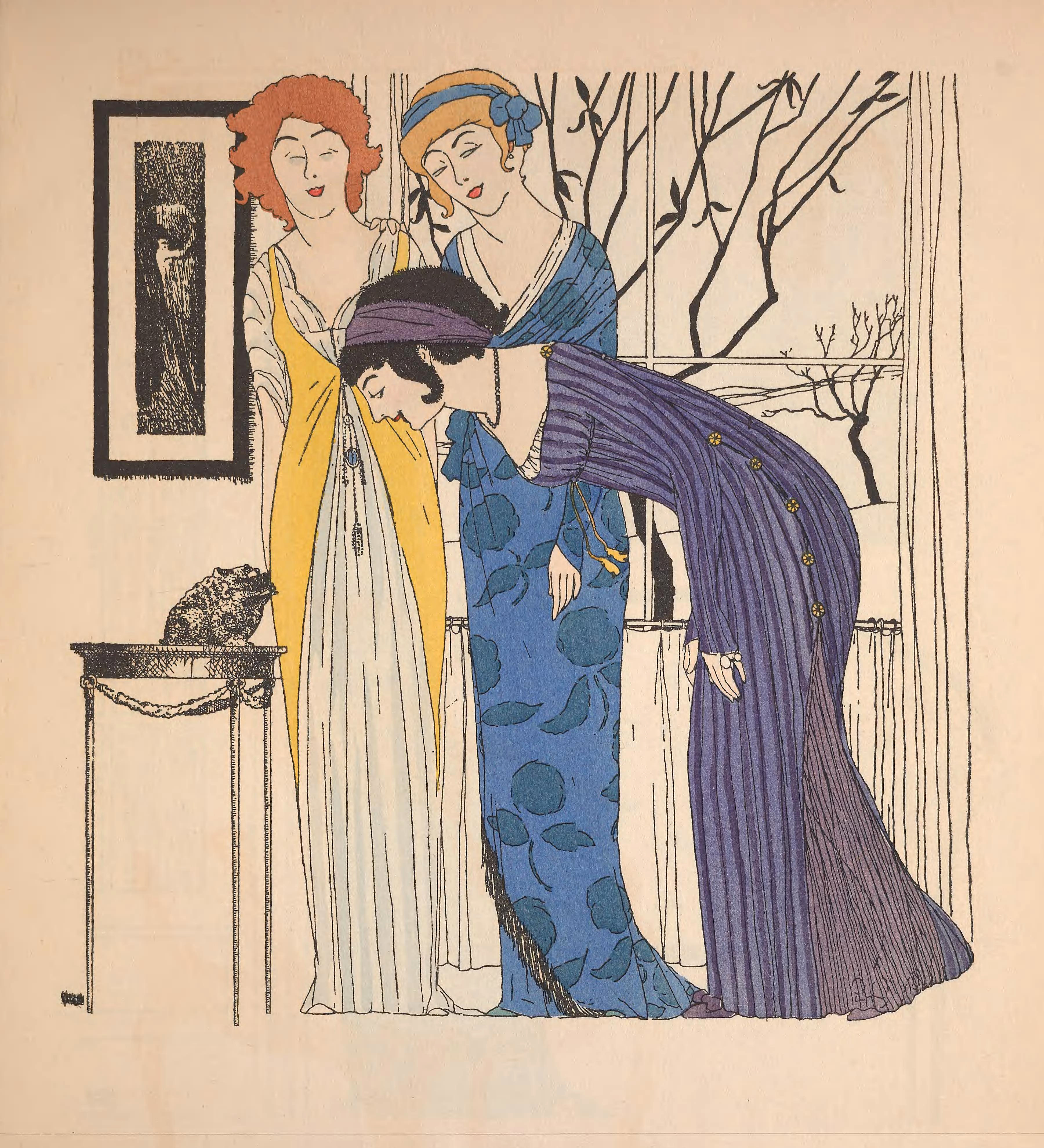
Projetos por Paul Poiret (1908)
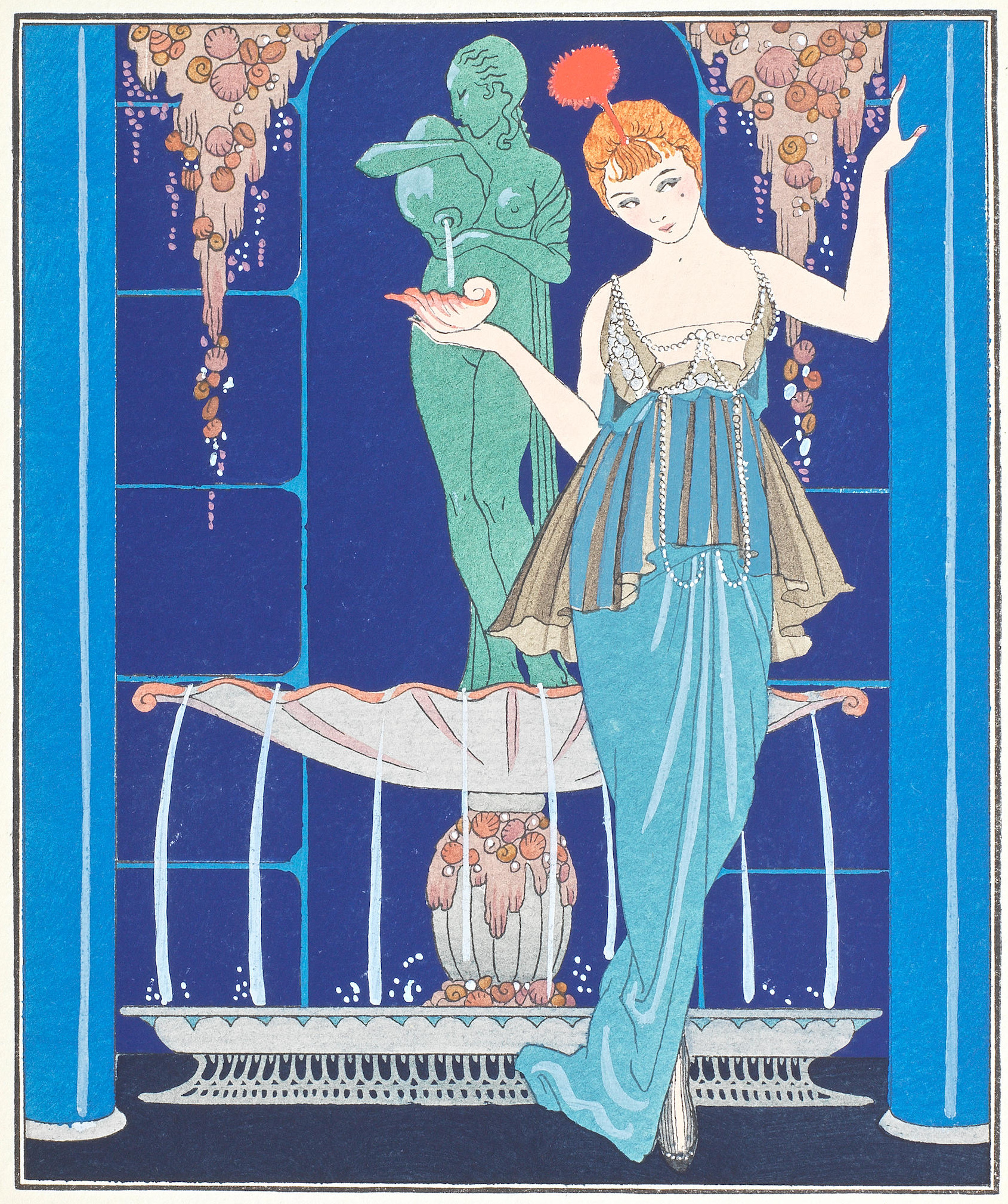
Um vestido de teatro de Jeanne Paquin (1914)

## Turismo, hotéis e estações ferroviárias

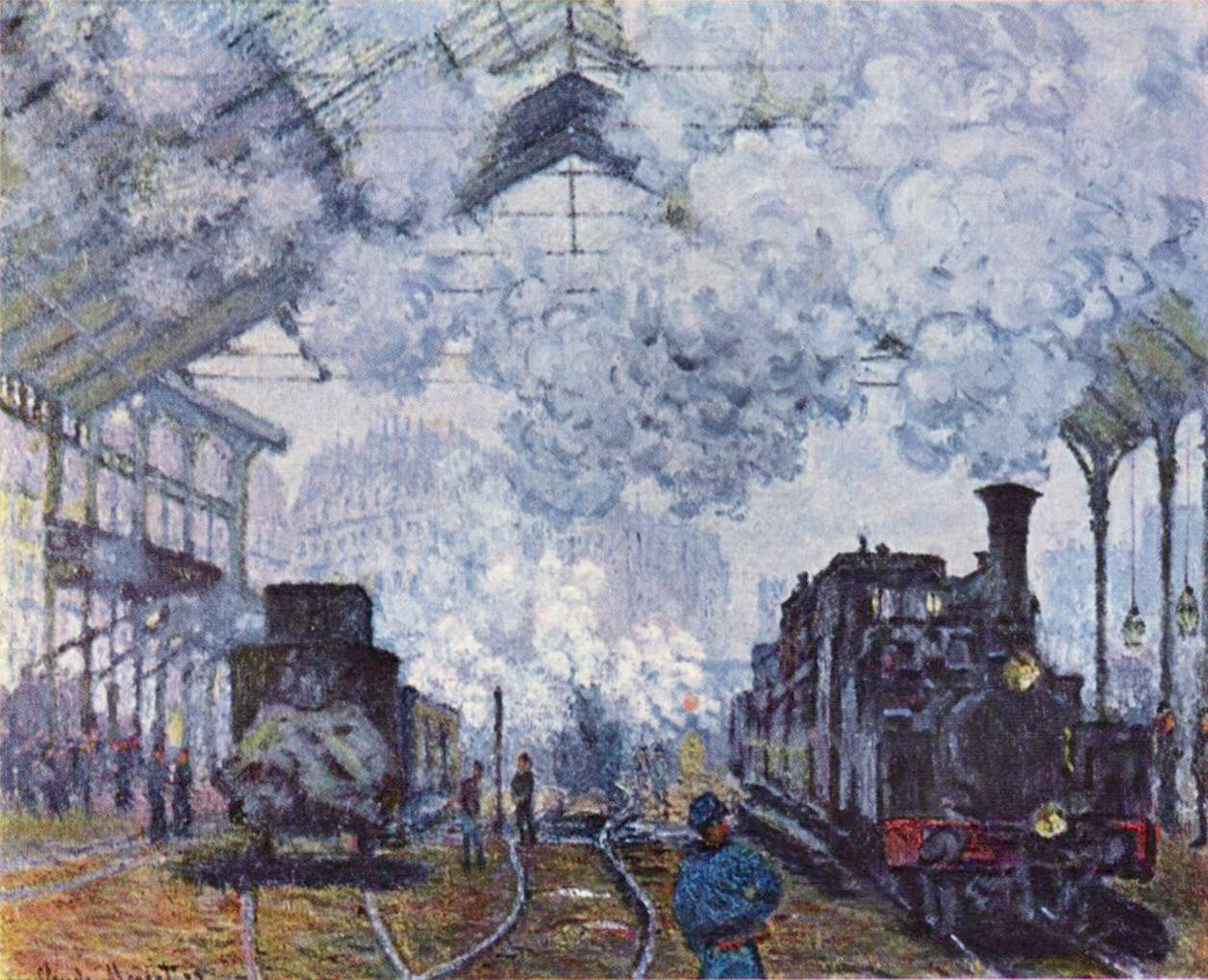
Claude Monet : Gare Saint-Lazare, a chegada de comboio, 1877, Fogg Art Museum, EUA

A indústria do turismo de massas e dos grandes hotéis de luxo havia chegado a Paris sob Napoleão III, impulsionada por novas ferrovias e pelas enormes multidões que vieram para as primeiras exposições internacionais. As exposições e as multidões aumentaram ainda mais durante a Belle Époque ; 23 milhões de visitantes vieram a Paris para a exposição de 1889, e a exposição de 1900 recebeu quarenta e oito milhões de visitantes. O Grand Hôtel du Louvre, construído para a exposição universal de 1855, foi inaugurado no mesmo ano. O Grand Hôtel no Boulevard des Capucines foi inaugurado em 1862. Mais hotéis de luxo apareceram perto das estações de comboio e no centro da cidade durante a Belle Époque ; o Hôtel Continental foi inaugurado em 1878 na Rue de Rivoli, no local do antigo Ministério das Finanças, que havia sido queimado pela Comuna de Paris. O Hôtel Ritz na Place Vendôme foi inaugurado em 1898, e o Hôtel de Crillon na Place de la Concorde foi inaugurado em 1909. 
O crescente número de visitantes de Paris exigiu a ampliação das principais estações de comboio para atender todos os passageiros. A Gare Saint-Lazare fora coberta por um barracão de quarenta metros de altura entre 1851 e 1853; foi ampliada para a exposição de 1889 e um novo hotel, o Terminus, foi construído ao lado. A estação e seu enorme pavilhão tornaram-se um tema popular para os pintores, entre eles Claude Monet, durante o período. Uma nova estação, a Gare d'Orsay, projetada por Victor Laloux, foi inaugurada a 4 de julho de 1900; foi a primeira estação projetada para comboios eletrificados. A linha não era lucrativa e a estação foi quase demolida em 1971, mas entre 1980 e 1986 foi transformada no Musée d'Orsay. A Gare Montparnasse, que serve o oeste da França, foi construída entre 1848 e 1852. Também foi ampliada entre 1898 e 1900 para atender ao crescente número de passageiros. A Gare de l'Est e a Gare du Nord foram ampliadas, e a Gare de Lyon foi completamente reconstruída entre 1895 e 1902 e recebeu um novo restaurante no estilo ornamentado da época, o buffet da Gare de Lyon, renomeado para Train Bleu em 1963. 

## Do fiacre ao táxi
Na primeira parte da Belle Époque, o fiacre era a forma mais comum de transporte público para os indivíduos. Tratava-se de uma pequena carroça puxada a cavalo com um motorista que podiam ser contratados a cada hora ou distância da viagem, para um máximo de dois passageiros. Em 1900, havia cerca de dez mil fiacres ao serviço em Paris; metade pertencia a uma única empresa, a Compagnie générale des voitures de Paris ; os outros cinco mil pertenciam a cerca de quinhentas pequenas empresas. Os dois primeiros táxis automóveis entraram em serviço em 1898, numa época em que havia apenas 1.309 automóveis em Paris. O número permaneceu muito pequeno no princípio; havia apenas dezoito em serviço durante a Exposição de 1900, apenas oito em 1904 e 39 em 195. No entanto, no final de 1905, o número de táxis automóveis começou a aumentar; havia 417 nas ruas de Paris em 1906 e 1.465 no final de 1907. A maioria foi fabricada pela empresa Renault em sua fábrica na Île Seguin, uma ilha no Sena entre Boulogne-Billancourt e Sèvres . Havia quatro grandes empresas de táxi; a maior, a Compagnie Française des Automobiles de Place, possuía mais de mil táxis. A partir de 1898, os táxis automóveis foram equipados com um medidor para medir a distância e calcular a tarifa. Primeiro chamado taxamètre, foi renomeado taximètre a 17 de outubro de 1904, o que deu origem ao nome "taxi". Em 1907, a Renault começou a construir três mil táxis especialmente construídos para o fim; alguns foram exportados para Londres e outros para a cidade de Nova York. Os que entraram em serviço em Nova York foram chamados de " táxis cabriolet ", que foi encurtado na América para "táxi" apenas. Em 1913, havia sete mil táxis nas ruas de Paris. 

## O ómnibus, o bonde e o metro

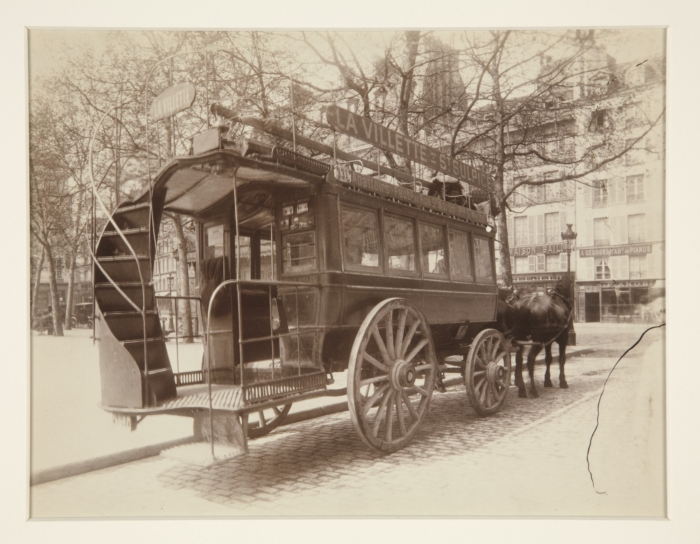
Um ónibus de Paris puxado a cavalo em 1910

No início da Belle Époque, o ónibus puxado a cavalo era o principal meio de transporte público. Em 1855, Haussmann consolidou dez empresas de ónibus particulares numa única empresa, a CGO ( Compagnie générale des Omnibus ), e deu-lhe o monopólio do transporte público. Os treinadores do CGO levavam de vinte e quatro a vinte e seis passageiros e circulavam em trinta e uma linhas diferentes. O sistema de ónibus foi sobrecarregado pelo número de visitantes na Exposição de 1867 ; por isso a cidade começou a desenvolver um novo sistema de bondes em 1873. O ónibus continuou a funcionar, com carros maiores que podiam transportar quarenta passageiros em 1880 e, em seguida, em 1888-1889, um veículo mais leve que podia transportar trinta passageiros, chamado de omnibus à impériale . O bonde puxado a cavalo substituiu gradualmente o ónibus puxado a cavalo. Em 1906, os primeiros ónibus motorizados começaram a circular nas ruas de Paris. A última corrida de ónibus puxada a cavalo ocorreu a 11 de janeiro de 1913 entre Saint-Sulpice e La Villette. 

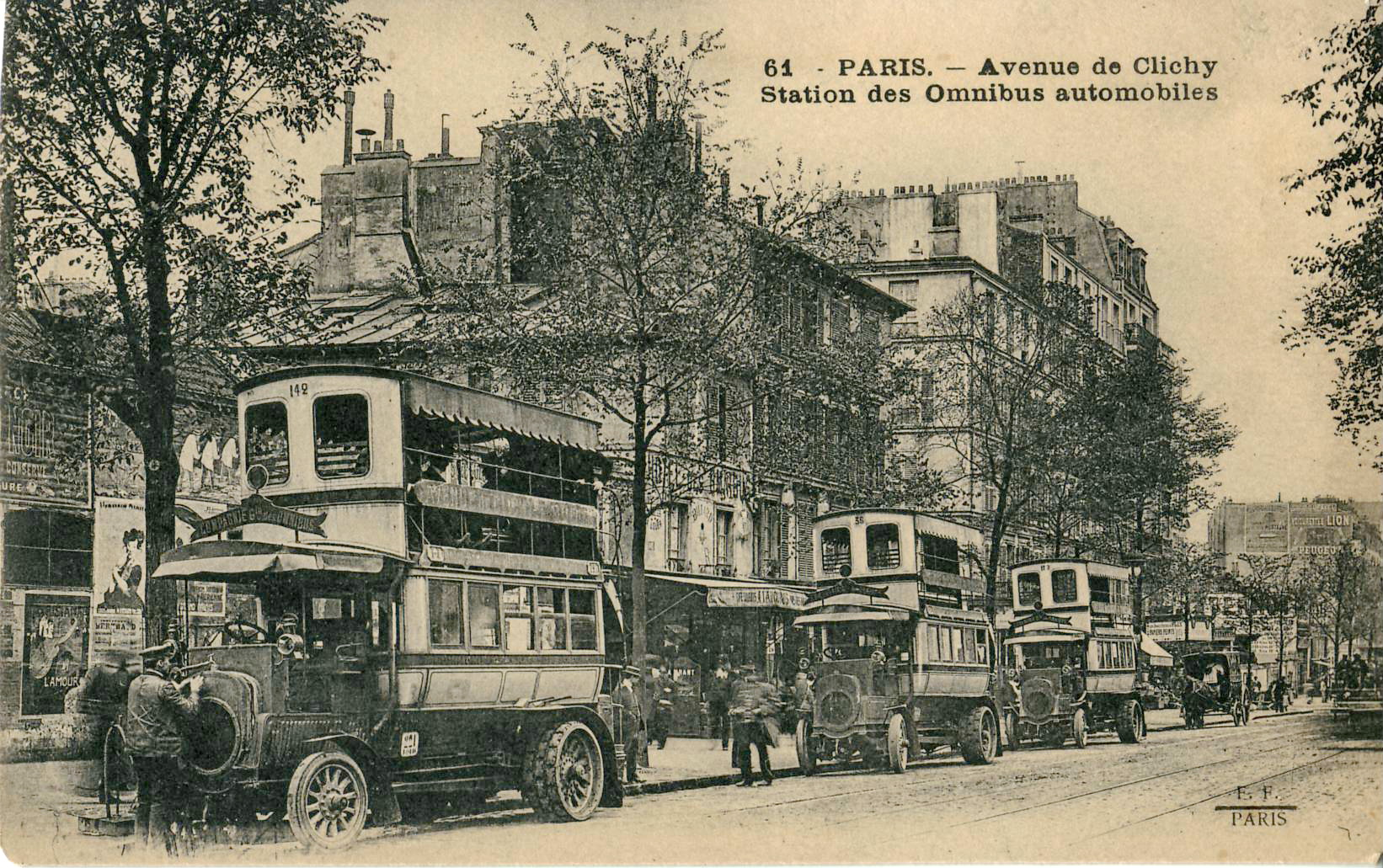
Ónibus motorizados na Avenue de Clichy (1914)

O bonde puxado a cavalo, a percorrer uma pista nivelada com a rua, fora introduzido em Nova York em 1832. Um engenheiro francês que morava em Nova York, Loubat, trouxe a ideia para Paris e abriu a primeira linha de bonde em Paris, entre a Place de la Concorde e a Barrière de Passy em novembro de 1853. Ele estendeu a linha, conhecida como Chemin de fer américain ("linha ferroviária americana"), por toda Paris, de Boulogne a Vincennes em 1856. Mas depois foi comprada pelo CGO, a principal linha de ónibus, e permaneceu simplesmente uma curiosidade. Somente em 1873 o bonde começou a ganhar importância, quando o CGO perdeu o monopólio do transporte urbano e duas novas empresas, a Tramways Nord e a Tramways Sud, uma financiada por bancos belgas e outra por bancos britânicos, começaram a operar a partir do centro de Paris para os subúrbios. O CGO respondeu abrindo duas novas linhas, uma do Louvre a Vincennes, a outra seguindo a linha de fortificações da cidade. Em 1878, quarenta linhas diferentes estavam operando, metade pela CGO. As empresas tentaram uma breve experiência com bondes a vapor em 1876, mas os abandonaram a ideia em 1878. O bonde elétrico, ao serviço em Berlim desde 1881, não chegou a Paris até 1898, com uma linha entre Saint-Denis e Madeleine. 
Quando a Exposição Universal de 1900 foi anunciada em 1898, na expectativa de milhões de visitantes que chegavam a Paris, quarenta e oito linhas de ónibus e trinta e quatro linhas de bonde ainda usavam cavalos, enquanto havia apenas trinta e seis linhas de bondes elétricos. Os últimos bondes puxados a cavalo foram substituídos por bondes elétricos em 1914.

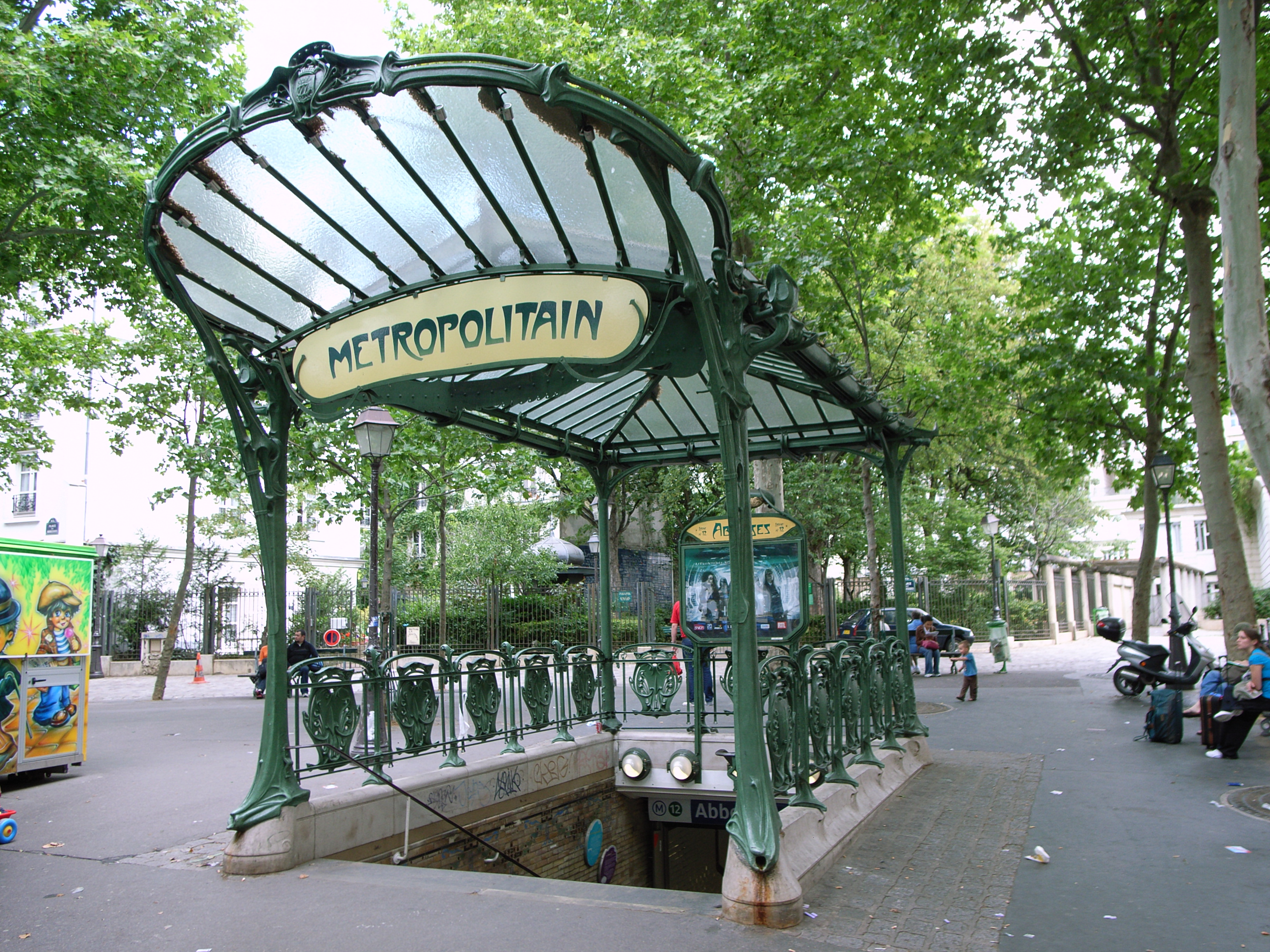
Entrada original de Art Nouveau de Hector Guimard para a estação de metro de Paris Abbesses

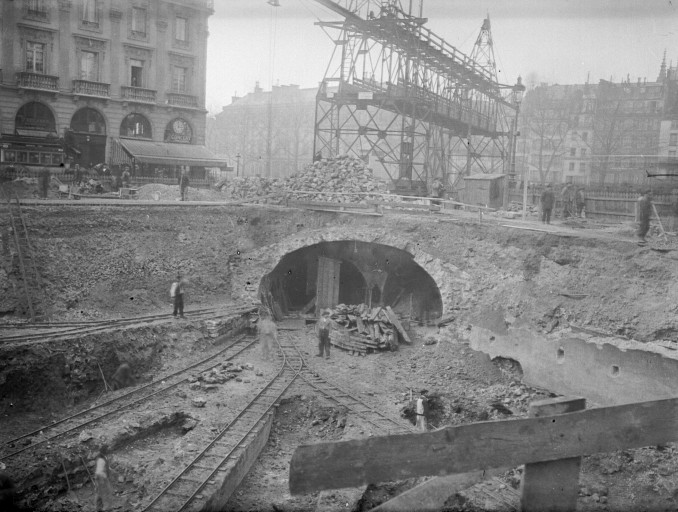
O metro de Paris em construção (entre 1902 e 1910)

Outras cidades estavam bem à frente de Paris na introdução de ferrovias metropolitanas subterrâneas ou elevadas: Londres (1863), Nova York (1868), Berlim (1878), Chicago (1892), Budapeste (1896) e Viena (1898) já as possuíam antes de Paris . O motivo do atraso foi uma batalha feroz entre as empresas ferroviárias francesas e o governo nacional, que desejava um sistema metropolitano baseado nas estações ferroviárias existentes que trariam passageiros dos subúrbios (como o moderno RER ). O Conselho Municipal de Paris, por outro lado, queria um metro subterrâneo independente apenas nos vinte distritos da cidade que suportava os bondes e ónibus nas ruas. O plano do município venceu e foi aprovado em 30 de março de 1898; pedia seis linhas, totalizando sessenta e cinco quilómetros de carris. Eles escolheram o método de construção belga, com as linhas logo abaixo da superfície da rua, em vez dos túneis profundos do sistema de Londres.
A primeira linha, que ligava a Porte de Vincennes ao Grand Palais e aos outros locais de exposição, foi construída mais rapidamente (apenas vinte meses) e inaugurada em 19 de julho de 1900, três meses após a abertura da exposição. Transportou mais de dezasseis milhões de passageiros entre julho e dezembro. A linha 2, entre Porte Dauphine e Nation, foi inaugurada em abril de 1903, e a moderna linha 6 foi concluída no final de 1905. As primeiras linhas usavam viadutos para atravessar o Sena, em Bercy, Passy e Austerlitz . A primeira linha sob o Sena, linha 4 entre Châtelet e a margem esquerda, foi construída entre 1905 e 1909. Em 1914, o metro transportava quinhentos milhões de passageiros por ano. 

## Construindo Paris

### Monumentos

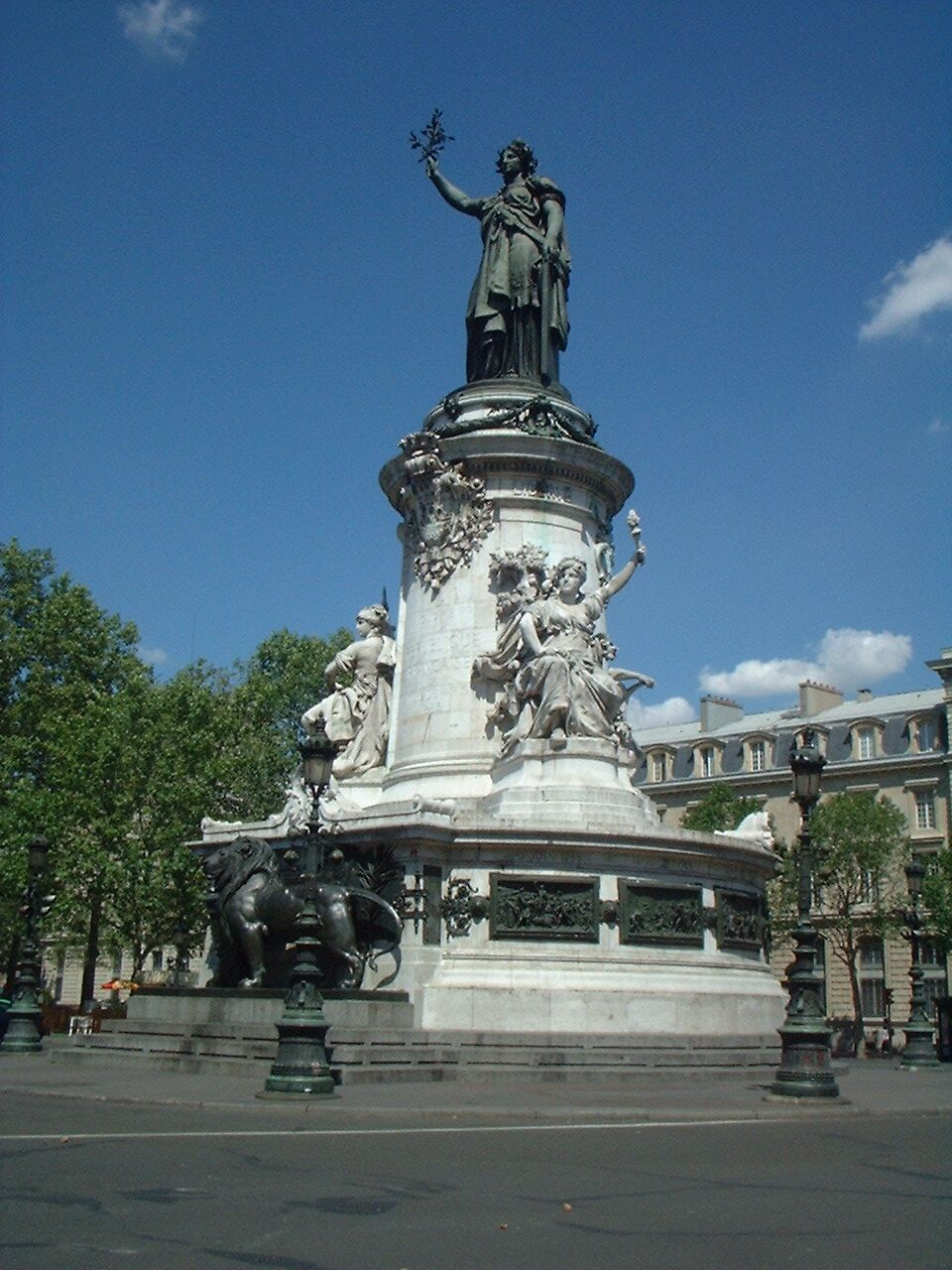
A República, uma estátua na Praça da República (1883)

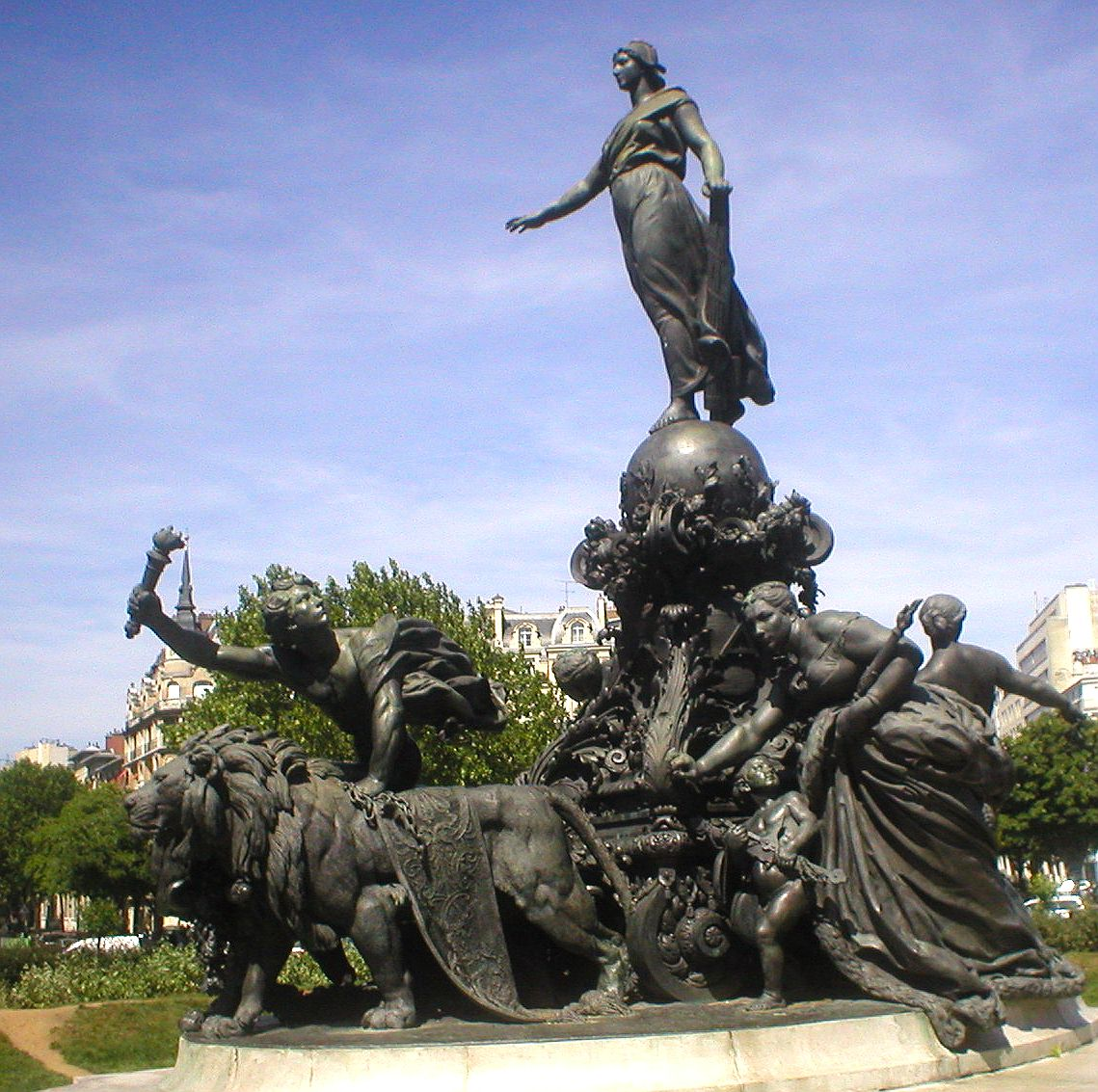
Triunfo da República por Jules Dalou na Place de la Nation (1899)

A maioria dos monumentos notáveis da Belle Époque foi construída para uso nas Exposições Universais, por exemplo, a Torre Eiffel, o Grand Palais, o Petit Palais e o Pont Alexandre III . O principal legado arquitetónico da Terceira República era um grande número de novas escolas e prefeituras locais, todas inscritas com slogans da república e estátuas de símbolos alegóricos da república; representações de cientistas, escritores e figuras políticas foram colocadas em parques e praças. O maior monumento era uma estátua alegórica da república, erguida no centro da Place du Château-d'Eau, renomeada  Place da República em 1879. Era uma enorme figura de bronze a 9,5 metros de altura da república, segurando um ramo de oliveira, de pé sobre um pedestal de 15 metros de altura. Em 14 de julho de 1880, a Place du Trône foi renomeada Place de la Nation, e um grupo de estátuas de Jules Dalou, chamado Triunfo da República, foi colocado no centro. No meio estava Marianne numa carruagem puxada por dois leões cercados por figuras alegóricas da Liberdade, Trabalho, Justiça e Abundância. Uma versão de gesso foi construída em 1889, a versão de bronze em 1899. Um monumento de 29 metros de altura com uma estátua de outro herói republicano, Leon Gambetta, encimado por um pilão coroado por uma águia, foi colocado no Cour Napoléon do Louvre em 1888. Foi retirado em 1954 para clarear a vista do Louvre, mas foi recolocado em 1982, sem o pilão e a águia, na Praça Édouard-Vaillant ( 20º arrondissement ) pelo presidente socialista François Mitterrand . 

### Ruas e avenidas

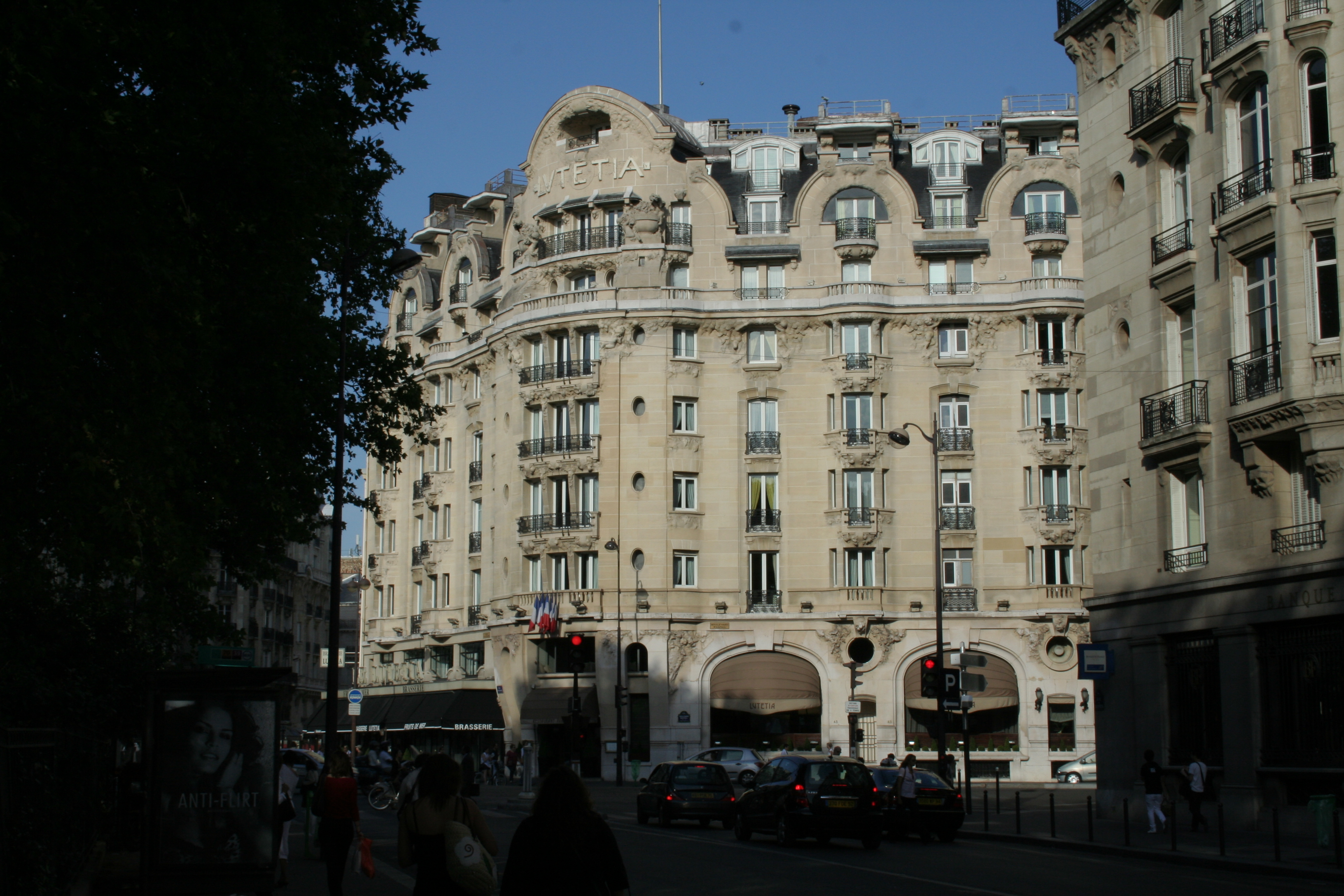
O Hotel Lutetia (1910), com a sua fachada, Arte Nova, refletia o abandono da estrita uniformidade da fachada da Paris de Haussmann

A construção das novas avenidas e ruas iniciadas por Napoleão III e Haussmann havia sido muito criticada pelos oponentes de Napoleão perto do final do Segundo Império, mas o governo da Terceira República continuou os seus projetos. A Avenue de l'Opéra, Boulevard Saint-Germain, Avenue de la République, Boulevard Henry-IV e a Avenue Ledru-Rollin foram concluídas em 1889, essencialmente como Haussmann as havia planeado antes da sua morte. Depois de 1889, o ritmo da construção diminuiu. O Boulevard Raspail foi finalizado, a Rue Réaumur foi ampliada e várias novas ruas foram criadas na margem esquerda: Rue de la Convention, Rue de Vouillé, Rue d'Alésia e Rue de Tolbiac. Na margem direita, a Rue Étienne-Marcel foi o último dos projetos de Haussmann a serem concluídos antes da Primeira Guerra Mundial. 
Enquanto as ruas planeadas por Haussmann foram concluídas, a rigorosa uniformidade das fachadas e das alturas de construção impostas por ele foi gradualmente modificada. Os edifícios tornaram-se muito maiores e mais profundos, com dois apartamentos em cada andar de frente para a rua e outros voltados apenas para o pátio. Os novos prédios costumavam ter rotundas ou pavilhões ornamentais nos cantos e desenhos e frontões altamente ornamentais. Em 1902, as alturas máximas dos edifícios foram aumentadas para 52 metros. Com o aparecimento dos elevadores, os apartamentos mais desejáveis deixaram de estar nos andares mais baixos, mas sim nos andares mais altos, onde havia mais luz, vistas mais agradáveis e menos ruído. Com a chegada dos automóveis e o início do barulho do trânsito nas ruas, os quartos foram para a parte de trás do apartamento, com vista para o pátio. 
As fachadas também deixaram a estrita simetria de Haussmann: apareceram fachadas onduladas, assim como janelas de sacada e arco. Fachadas ecléticas tornaram-se populares; eram frequentemente misturados os estilos de Luís XIV, Luís XV e Luís XVI e, então, com o aparecimento do estilo Art nouveau, padrões florais podiam ser incorporados. Os melhores exemplos da nova arquitetura foram o Castel Béranger na Rue La Fontaine e o Hôtel Lutetia . Entre 1898 e 1905, a cidade organizou oito concursos para fachadas de edifícios mais imaginativas; a variedade prevaleceu sobre a uniformidade. . 

### Arquitetura

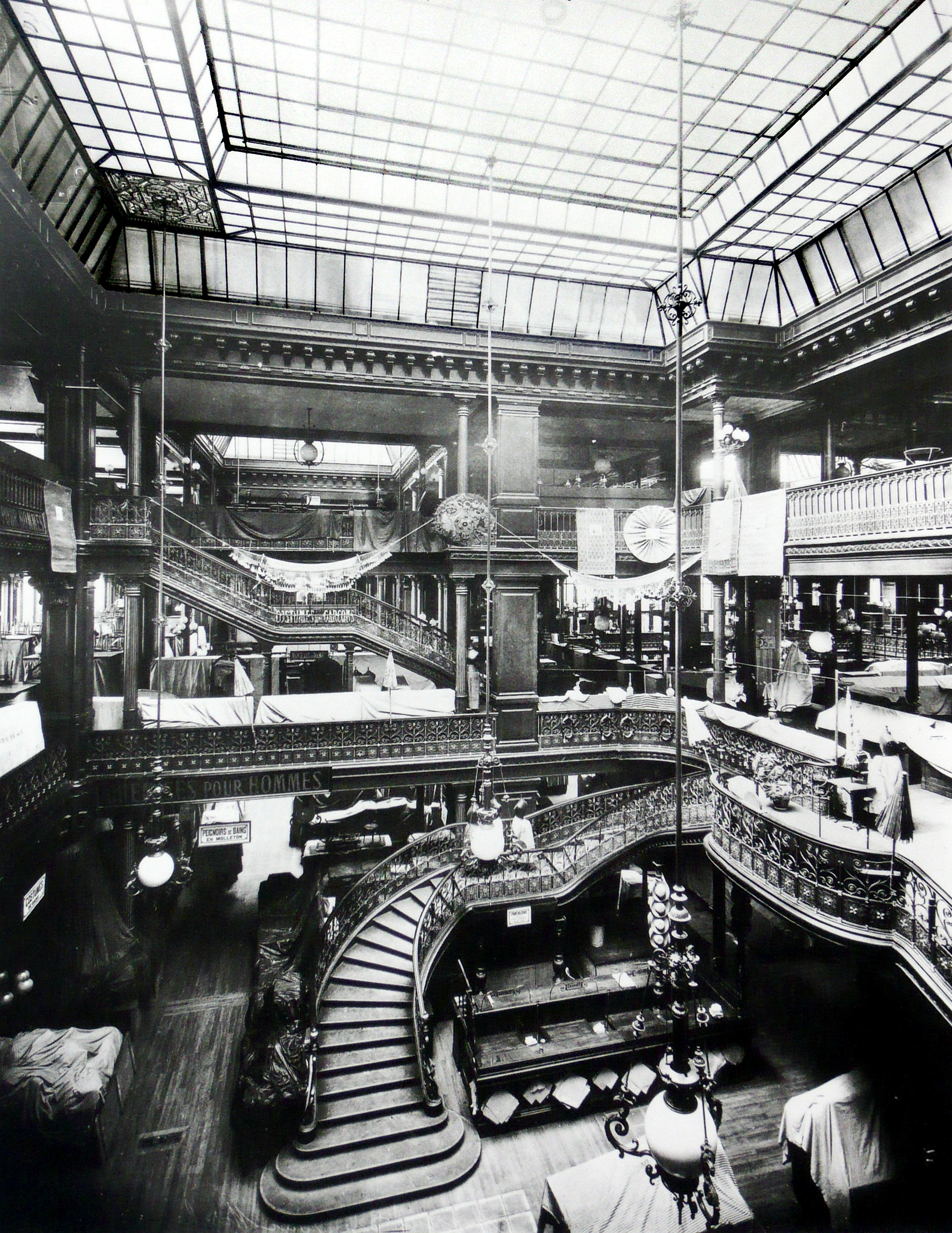
O interior da loja de departamento Bon Marché (1875)

O estilo arquitetónico da Belle Époque era eclético e às vezes combinava elementos de vários estilos diferentes. Enquanto as estruturas dos edifícios novos eram decididamente modernas, usando estruturas de ferro e betão armado, as fachadas variaram do estilo romano-bizantino da Basílica de Sacré-Coeur em Montmartre, ao estranho neo-mourisco Palais du Trocadéro, ao estilo neo-renascentista do novo Hôtel de Ville, para a exuberante reinvenção do classicismo francês dos séculos XVII e XVIII no Grand Palais, Petit Palais e Gare d'Orsay, decorados com cúpulas, colunatas, mosaicos e estátuas. Os edifícios mais inovadores do período foram a Galeria das Máquinas, na exposição de 1889, e as novas estações ferroviárias e lojas de departamento: os seus exteriores clássicos escondiam interiores muito modernos, com grandes espaços abertos e grandes clarabóias de vidro possibilitadas pelas novas técnicas de engenharia do período. A Torre Eiffel chocou muitos parisienses tradicionais, tanto pela sua aparência, quanto por ser o primeiro edifício em Paris mais alto que a catedral de Notre-Dame.
A Arte Noveau tornou-se a inovação estilística mais marcante do período em termos de arquitetura. Está associado particularmente às entradas da estação de metro projetadas por Hector Guimard e a vários edifícios, incluindo o Castel Beranger de Guimard (1889) na 14 Rue La Fontaine e o Hôtel Mezzara (1910) no 16º arrondissement .  O entusiasmo pelas entradas da estação de metro Art Nouveau não durou muito; em 1904, foi substituído na estação de metro Opéra por um estilo "moderno" menos exuberante. A partir de 1912, todas as entradas do metro Guimard foram substituídas por entradas funcionais sem decoração. 
Um novo material de construção revolucionário, o betão armado, apareceu no início do século XX e silenciosamente começou a mudar a face de Paris. A primeira igreja construída no novo material foi Saint-Jean-de-Montmartre, na 19 Rue des Abbesses, no sopé de Montmartre. O arquiteto foi Anatole de Baudot, estudante de Viollet-le-Duc . A natureza da revolução não era evidente, porque Baudot cobria o cimento com tijolos e azulejos de estilo Art Nouveau colorido, com vitrais do mesmo estilo.

O Théâtre des Champs-Élysées (1913) é outro marco arquitetónico do período e um dos poucos edifícios parisienses em estilo art déco . Projetado por Auguste Perret, também foi construído em betão armado e decorado por alguns dos principais artistas da época: baixos-relevos na fachada de Antoine Bourdelle, uma cúpula de Maurice Denis e pinturas no interior de Édouard Vuillard . Foi o cenário em 1913, de um dos principais eventos musicais da Belle Époque: a estreia de O Rito da Primavera de Igor Stravinsky . 

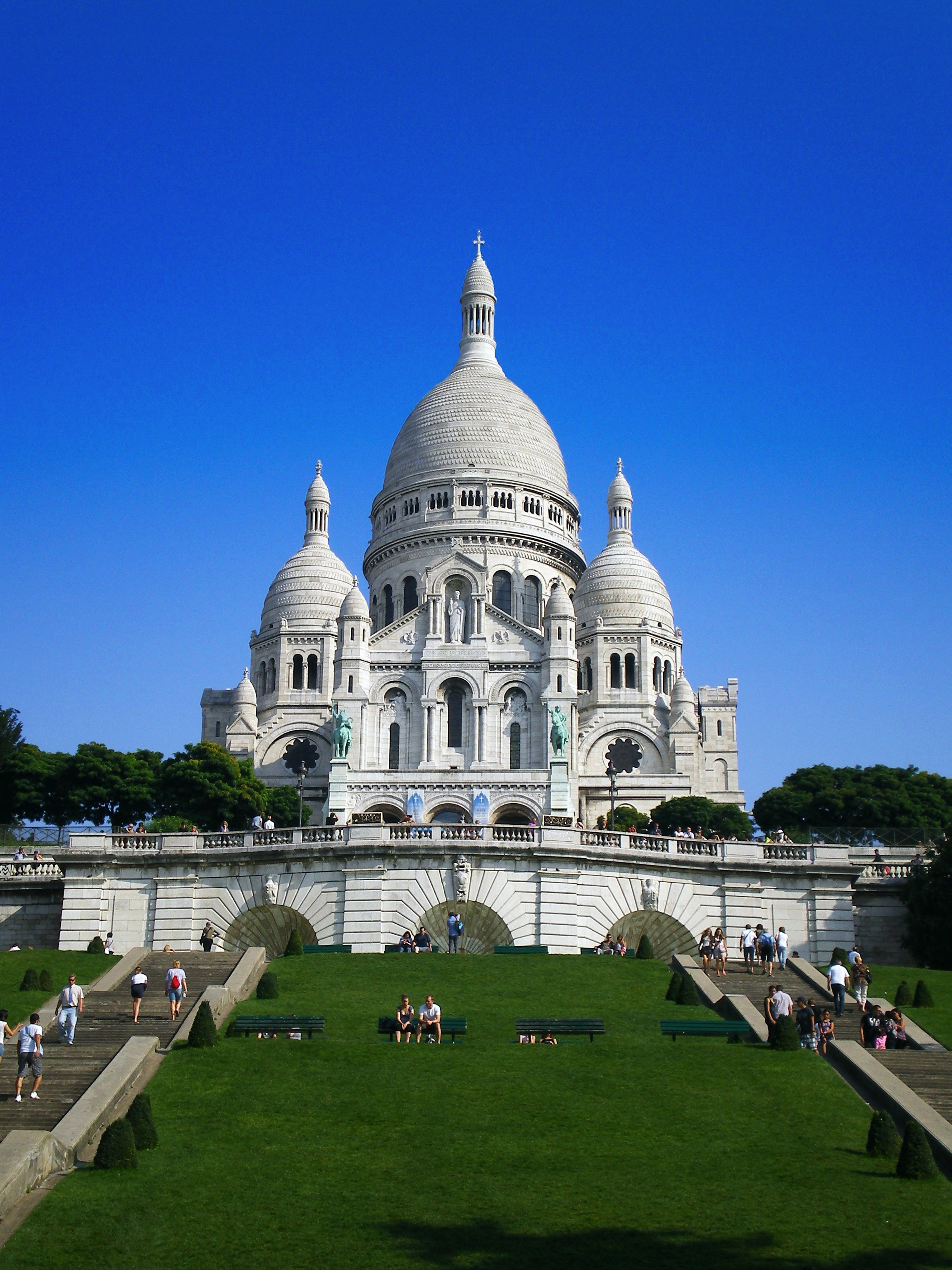
O estilo romano-bizantino da Basílica de Sacré-Cœur (1873-1919)
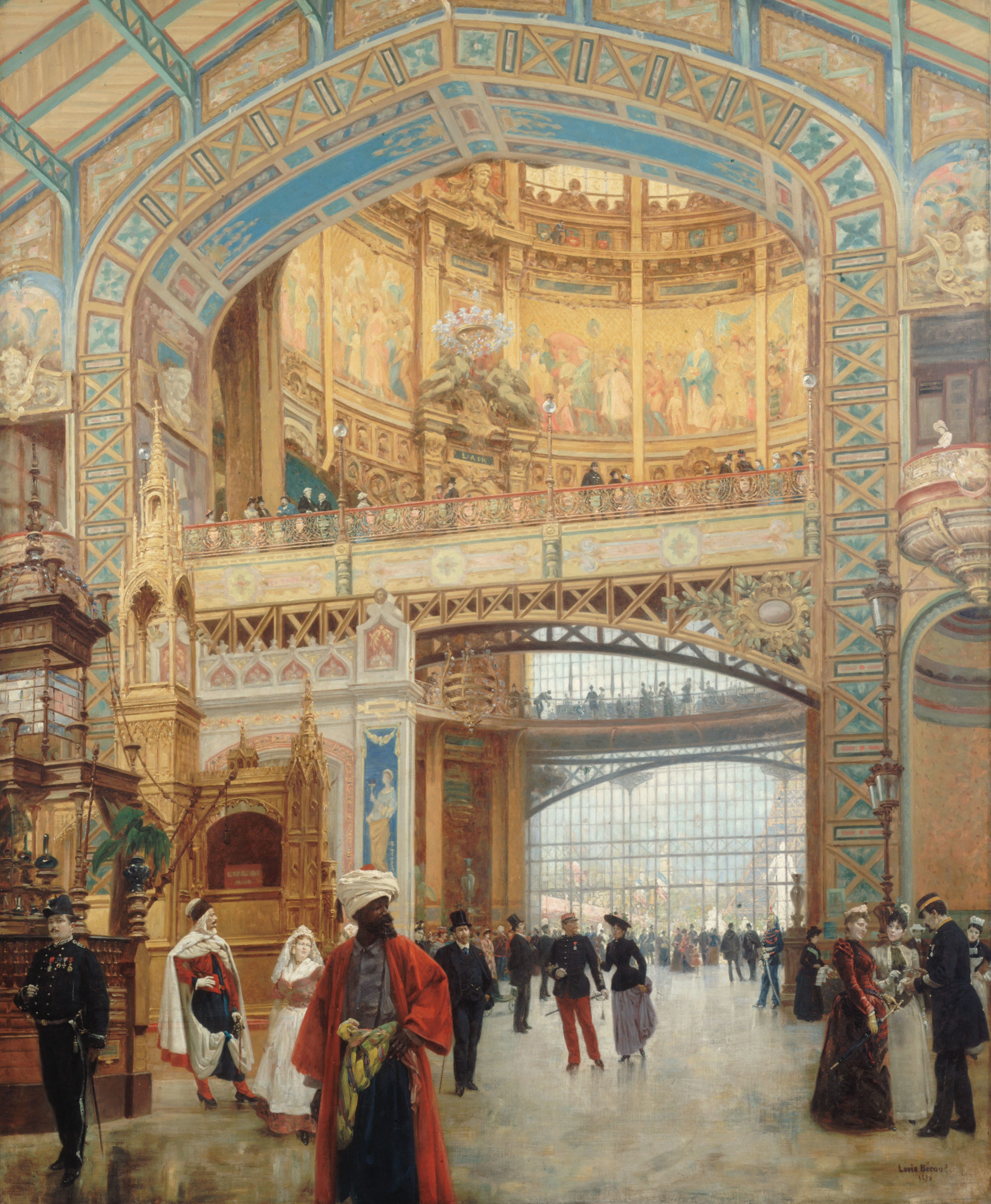
A Galeria das Máquinas da Exposição Universal de 1889
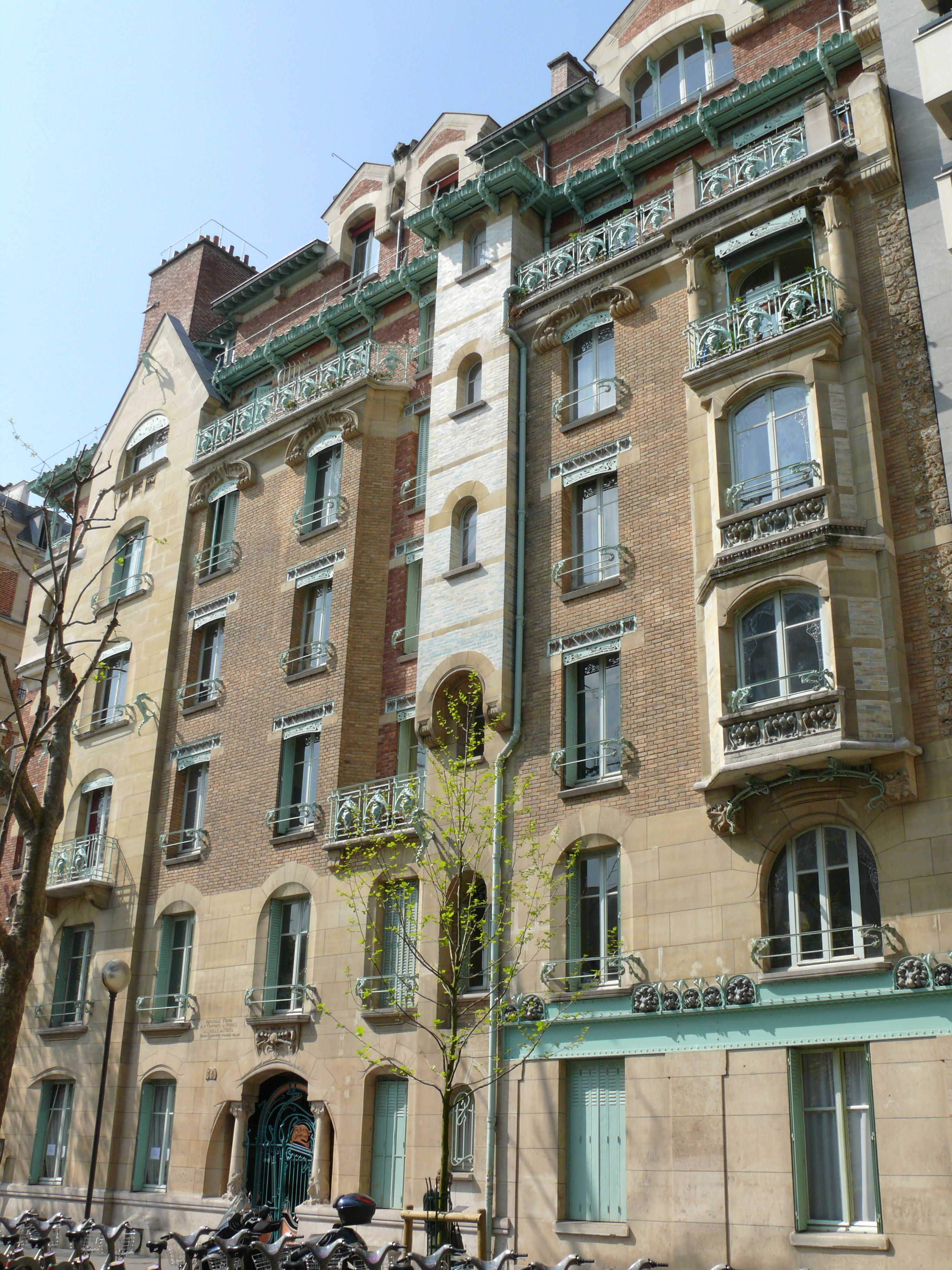
O Castel Béranger de Hector Guimard (1899)
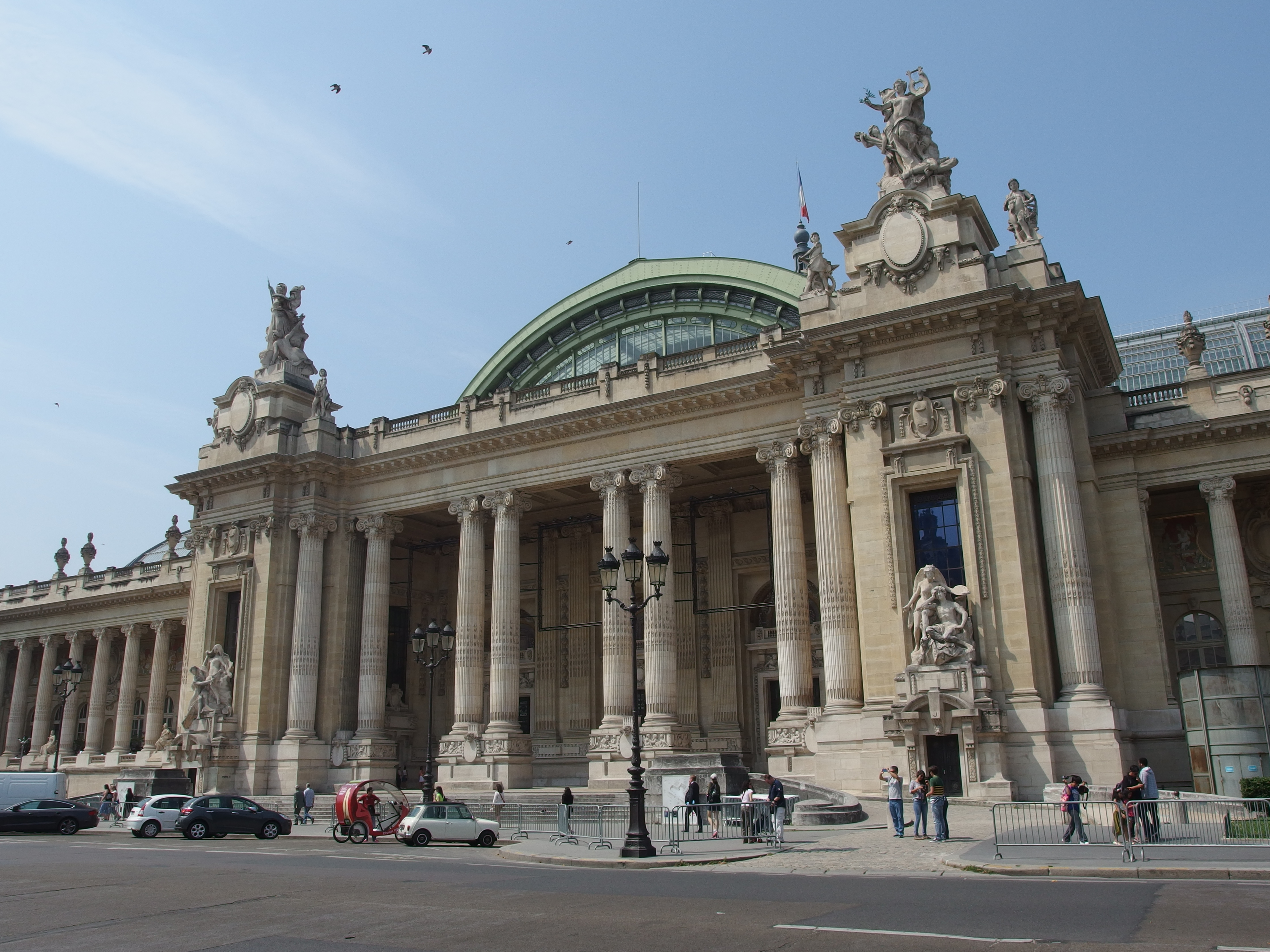
O Grand Palais (1900)
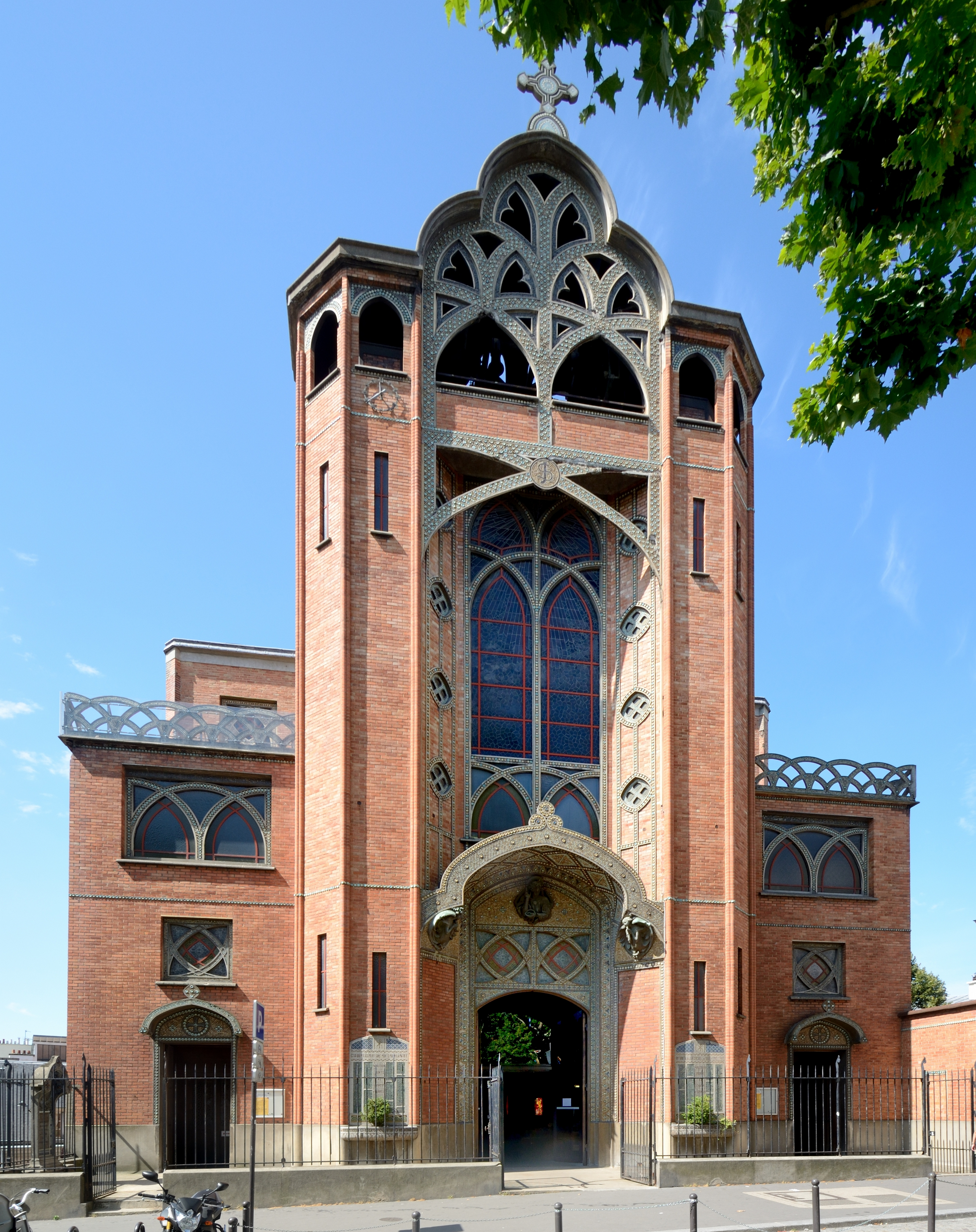
A Igreja de Saint-Jean-de-Montmartre (1894-1904), a primeira igreja construída em concreto armado
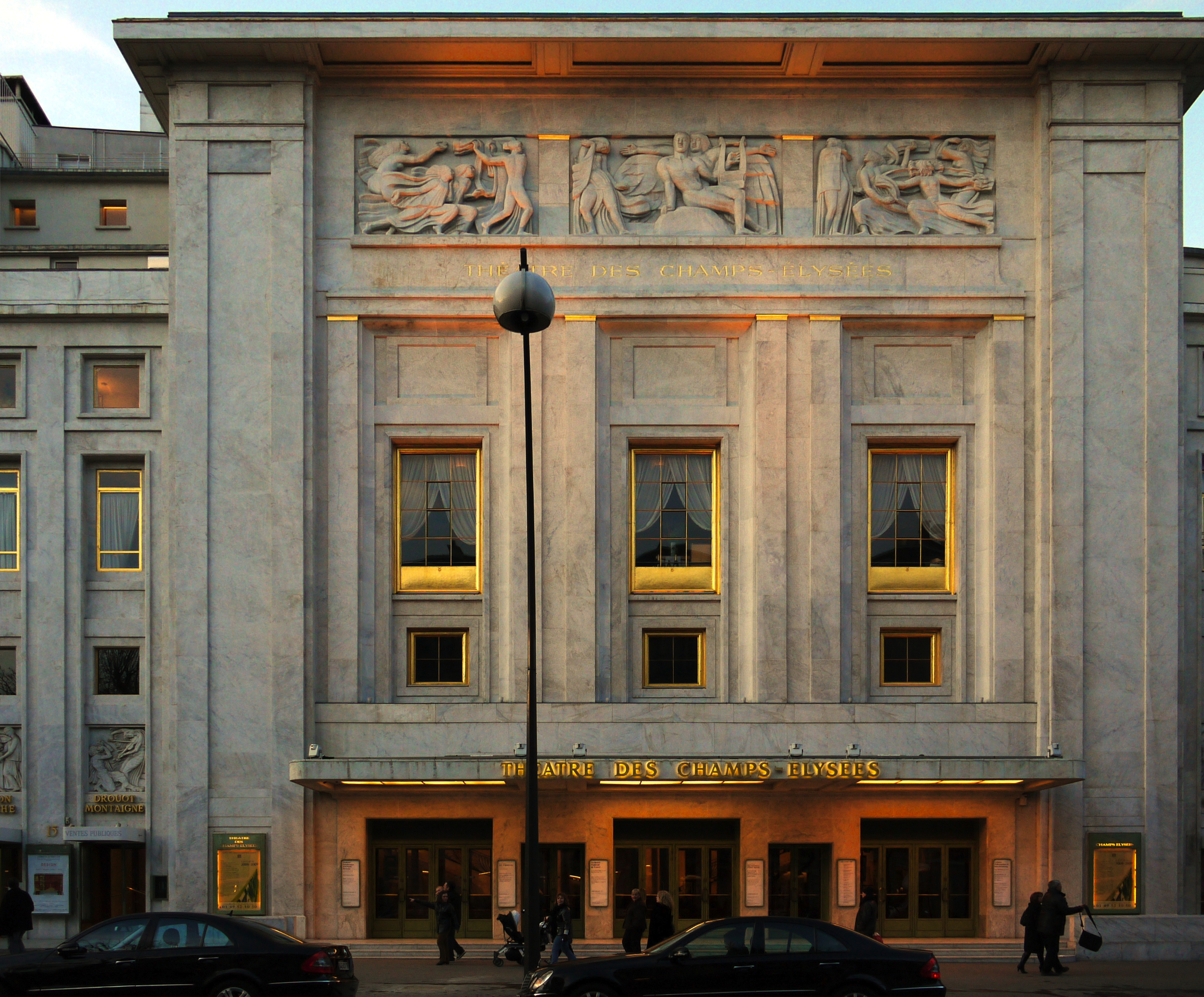
O Théâtre des Champs-Élysées (1913) em estilo Art Déco

### Pontes

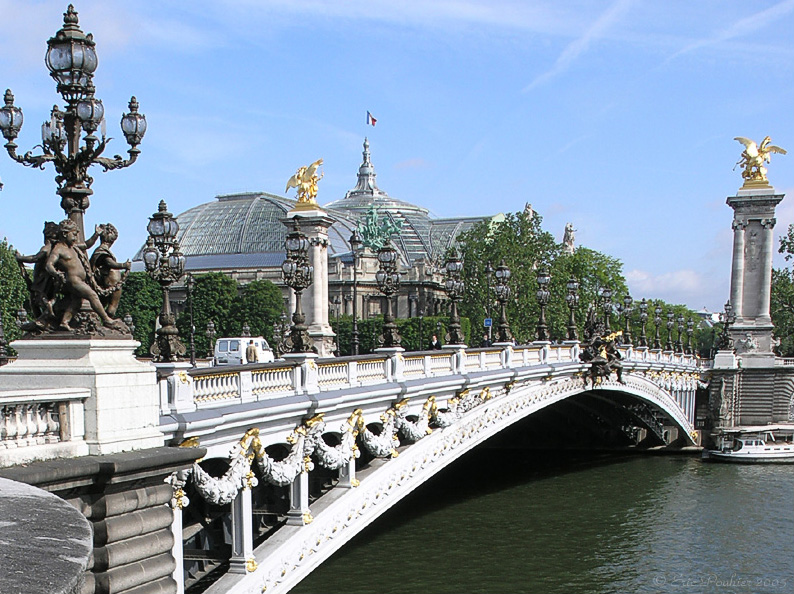
A Ponte Alexandre III e o Grand Palais, legados da Exposição Universal de Paris de 1900

Oito novas pontes foram colocadas sobre o Sena durante a Belle Époque . A Ponte Sully, construída em 1876, substituiu duas pontes pedestres que ligavam a Ilha Saint-Louis às margens direita e esquerda. A Ponte de Tolbiac foi construída em 1882 para ligar a Margem Esquerda a Bercy . A Pont Mirabeau, que ficou famosa num poema de Apollinaire, foi dedicada em 1895. Três pontes foram construídas para a Exposição de 1900: a Ponte Alexandre-III, dedicada pelo czar Nicolau II da Rússia em 1896, que ligava a Margem Esquerda às grandes salas de exposição do Grand Palais e Petit Palais ; a Passerelle Debilly, uma ponte pedestre que ligava duas secções da Exposição; e uma ponte ferroviária entre Grenelle e Passy. Mais duas pontes foram dedicadas em 1905: a Ponte de Passy (agora Pont de Bir-Hakeim ) e o Viaduc d'Austerlitz, atravessado pelo metro. 

### Parques, jardins e praças

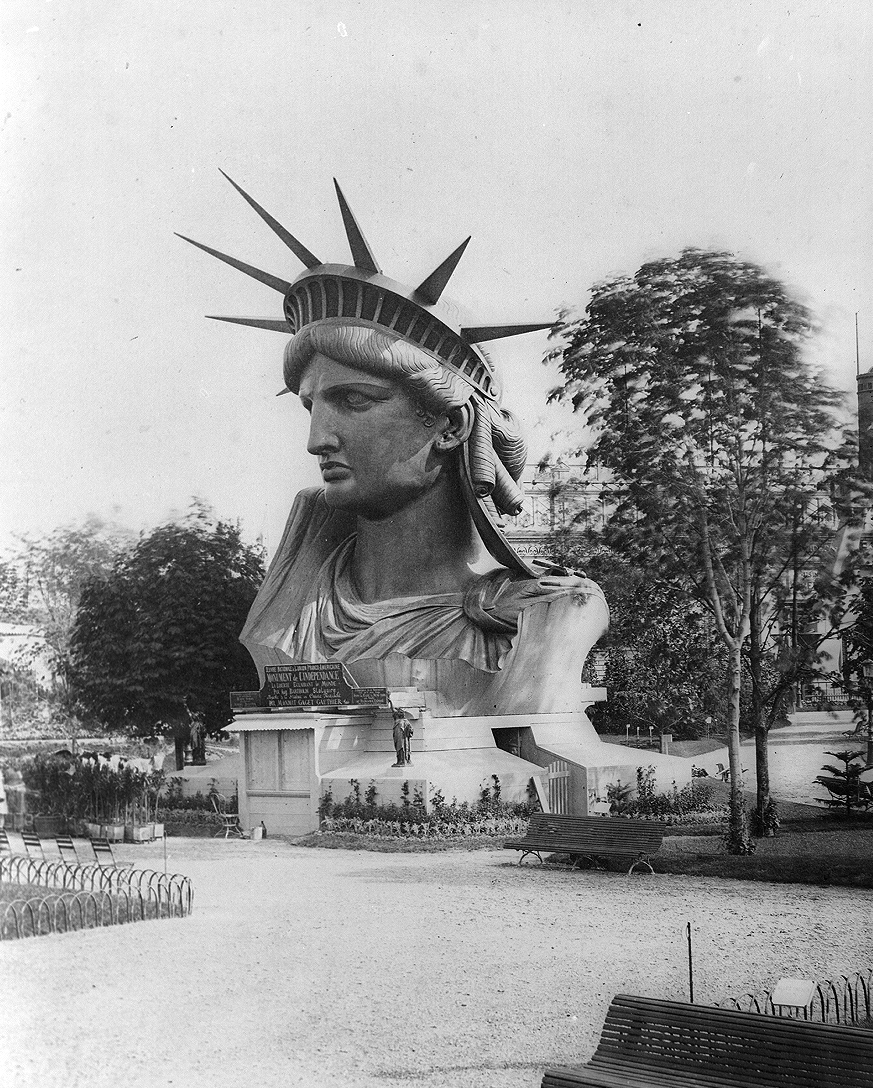
Na Exposição Universitária de 1878, os Jardins do Trocadéro exibiram a cabeça em tamanho real da Estátua da Liberdade antes que a estátua fosse concluída e enviada para a cidade de Nova York.

O trabalho de criação de parques, praças e passeios durante a Belle Époque continuou ao estilo do Segundo Império. Os projetos foram comandados inicialmente por Jean-Charles Alphand, chefe do departamento de parques e passeios sob Haussmann e foi elevado ao cargo de diretor de obras públicas de Paris, cargo que ocupou até à sua morte em 1891. Foi também o diretor de obras da Exposição Universal de 1889, responsável pela construção dos jardins e pavilhões da exposição.  Alphand terminou vários dos projetos iniciados sob Haussmann: o Parc Montsouris (1869-1878), o Square Boucicaut (1873) e o Square Popincourt (mais tarde renomeado Parmentier e ainda mais tarde Maurice-Gardette), que substituiu um demolido matadouro e inaugurado em 1872. O primeiro grande projeto de Alphand da Belle Époque foram os Jardins du Trocadéro, local da Exposição Universal de 1878, que cercava o enorme Palais de Trocadéro, que serviu de prédio principal para a exposição. Ele encheu o parque com uma gruta, fontes, jardins e estátuas (as estátuas podem agora ser vistas no parvis do Musée d'Orsay ). O parque também exibia a cabeça da Estátua da Liberdade em tamanho real antes que a estátua fosse concluída e enviada para a cidade de Nova York . A gruta e grande parte do parque ainda são preservadas. Foi usado novamente para a Exposição Universal de 1889, mas com novas fontes e um novo palácio adicionado, também foi usado para a Exposição Universal de 1937. 
Durante a exposição de 1878, Alphand usou o Champ de Mars como o local de uma enorme sala de exposições com uma estrutura de ferro, com 725 metros de comprimento, cercada por jardins. Para a exposição de 1889, o mesmo local foi ocupado pela Torre Eiffel e pela enorme Galeria das Máquinas, além de duas grandes salas de exposições: o Palácio de Artes Liberais e o Palácio de Belas Artes. Os dois palácios foram projetados por Jean-Camille Formigé, o principal arquiteto de Paris. Os dois palácios e a Galeria das Máquinas foram demolidos após a exposição, mas em 1909, Formigé recebeu a tarefa de transformar o local da exposição ao redor da Torre Eiffel num parque com amplos relvados, calçadas e bosques tal como está hoje . 

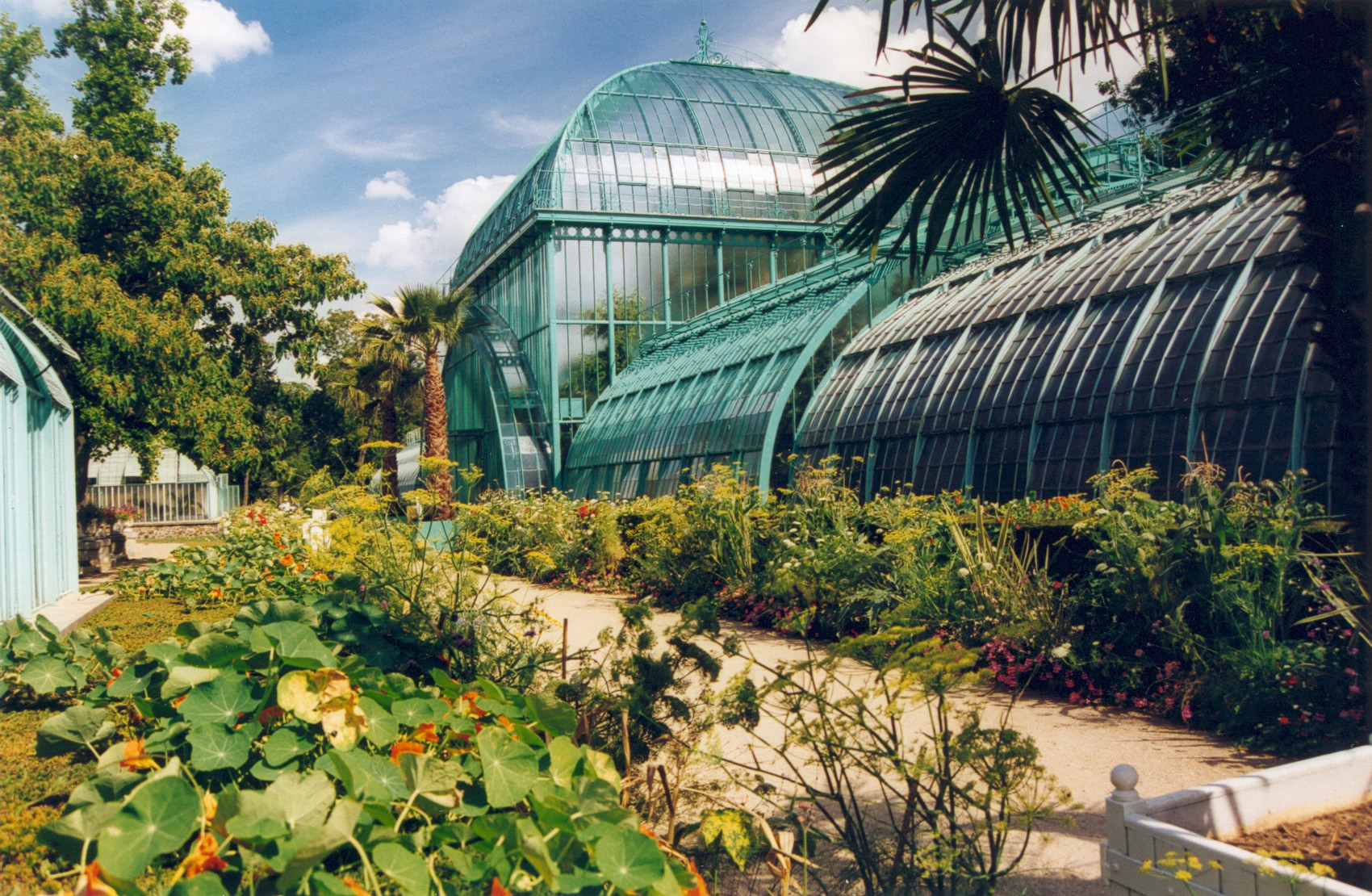
O Serres d'Auteuil (1898), próximo ao Bois de Boulogne, fornecia árvores, arbustos e flores para todos os parques de Paris

Entre 1895 e 1898, Formigé criou outro marco da Belle Époque, o Serres d'Auteuil, um complexo de grandes estufas projetadas para cultivar árvores e plantas em todos os jardins e parques de Paris. A maior estrutura, com cem metros de comprimento, foi projetada para o cultivo de plantas tropicais. As estufas ainda existem hoje e estão abertas ao público.
Além dos parques das exposições, nenhum outro grande parque de Paris foi criado durante a Bela Época, mas foram criadas várias praças com cerca de um hectare cada. Todas elas tinham o mesmo design básico: um coreto no centro, uma cerca, bosques de árvores e canteiros e, frequentemente, também estátuas. Estas incluíam a Praça Édouard-Vaillant no 20º arrondissement (1879), a Praça Samuel-de-Champlain no 20º arrondissement (1889), a Square des Épinettes no 17º arrondissement (1893), a Square Scipion no 5º arrondissement ( 1899), a Praça Paul-Painlevé no 5º arrondissement (1899) e a Square Carpeaux no 18º arrondissement (1907). 
O parque mais conhecido e pitoresco do período é o composto pelas Praças Willette e Nadar na encosta diretamente abaixo da Basílica de Sacré-Coeur em Montmartre. Foi iniciado por Formigé em 1880, mas não foi concluído até 1927 por outro arquiteto, Léopold Béviére, após a morte de Formigé em 1926. O parque possuí terraços e encostas que caem oitenta metros da Basílica até a rua abaixo, e tem uma das vistas mais conhecidas de Paris.

### Iluminação pública

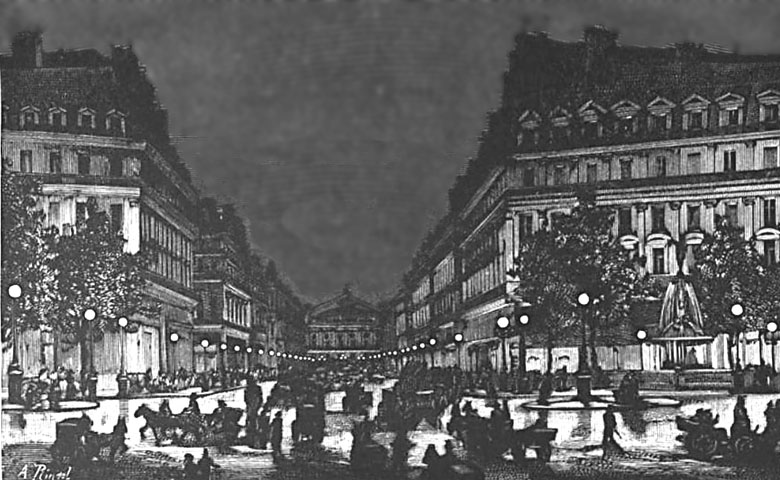
As primeiras luzes elétricas de rua em Paris, na Avenue de l'Opéra (1878)

No início da Belle Époque, Paris era iluminada por uma constelação de milhares de luzes que eram frequentemente admiradas por visitantes estrangeiros e ajudavam a dar à cidade o apelido de La Ville-Lumière: a "Cidade das Luzes". Em 1870, havia 56.573 candeeiros a gás usados exclusivamente para iluminar as ruas da cidade. O gás era produzido por dez enormes fábricas nos arredores da cidade, localizadas perto do círculo de fortificações. Foi distribuído em canos instalados sob as novas avenidas e ruas. As luzes da rua eram colocadas a cada vinte metros nas Grands Boulevards. A um minuto pré-determinado após o anoitecer, um pequeno exército de 750 alumadores uniformizados ("isqueiros") carregando longos postes com pequenas lâmpadas no final saia às ruas para acender um cano de gás dentro de cada poste e acender a lâmpada. A cidade inteira ficava iluminada em quarenta minutos. O Arco do Triunfo foi coroado com um anel de luzes de gás, e os Champs-Élysées estavam revestidos com fitas de luz branca.
Uma das principais inovações urbanas em Paris foi a introdução das luzes de rua elétricas para coincidir com a abertura da Exposição Universal de 1878. As primeiras ruas iluminadas foram a Avenue de l'Opéra e a Place de l'Étoile ao redor do Arco do Triunfo. Em 1881, as luzes de rua elétricas foram adicionadas ao longo das Grands Boulevards. A iluminação elétrica entrou muito mais lentamente para as residências e empresas em alguns bairros de Paris. Enquanto as luzes elétricas se alinhavam nos Champs-Élysées em 1905, não havia ainda linhas elétricas para nenhuma família no 20º arrondissement. 

## As Exposições Universais de Paris
As três "exposições universais" que ocorreram em Paris durante a Belle Époque atraíram milhões de visitantes de todo o mundo e exibiram as mais recentes inovações em ciência e tecnologia, desde o telefone e do fonógrafo até à iluminação pública.

### Exposição Universal de 1878

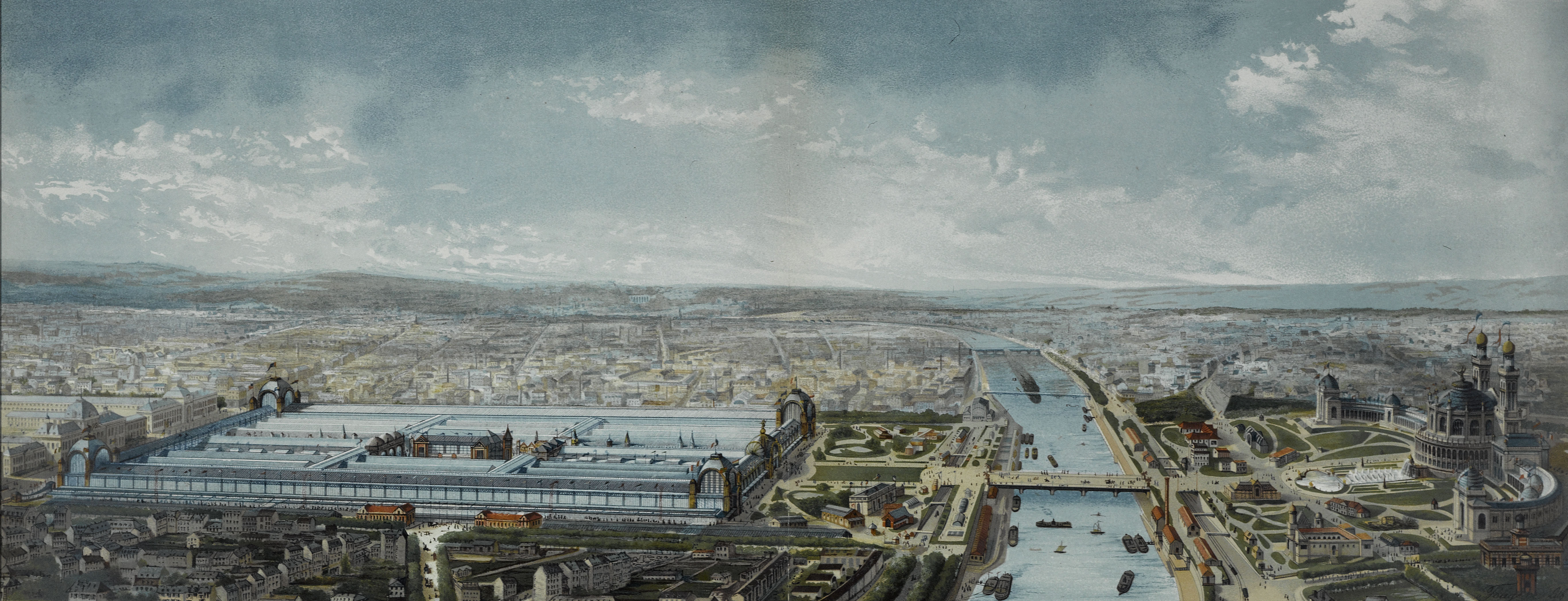
Vista aérea da Exposição Universal de 1878

A Exposição Universal de 1878, que durou de 1 de maio a 10 de novembro de 1878, foi planeada para anunciar a recuperação da França da Guerra Franco-Prussiana de 1870 e a destruição do período da Comuna de Paris . Ocorreu dos dois lados do Sena, no Champ de Mars e no alto do Trocadéro, onde foi construído o primeiro Palais du Trocadéro . Muitos dos edifícios eram feitos de material barato chamado pessoal, composto de fibra de juta, gesso de Paris e cimento. O salão principal da exposição era uma enorme estrutura retangular, o Palácio das Máquinas, onde hoje se localiza a Torre Eiffel. Lá dentro, Alexander Graham Bell exibiu o seu novo telefone e Thomas Edison apresentou o seu fonógrafo . A cabeça da recém-terminada Estátua da Liberdade ( Liberty Enlightening the World ) foi exibida antes de ser enviada para Nova York para ser anexada ao corpo. Importantes congressos e conferências ocorreram à margem da exposição, incluindo o primeiro congresso sobre propriedade intelectual, liderado por Victor Hugo, cujas propostas levaram às primeiras leis de direitos autorais, e uma conferência sobre educação para cegos, que levou à adoção do sistema de leitura em braille. A exposição atraiu treze milhões de visitantes e foi um sucesso financeiro.

### Exposição Universal de 1889

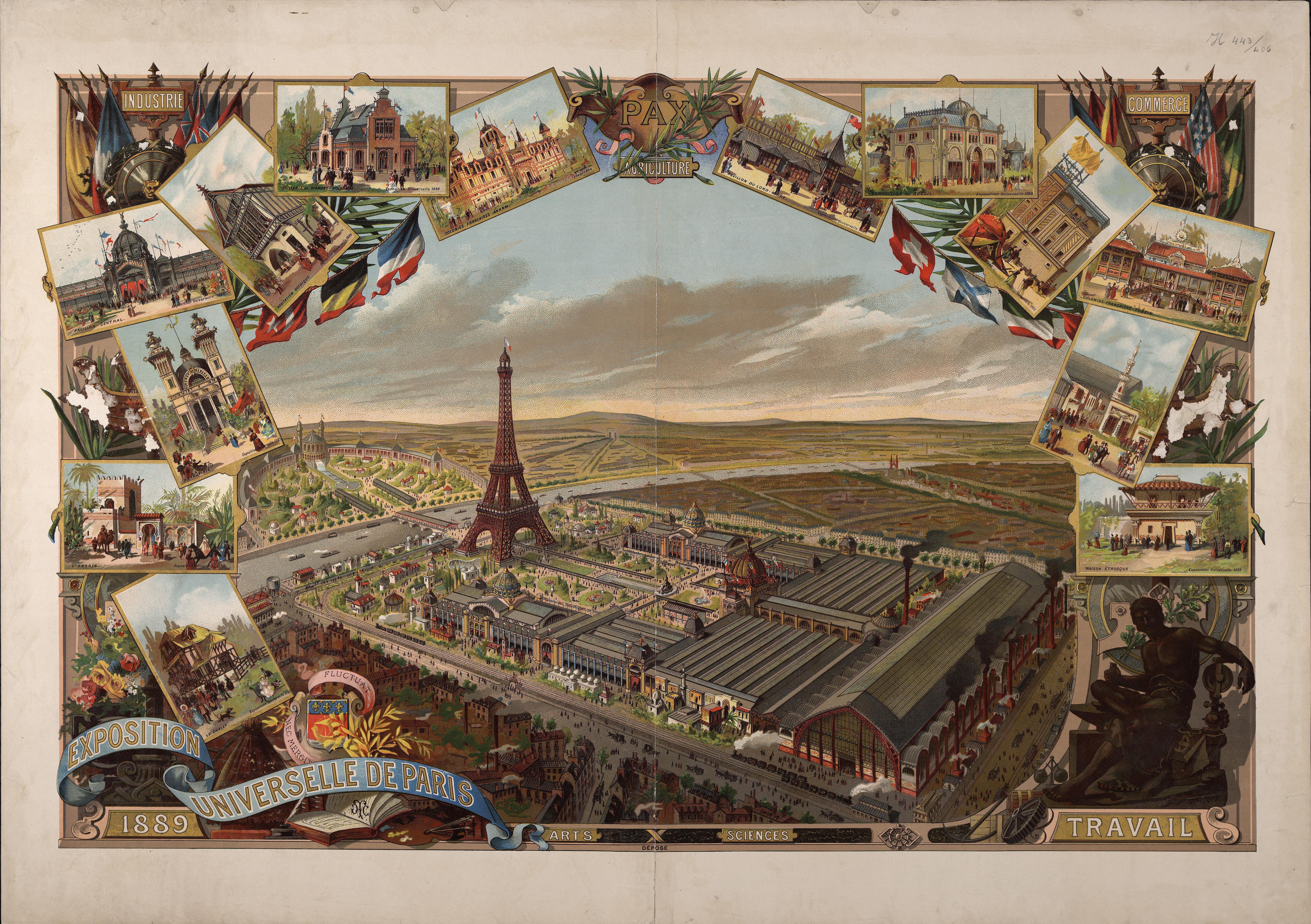
A Torre Eiffel foi a porta de entrada da Exposição Universal de 1889

A Exposição Universal de 1889 ocorreu de 6 de maio a 31 de outubro de 1889 e comemorou o centenário do início da Revolução Francesa. Uma das estruturas no local era uma réplica da Bastilha . Aconteceu no Champ de Mars, na colina de Chaillot, e ao longo do Sena no Quai d'Orsay . A característica mais memorável foi a Torre Eiffel, com 300 metros de altura quando foi aberta (agora 324 com a adição de antenas de transmissão), que serviu de porta de entrada para a exposição.  A Torre Eiffel permaneceu a estrutura mais alta do mundo até 1930.  Não era popular entre todos; o seu estilo moderno foi denunciado numa carta pública por muitas das figuras culturais mais proeminentes da França, incluindo Guy de Maupassant, Charles Gounod e Charles Garnier . O maior edifício era a Galeria das Máquinas, com estrutura de ferro, na época o maior espaço interior coberto do mundo. Outras exposições populares incluíram a primeira fonte musical, iluminada com luzes elétricas coloridas, que mudavam com o tempo da música. Buffalo Bill e a atiradora de elite Annie Oakley atraíram grandes multidões ao Wild West Show na exposição. A exposição recebeu 23 milhões de visitantes. 

### Exposição Universal de 1900

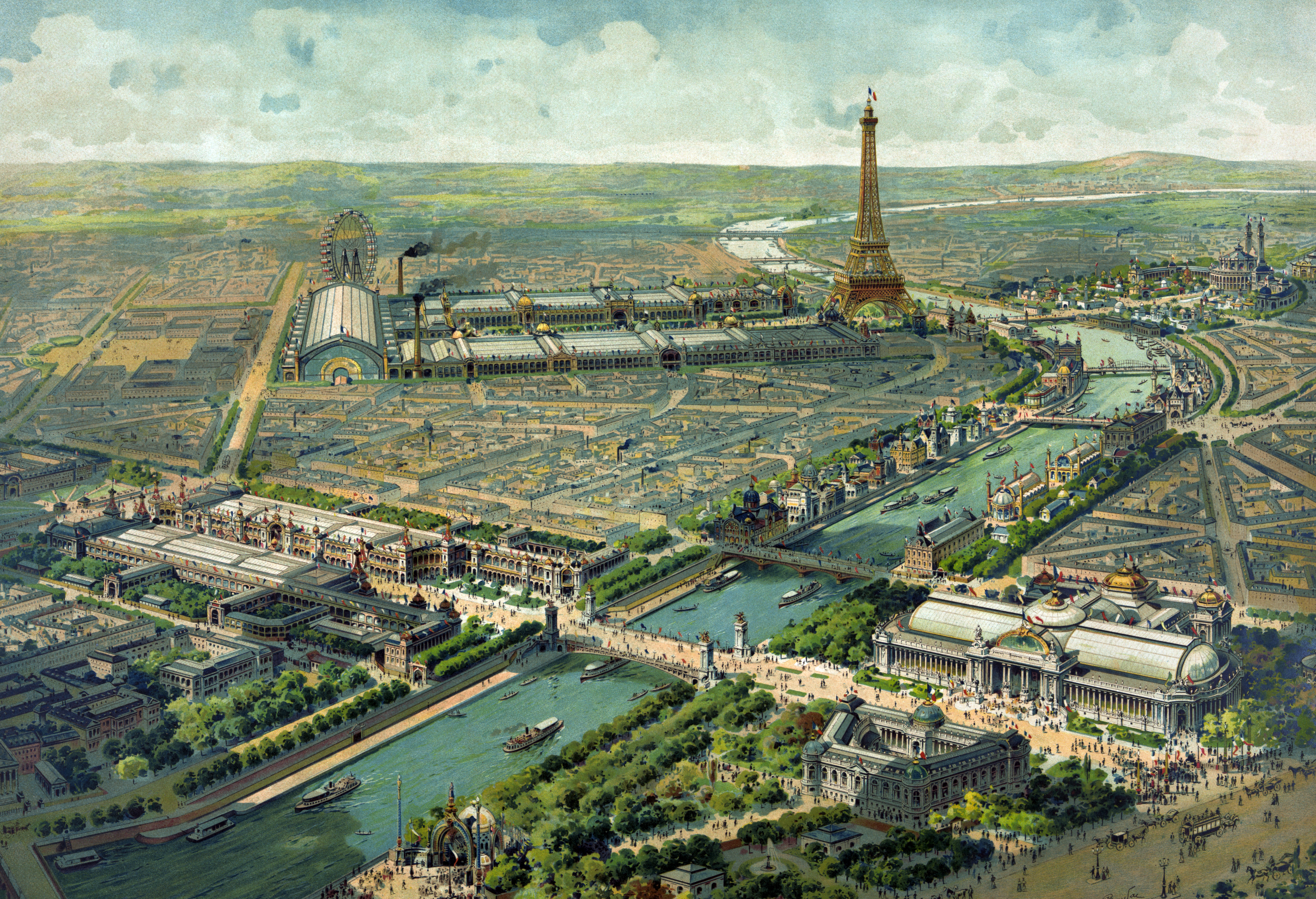
a Exposição Universal de 1900 incluiu eventos no Grand Palais e Petit Palais, além da Torre Eiffel e Chaillot

A Exposição Universal de 1900 ocorreu de 15 de abril a 12 de novembro de 1900. Celebrava a viragem do século e era de longe a maior em escala das Exposições; os seus locais incluíam o Champ de Mars, Chaillot, o Grand Palais e o Petit Palais . Ao lado da Torre Eiffel, estava a maior roda-gigante do mundo, a "Grande Roue de Paris", com cem metros de altura, capaz de transportar mil e seiscentos passageiros em quarenta carros. Dentro da sala de exposições, Rudolph Diesel demonstrou oseu novo motor ,  uma das primeiras escadas rolantes estava em exibição. A exposição coincidiu com os Jogos Olímpicos de Paris em 1900, os primeiros jogos olímpicos realizados fora da Grécia. A Exposição popularizou um novo estilo artístico, a art nouveau. Dois legados arquitetónicos da Exposição, o Grand Palais e o Petit Palais, ainda estão hoje de pé. Embora tenha sido um grande sucesso popular, atraindo cerca de quarenta e oito milhões de visitantes, a exposição de 1900 perdeu dinheiro e foi a última destas exposições em Paris com tão grande escala. 

## Restaurantes, cafés e cervejarias

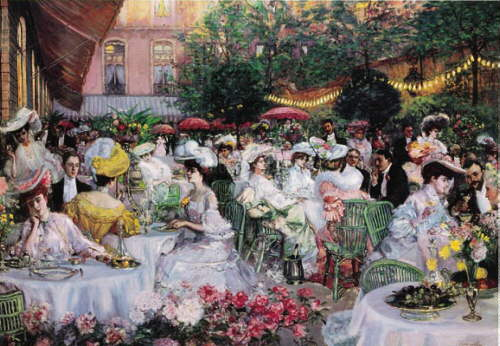
Jantar no jardim do Ritz, uma pintura de Pierre-Georges Jeanniot (1904)

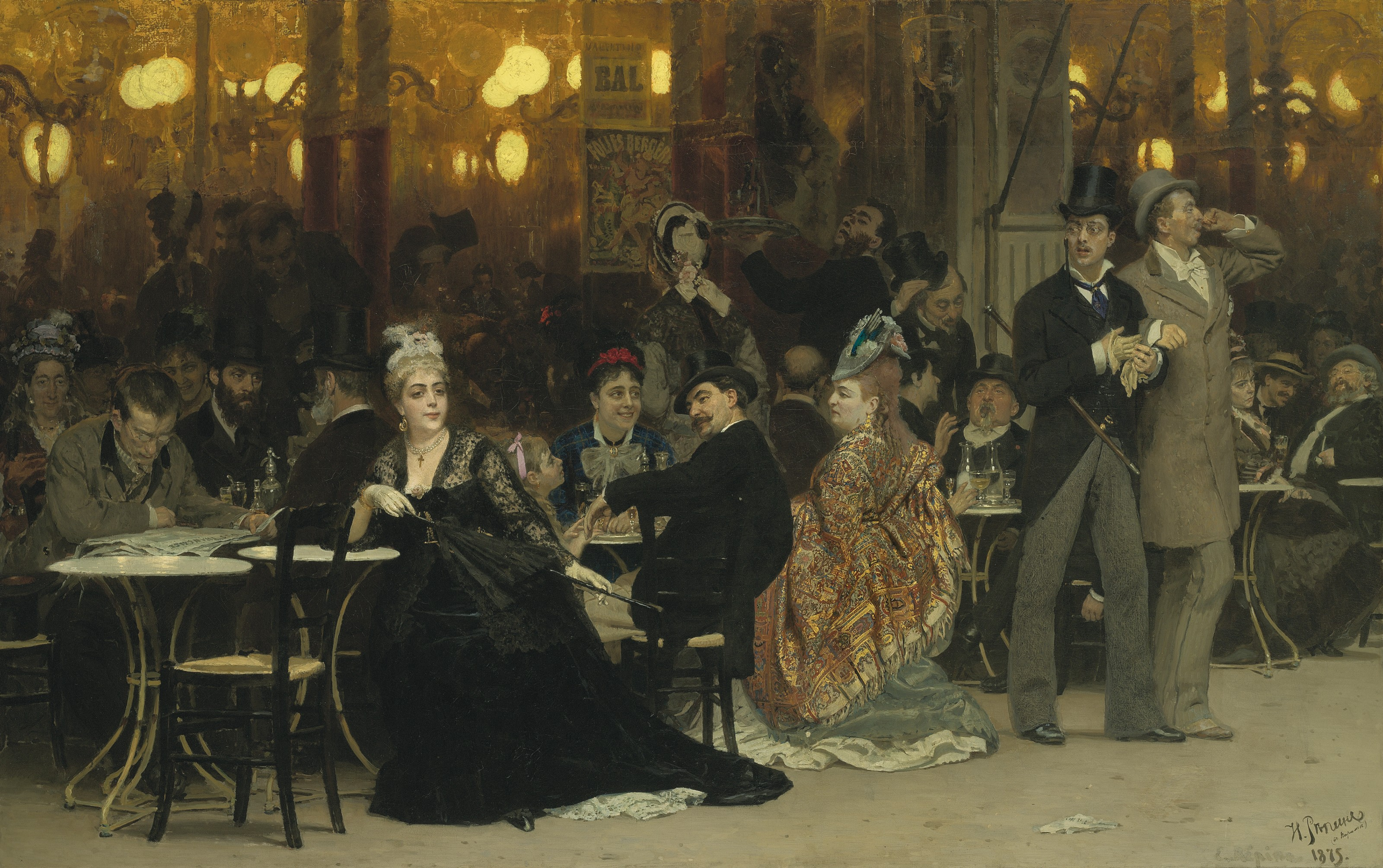
Um café parisiense de Ilya Repin (1875)

Paris já era famosa pelos seus restaurantes na primeira metade do século XIX, particularmente o Café Riche, a Maison Dorée e o Café Anglais nas Grands Boulevards, onde as personalidades ricas dos romances de Balzac jantavam. O Segundo Império havia acrescentado mais restaurantes de luxo, principalmente no centro, perto dos novos grandes hotéis: Durand na Madeleine; Voisin na Rue Cambon e Rue Saint-Honoré ; Magny na Rue Mazet; Foyot perto dos Jardins de Luxemburgo; e Maire na esquina do Boulevard de Strasbourg e Boulevard Saint-Denis, onde o prato lagosta à Thermidor foi inventado. Durante a Belle Époque, muitos restaurantes de prestígio podim ser encontrados, incluindo Laurent, Fouquet's e o Pavillon de l'Élysée nos Champs-Élysées; o Tour d'Argent no Quai de la Tournelle; Podador na Rue Duphot; Drouant na Place Gaillon; Lapérouse no Quai des Grands-Augustins; Lucas Carton na Madeleine e Weber na Rue Royale . O restaurante mais famoso do período, o Maxim's, também abriu portas na Rue Royale. Dois restaurantes de luxo foram fundados perto dos lagos no Bois de Boulogne: o Pavillon d'Armenonville e o Cascade. 
Para aqueles com orçamentos mais modestos, havia o Bouillon, um tipo de restaurante começado por um açougueiro chamado Duval em 1867. Estes estabelecimentos serviam comida simples e barata e eram populares entre os estudantes e os visitantes. Um desse período, o Chartier, próximo das Grands Boulevards, ainda existe.
Um novo tipo de restaurante, a Brasserie, apareceu em Paris durante a Exposição Universal de 1867. O nome originalmente significava um lugar que fabricava cerveja, mas em 1867 era um tipo de café onde jovens mulheres com trajes nacionais de diferentes países serviam bebidas diferentes desses países, incluindo cerveja, cerveja, chianti e vodka. A ideia foi continuada após a exposição pela Brasserie de l'Espérance, na Rue Champollion, na margem esquerda, e logo foi imitada por outros. Em 1890, havia quarenta e duas cervejarias na margem esquerda, com nomes como a Brasserie des Amours, a Brasserie de la Vestale, a Brasserie des Belles Marocaines e a Brasserie des Excentriques Polonais (brasserie dos polacos excêntricos), e estes eram frequentemente usados como um local para conhecer prostitutas. 

## Desportos

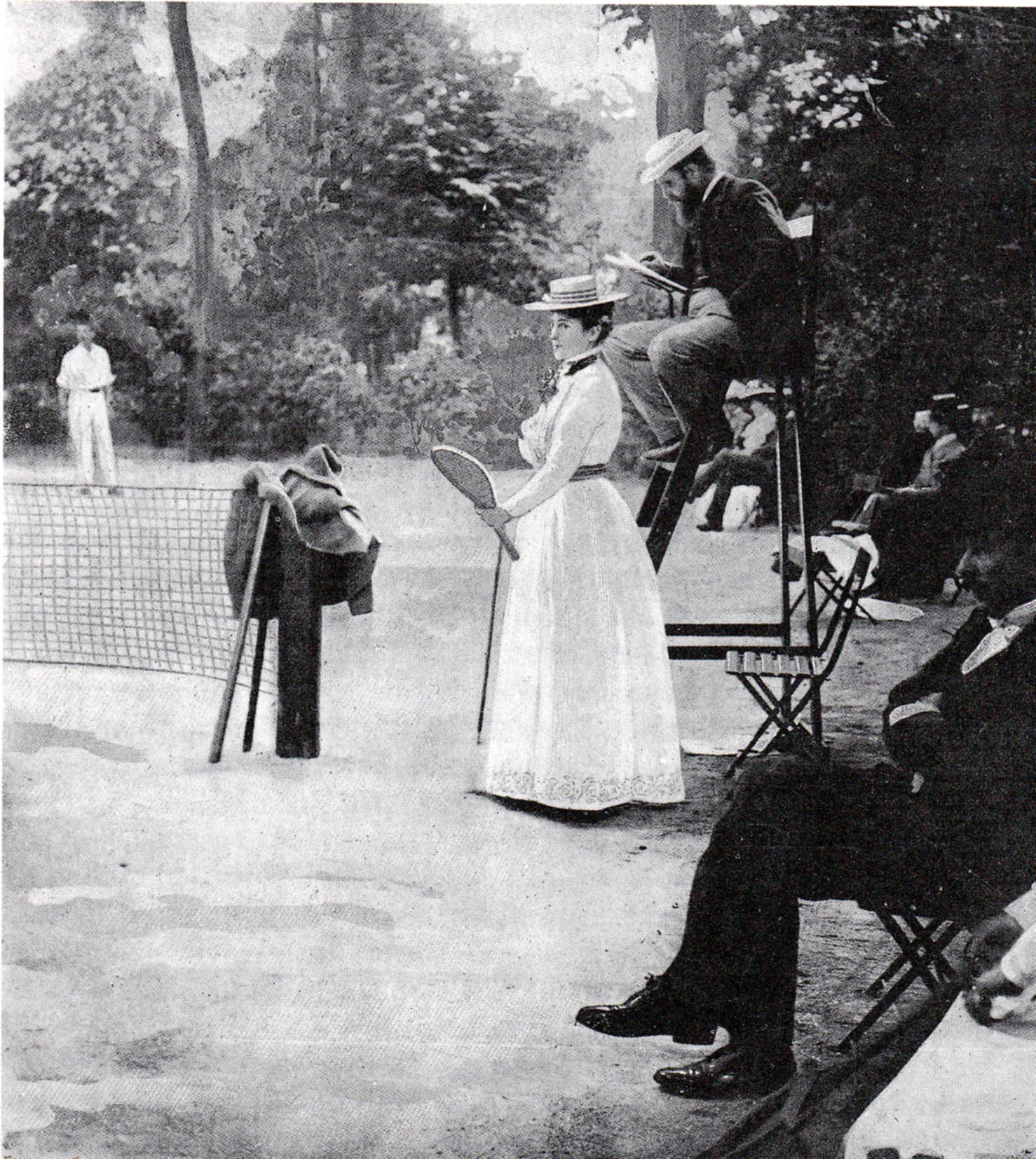
Ténis feminino nos Jogos Olímpicos de Paris em 1900

Paris desempenhou um papel central na organização do desporto internacional e na profissionalização do desporto. Os primeiros esforços para reavivar os Jogos Olímpicos foram liderados por um educador e historiador francês, Pierre de Coubertin . A primeira reunião para organizar os jogos ocorreu em Sorbonne em 1894, resultando na criação do Comité Olímpico Internacional e na realização dos primeiros Jogos Olímpicos modernos em Atenas, em 1896. Os segundos jogos, os primeiros Jogos Olímpicos realizados fora da Grécia, foram os Jogos Olímpicos de Verão de 1900 em Paris. De 14 de maio a 28 de outubro, foram organizados em conjunto com a Exposição Universal de Paris do mesmo ano. Havia 19 desportos incluídos no evento, e as mulheres competiram nas Olimpíadas pela primeira vez. Os eventos de natação ocorreram no Sena. Alguns dos desportos eram fora do comum para os padrões modernos; incluíam corridas de automóveis e motocicletas, críquete, croquet, natação subaquática, cabo de guerra (jogo da corda) e tiro a pombos vivos.
O ciclismo também se tornou um desporto profissional importante, com a inauguração, em 1903, do primeiro estádio de ciclismo, o Vélodrome d'hiver, no local do demolido Palácio das Máquinas da Exposição de 1900 no Champ de Mars. O primeiro estádio foi demolido e mudou-se em 1910 para o boulevard de Grenelle . O primeiro Tour de France, o mais famoso de todos os eventos de ciclismo franceses, ocorreu em 1903, com a linha de chegada no estádio Parc des Princes .
Em setembro de 1901, Paris recebeu o primeiro campeonato europeu de ténis de relvado . E, no dia 1 de junho de 1912, sediou o primeiro campeonato mundial de ténis, no estádio do Faisanderie, no Saint-Cloud de Domaine .
O primeiro campeonato de futebol francês, ocorreu em 1894, com seis equipas em competição. Foi vencido pela equipa Standard Athletic Club de Paris ; a equipa tinha um jogador francês e dez jogadores britânicos. A primeira partida de rugby entre a Inglaterra e a França ocorreu a 26 de março de 1906 no Parc des Princes, com vitória da Inglaterra.
Paris também recebeu várias das primeiras corridas de automóveis do mundo. A primeira, em 1894, foi a corrida Paris-Ruão, organizada pelo jornal Le Petit Journal . A primeira corrida de Paris-Bordéus ocorreu de 10 a 12 de junho de 1895 e a primeira de Paris a Monte-Carlo, em 1911. 

## Ciência e Tecnologia

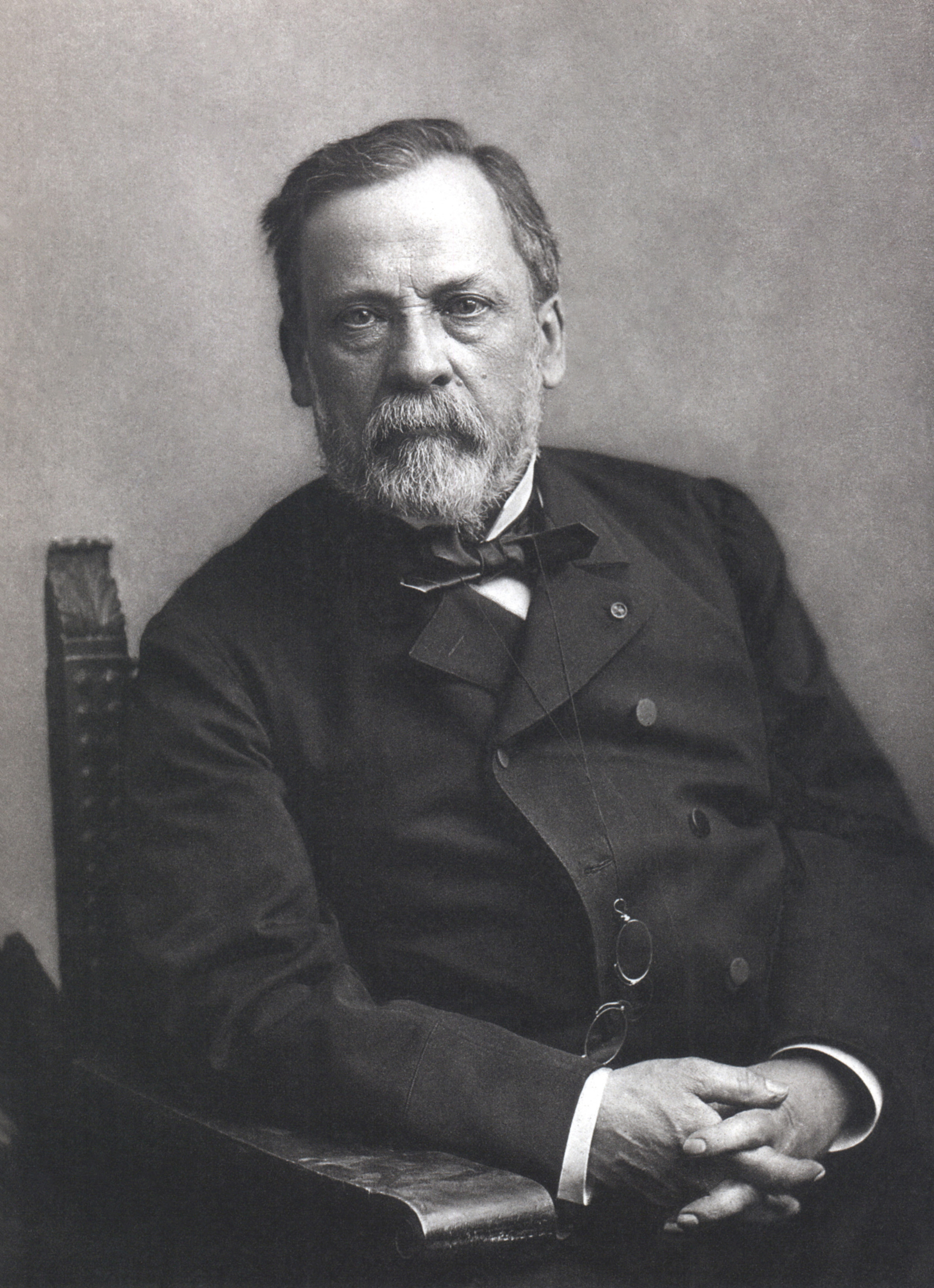
Louis Pasteur

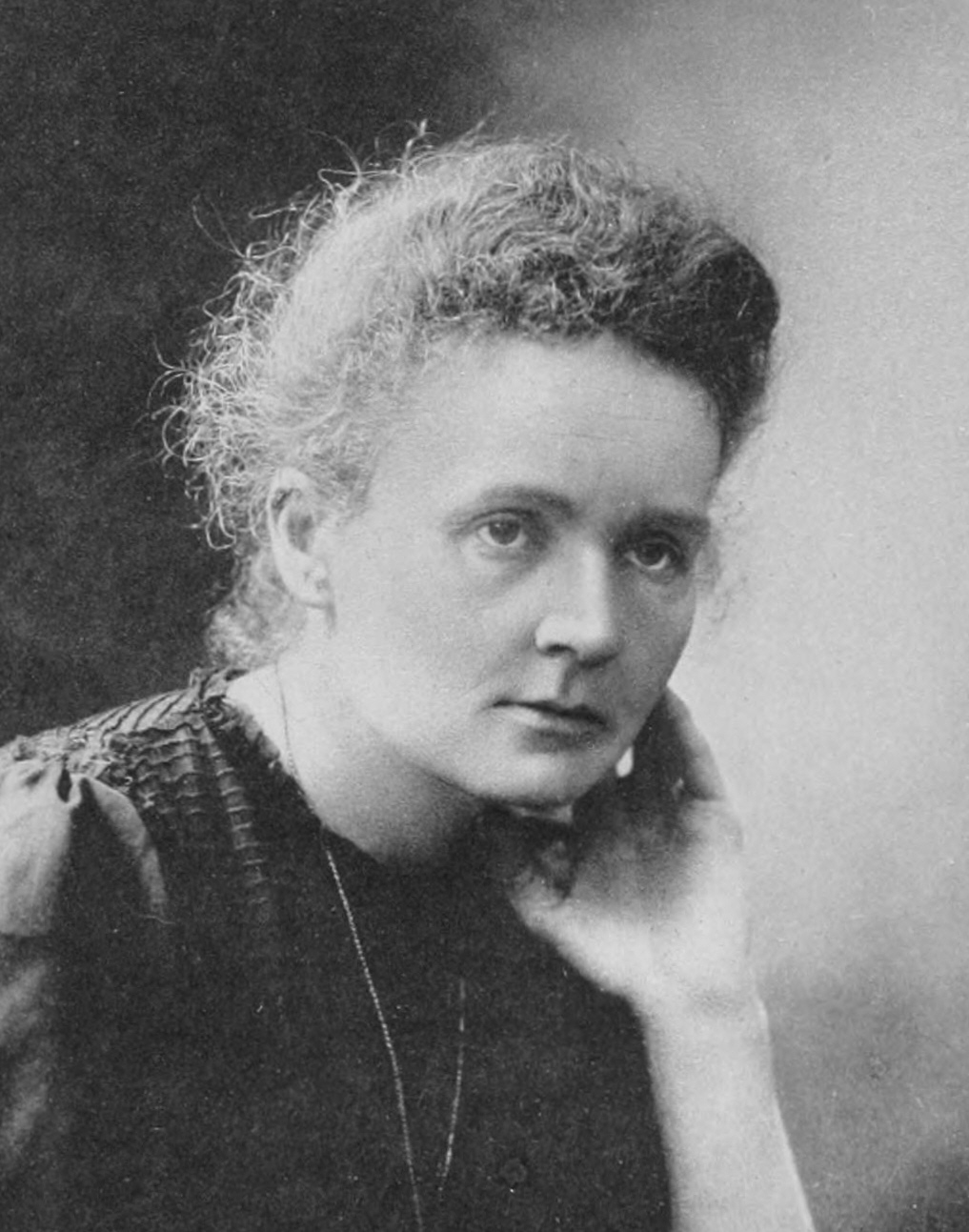
Marie Curie (1911)

Os cientistas de Paris desempenharam um papel de liderança em muitos dos principais desenvolvimentos científicos da época, particularmente em bacteriologia e física. Louis Pasteur (1822-1895) foi pioneiro na vacinação, fermentação microbacteriana e pasteurização . Foi responsável pelas primeiras vacinas contra o carbúnculo (1881) e a raiva (1885), e o processo para interromper o crescimento bacteriano no leite e no vinho. Ele fundou o Instituto Pasteur em 1888 para continuar o seu trabalho, e a sua campa está lá localizada. 
O físico Henri Becquerel (1852-1908), estudava a fluorescência dos sais de urânio, quando descobriu a radioatividade em 1896 e, em 1903, recebeu o Prémio Nobel da Física pela sua descoberta. Pierre Curie (1859-1906) e Marie Curie (1867-1934) continuaram em conjunto o trabalho de Becquerel, descobrindo o rádio e o polónio (1898). Eles receberam em conjunto o Prémio Nobel da Física em 1903. Marie Curie tornou-se a primeira professora do sexo feminino na Universidade de Paris e ganhou o Prémio Nobel da Química em 1911. Ela foi a primeira mulher a ser enterrada no Panteão. 
A luz neon foi usada pela primeira vez em Paris, a 3 de dezembro de 1910, no Grand Palais. O primeiro letreiro publicitário de neon ao ar livre foi colocado no Boulevard Montmartre em 1912. 

## As artes

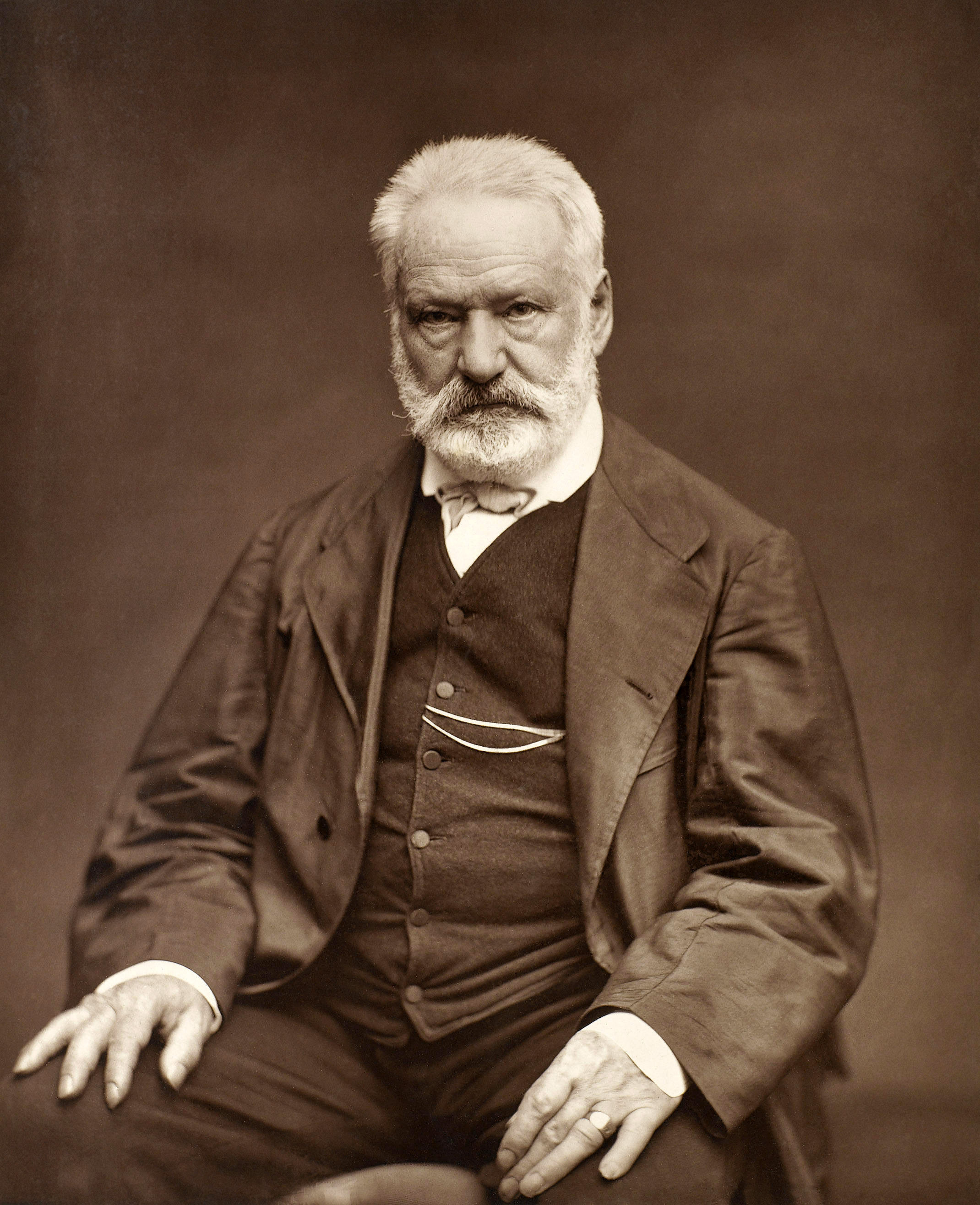
Victor Hugo (1876)

Durante a Belle Époque, Paris foi o lar e inspiração para alguns dos escritores mais famosos da França. Victor Hugo tinha 68 anos quando regressou a Paris de Bruxelas em 1871, e passou a residir na Avenue d'Eylau (atual Avenue Victor Hugo ) no 16º arrondissement . Não conseguiu ser reeleito para a Assembleia Nacional, mas em 1876, foi eleito para o Senado francês. Foi um período difícil para Hugo. A sua filha Adèle foi colocada num manicómio e a sua amante de longa data, Juliette Drouet, morreu em 1883. Quando Hugo morreu a 28 de maio de 1885, aos 83 anos, centenas de milhares de parisienses juntaram-se nas ruas para lhe prestar homenagem quando o seu caixão foi levado para o Panteão a 1 de junho de 1885.

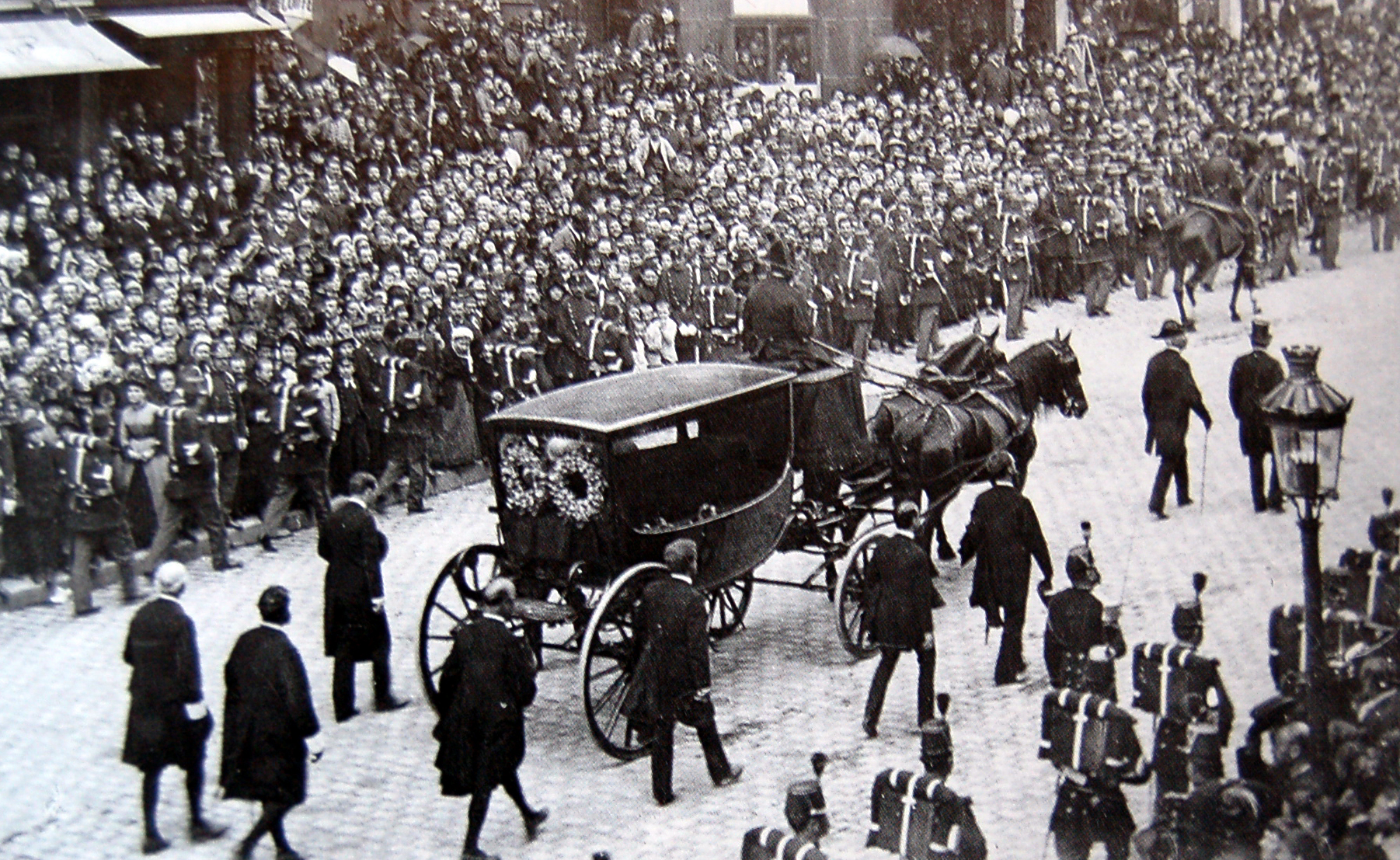
A 1 de junho de 1885, multidões alinharam-se nas ruas de Paris enquanto os restos mortais de Victor Hugo foram levados paraPanteão.

Émile Zola nasceu em Paris em 1840, filho de um engenheiro italiano. Foi criado pela sua mãe em Aix-en-Provence, mas depois regressou a Paris em 1858 com o seu amigo Paul Cézanne para tentar seguir uma carreira literária. Trabalhou como balconista da editora Hachette e começou a atrair atenção literária em 1865 com os seus romances no novo estilo naturalista . Descreveu com detalhes íntimos o funcionamento das lojas de departamento em Paris, mercados, prédios de apartamentos e outras instituições, e a vida dos parisienses. Em 1877, tornou-se famoso e rico com os seus escritos. Assumiu um papel central no caso Dreyfus, ajudando a obter justiça para Alfred Dreyfus, um oficial de artilharia francês de origem judaica alsaciana, acusado falsamente de traição.
Guy de Maupassant (1850-1893) mudou-se para Paris em 1881 e trabalhou como balconista da Marinha Francesa, depois para o Ministério da Educação Pública, enquanto escrevia contos e romances a um ritmo furioso. Ficou famoso, mas também ficou doente e deprimido e, mais tarde, paranóico e suicida. Morreu no asilo de Saint-Esprit em Passy no ano de 1893.

Outros escritores que deixaram uma marca no mundo literário de Paris da Belle Époque da Terceira República incluem: Anatole France (1844-1924); Paul Claudel (1868-1955); Alphonse Allais (1854-1905); Guillaume Apollinaire (1880-1918); Maurice Barrès (1862-1923); René Bazin (1853-1932); Colette (1873-1954); François Coppée (1842-1908); Alphonse Daudet (1840-1897); Alain Fournier (1886-1914); André Gide (1869-1951); Pierre Louÿs (1870-1925); Maurice Maeterlinck (1862-1949); Stéphane Mallarmé (1840-1898); Oitava Mirbeau (1848-1917); Anna de Noailles (1876-1933); Charles Péguy (1873-1914); Marcel Proust (1871-1922); Jules Renard (1864-1910); Arthur Rimbaud (1854-1891); Romain Rolland (1866-1944); Edmond Rostand (1868-1918); e Paul Verlaine (1844-1890). Paris também foi o lar de um dos maiores escritores russos da época, Ivan Turgenev . 

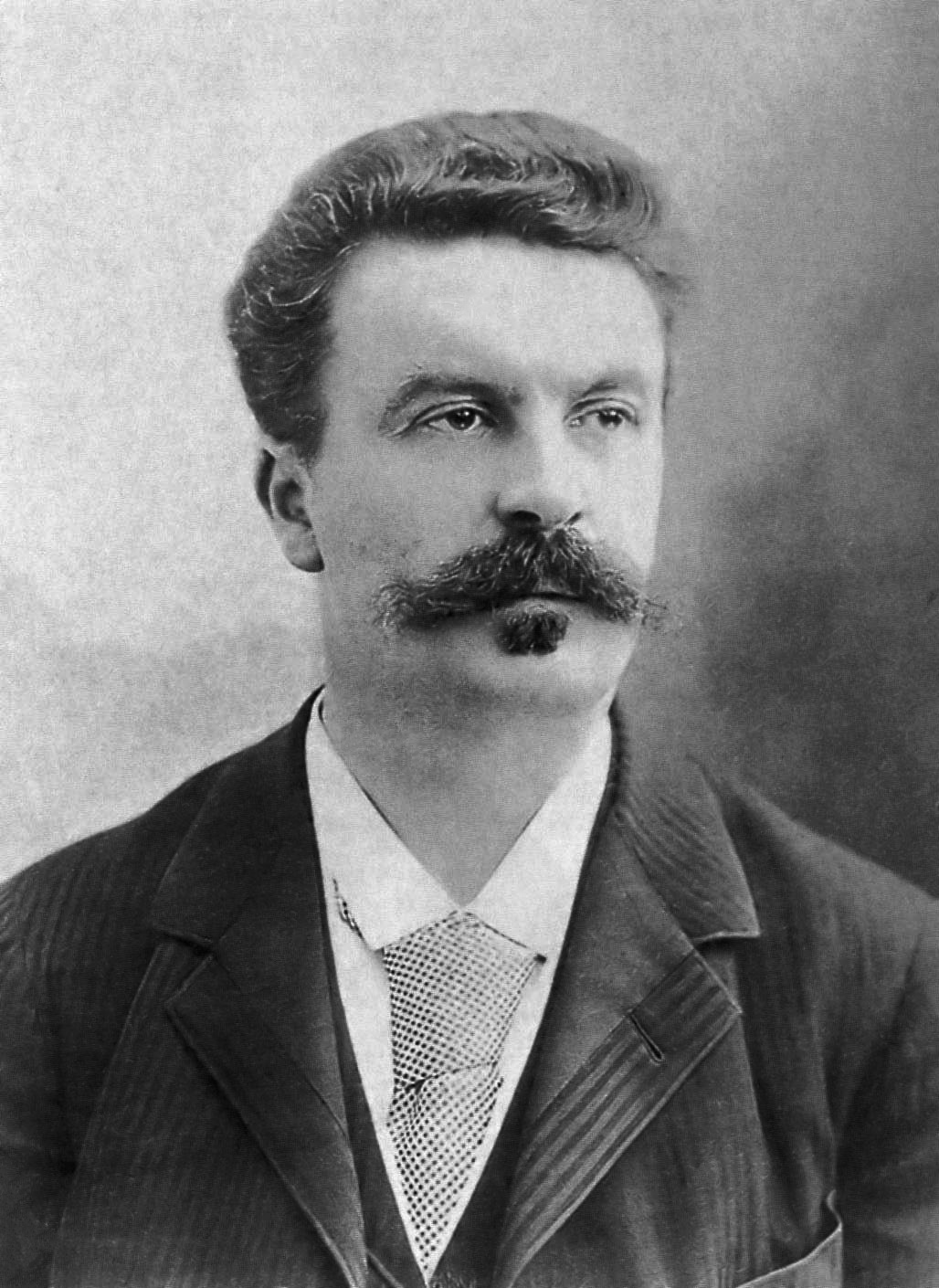
Guy de Maupassant (1888)
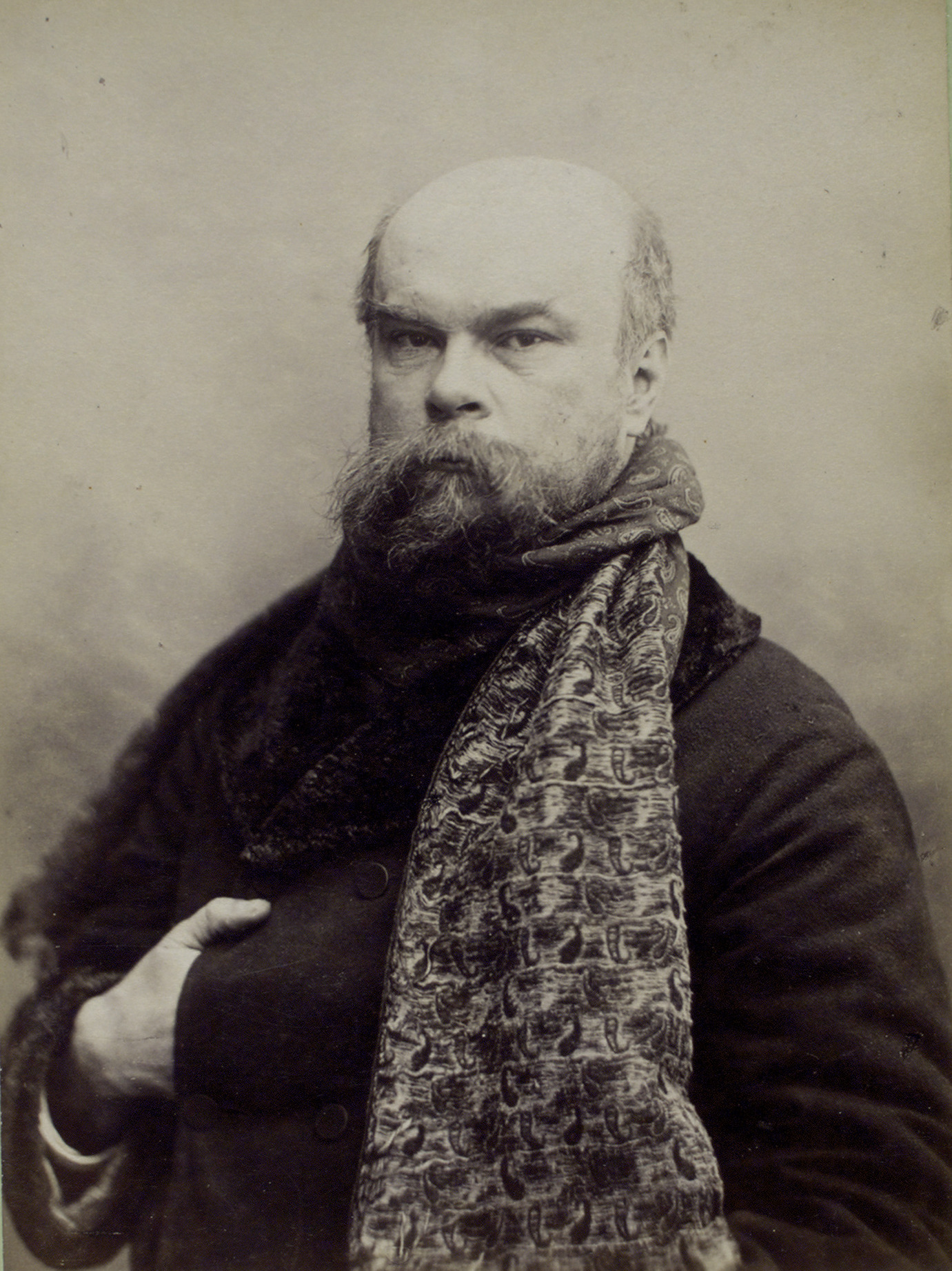
Paul Verlaine (1893)
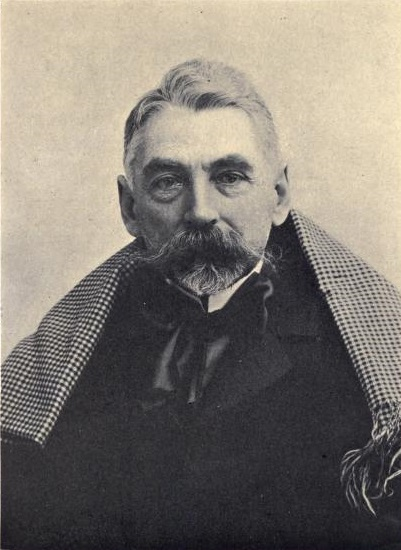
Stéphane Mallarmé (1896)
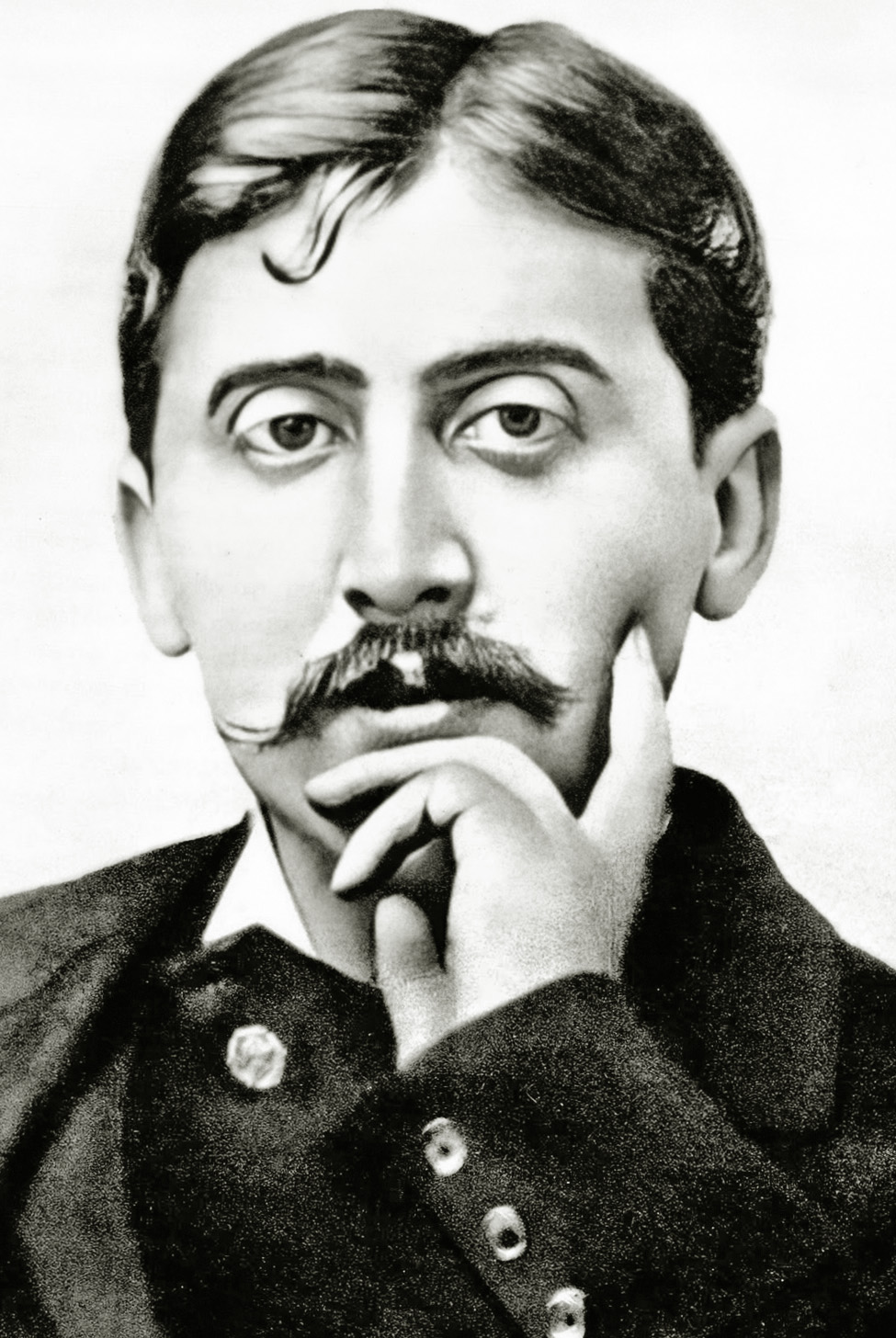
Marcel Proust (1900)
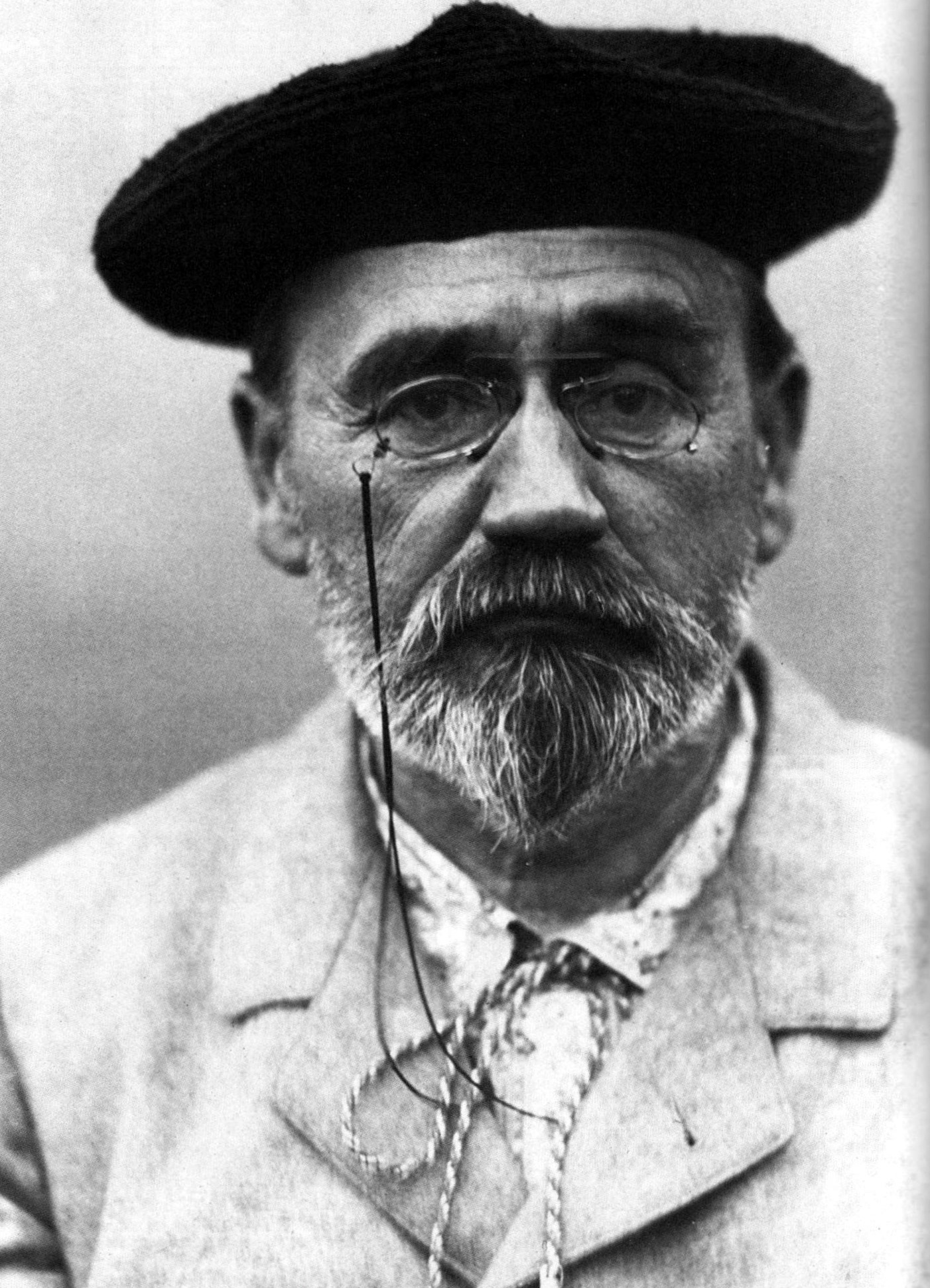
Émile Zola (1902)

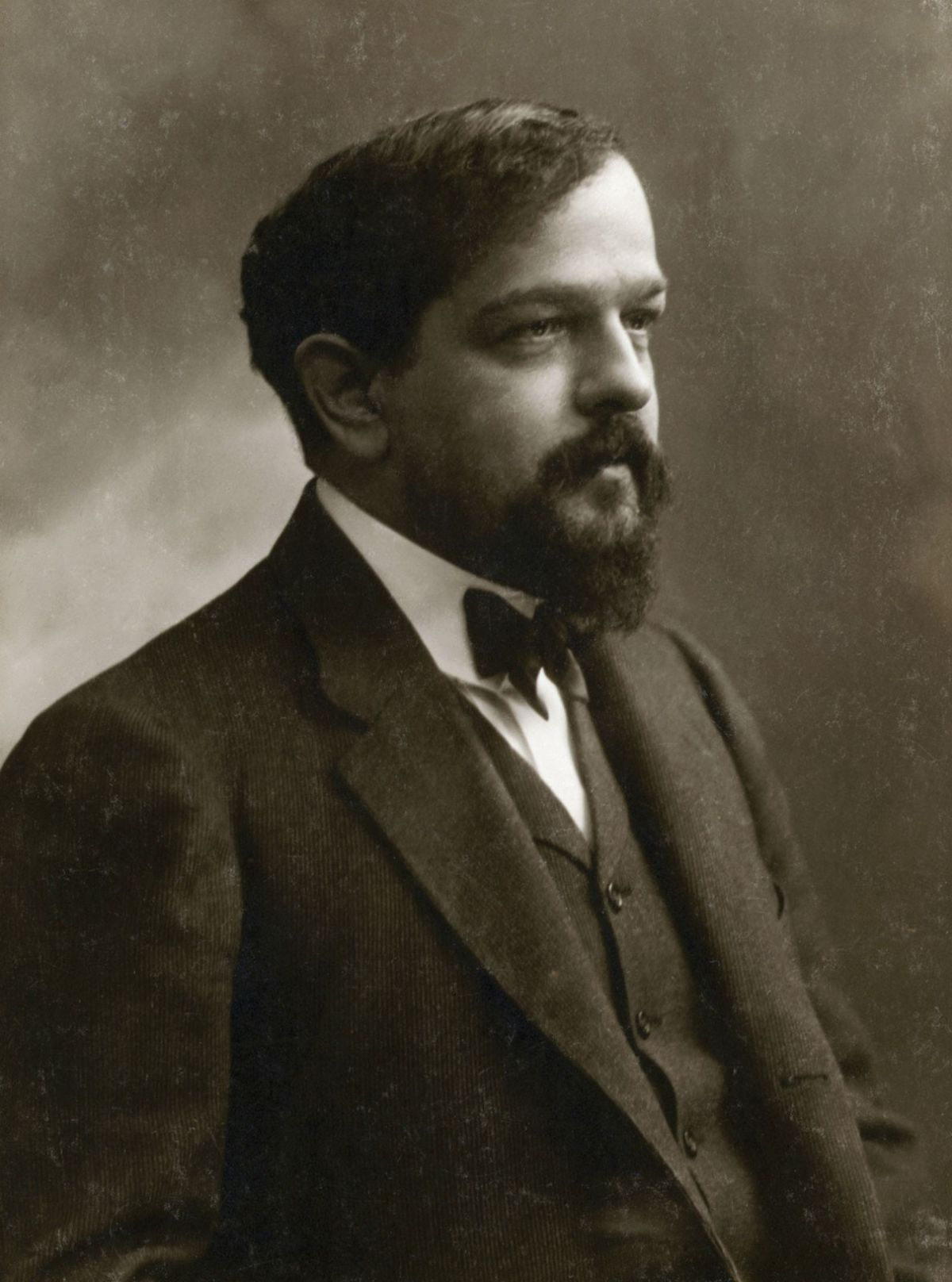
Claude Debussy (1908)

Os compositores de Paris durante este período, tiveram um grande impacto na música europeia, afastando-a do romantismo para o impressionismo na música e para omodernismo.
Camille Saint-Saëns (1835-1921) nasceu em Paris e foi admitido no Conservatório de Paris aos 13 anos. Quando terminou o Conservatório, tornou-se organista na igreja de Saint-Merri, e mais tarde em La Madeleine . Suas obras mais famosas incluem o Danse Macabre, a ópera Samson et Dalila (1877), o Carnaval dos Animais (1877) e a sua Sinfonia nº 3 (1886). A 25 de fevereiro de 1871, co-fundou a Société Nationale de Musique com Romain Bussine para promover a música contemporânea e de câmara francesas . Entre os seus alunos estiveram Maurice Ravel e Gabriel Fauré, dois dos principais compositores franceses do final do século XIX e início do século XX. 
Georges Bizet (1838-1875), nascido em Paris, foi admitido no Conservatório de Paris quando tinha apenas dez anos de idade. Terminou a sua obra mais famosa, Carmen, escrita para a Opéra-Comique, em 1874. Mesmo antes da sua estreia, Carmen era criticada por ser imoral. Além disso, os músicos reclamaram que não podia ser tocada  e os cantores reclamaram que não podia ser cantadaa As críticas foram confusas e a plateia fria. Quando Bizet morreu em 1875, ele considerou-a um fracasso. No entanto, Carmen logo se tornou uma das óperas mais conhecidas e amadas do repertório em todo o mundo. 
O compositor francês mais famoso da Belle Époque em Paris foi Claude Debussy (1862-1918). Nasceu em Saint-Germain-en-Laye, perto de Paris, e entrou no Conservatório em 1872. Tornou-se parte do círculo literário parisiense do poeta simbólico Mallarme. Ao princípio, admirador de Richard Wagner, ele experimentou o impressionismo na música, na música atonal e no cromático. As suas obras mais famosas incluem Clair de Lune para piano (escrita em 1890, publicada em 1905), La Mer para orquestra (1905) e a ópera Pelléas et Mélisande (1903-1905). 
O compositor mais revolucionário a trabalhar em Paris durante a Belle Époque foi Igor Stravinsky, nascido na Rússia. Ele alcançou fama internacional pela primeira vez com três balés encomendados pelo empresário Sergei Diaghilev e apresentou-se pela primeira vez em Paris com os Ballets Russes de Diaghilev: The Firebird (1910), Petrushka (1911) e The Rite of Spring (1913). O último deles transformou a maneira pela qual os compositores seguintes pensaram sobre a estrutura rítmica e o tratamento da dissonância .

Outros compositores influentes em Paris durante o período incluíram Jules Massenet (1842-1912), autor das óperas Manon e Werther, e Eric Satie (1866-1925), que viveu como pianista no Le Chat Noir, um cabaré em Montmartre, depois de deixar o Conservatório. Suas obras mais famosas são as Gymnopédies (1888). 

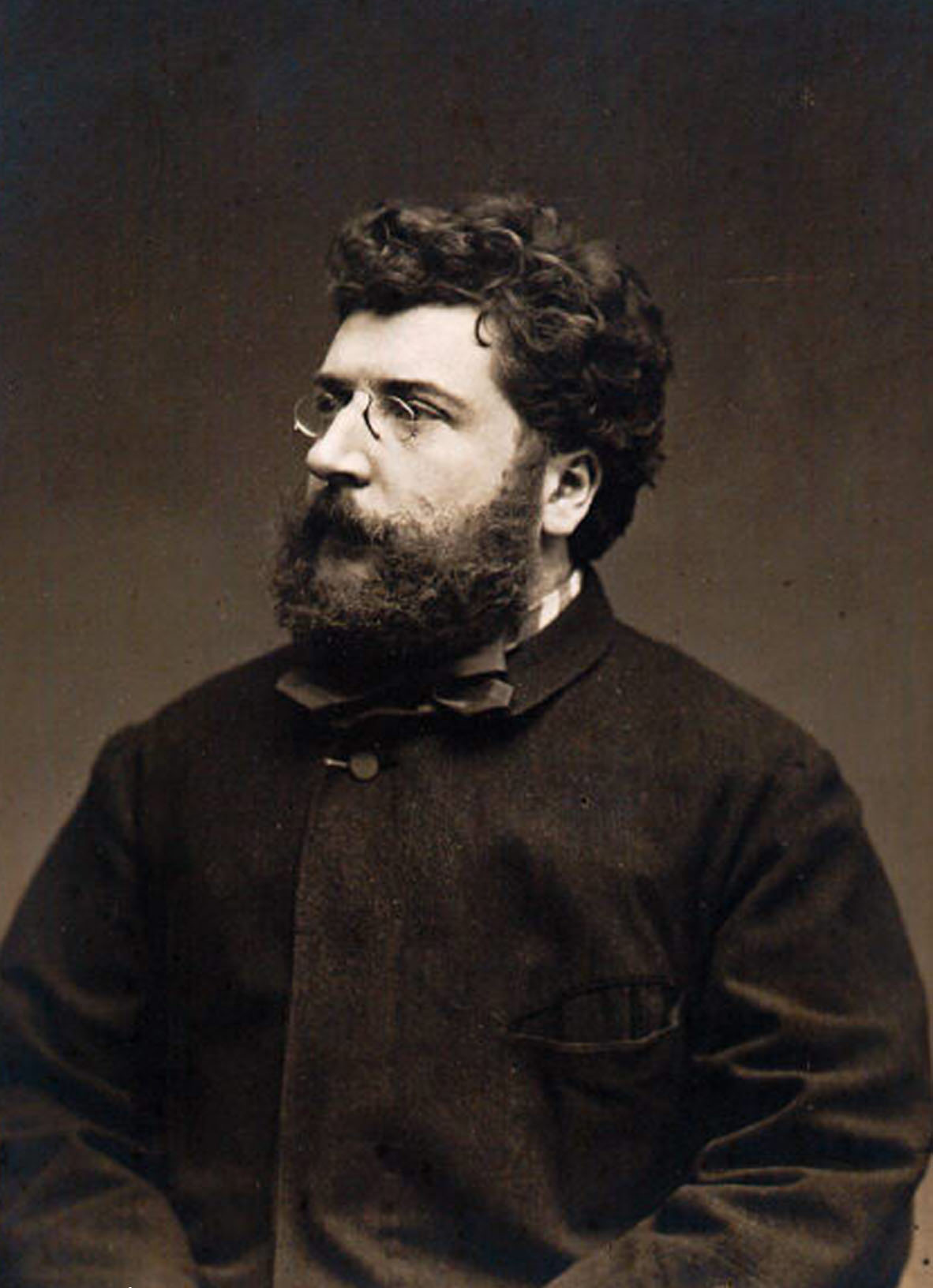
Georges Bizet (1875)
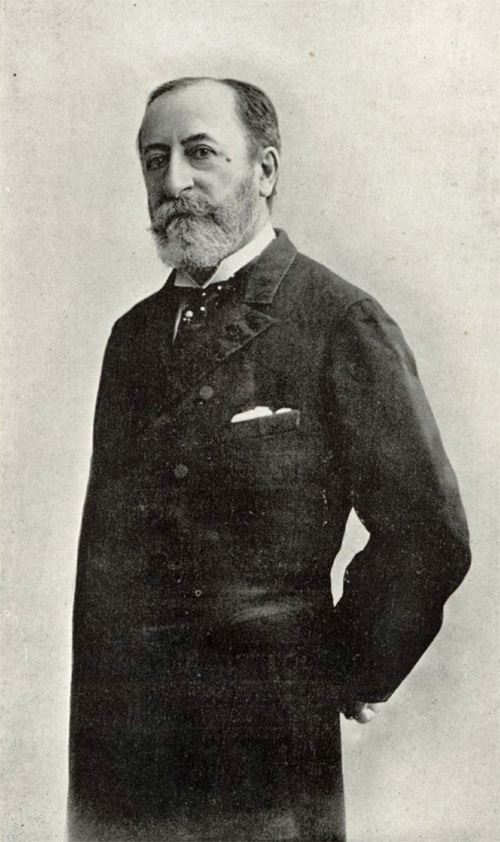
Camille Saint-Saëns (about 1880)
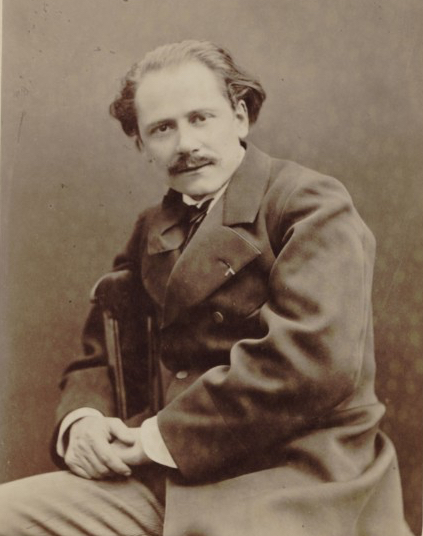
Jules Massenet (1880)
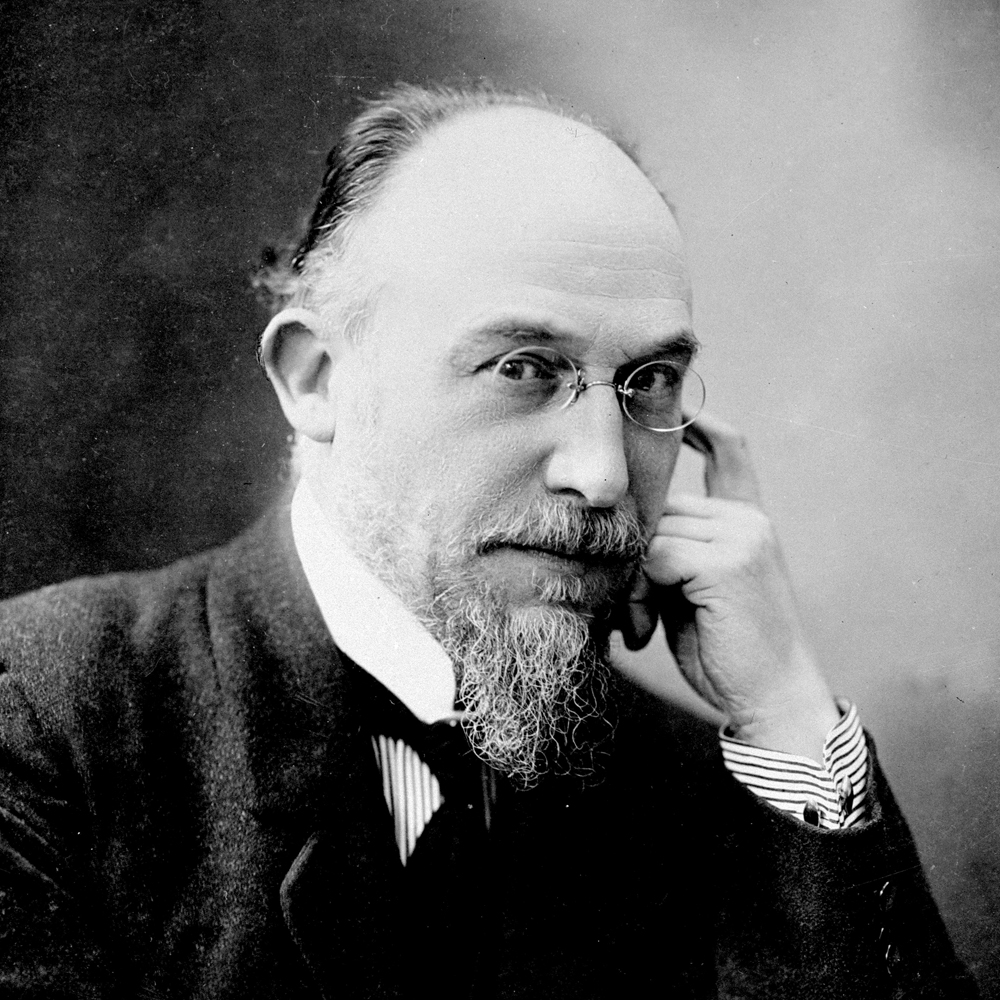
Eric Satie
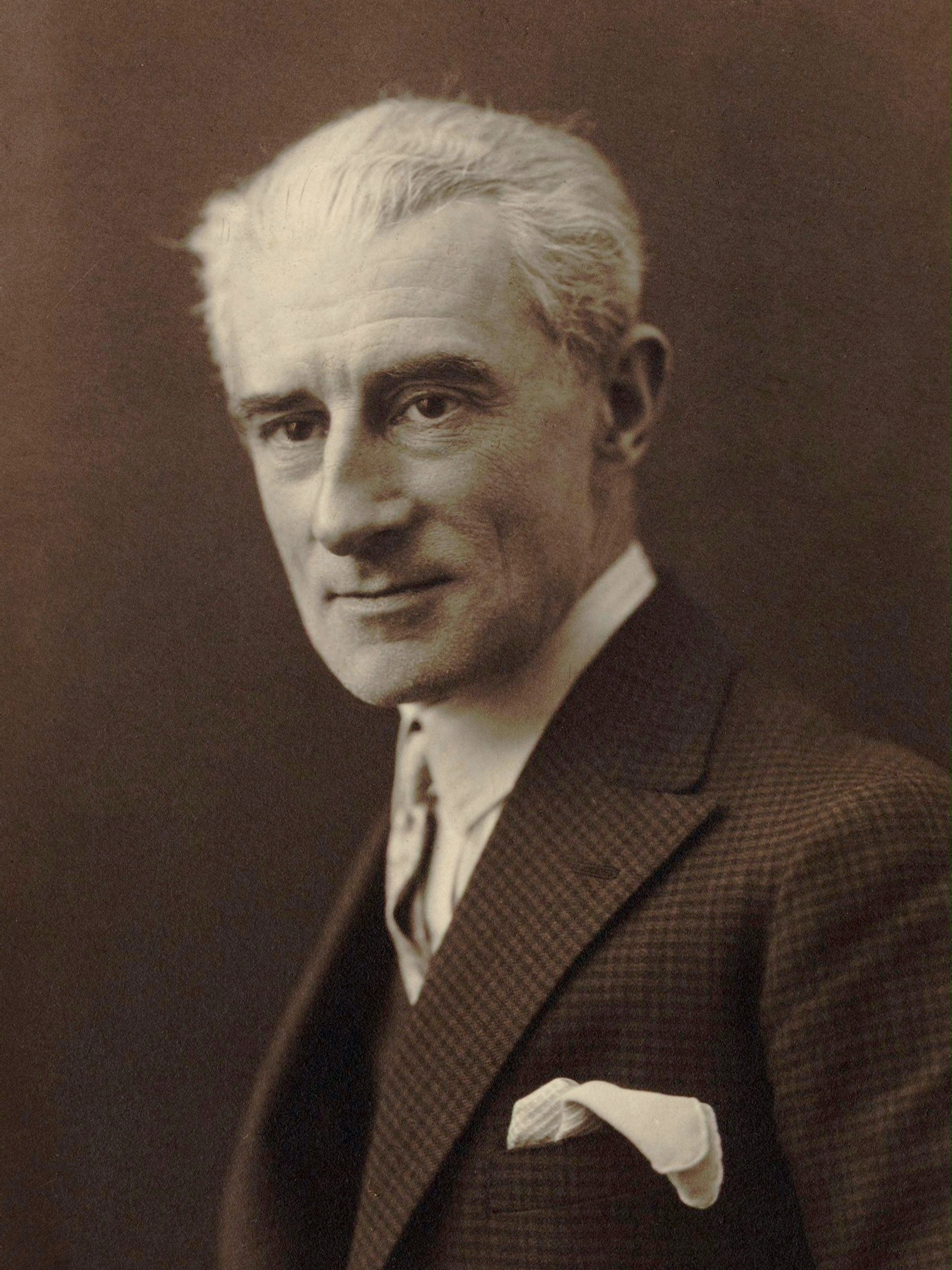
Maurice Ravel

### Pintura

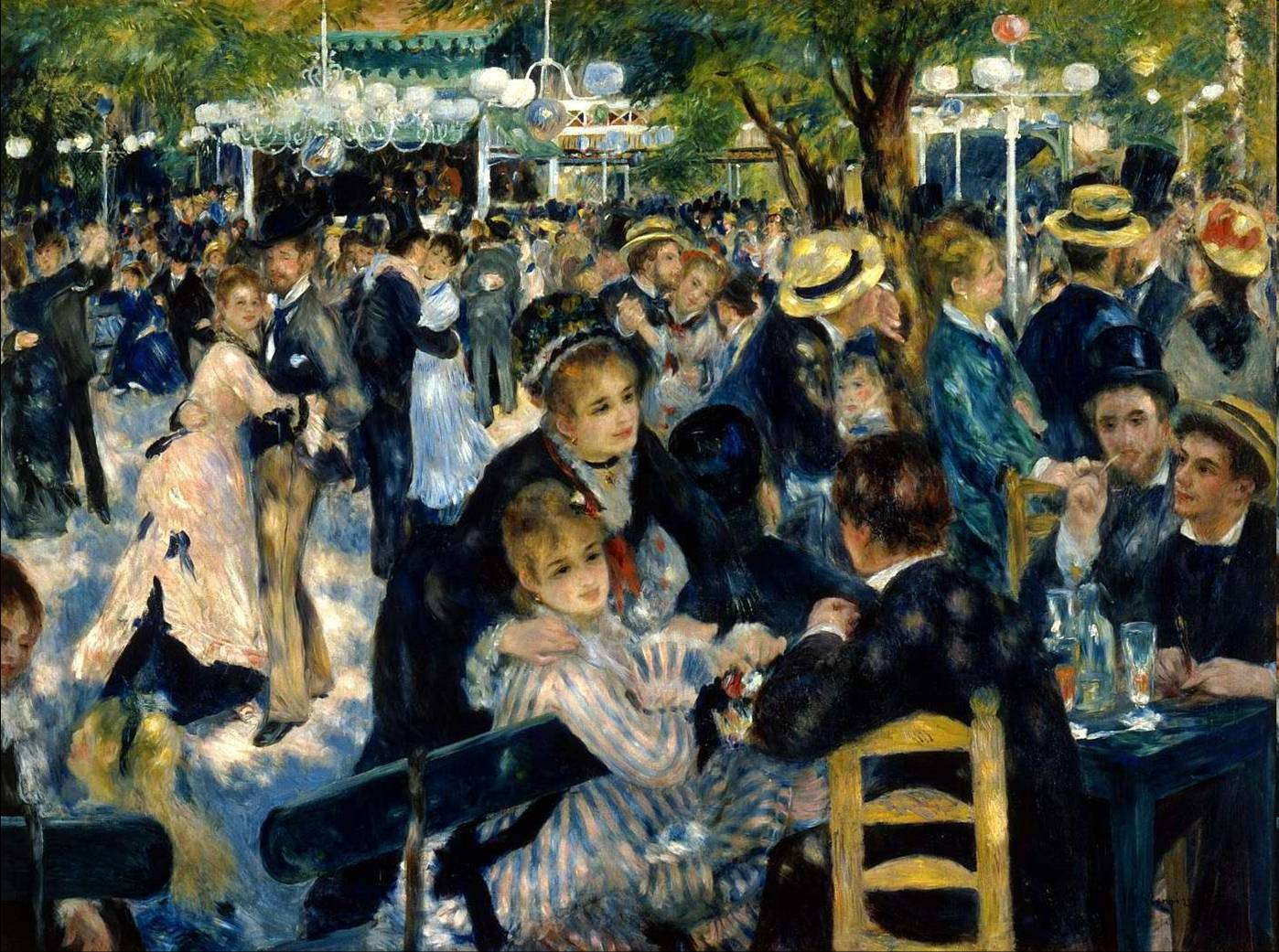
O Baile no moulin de la Galette, de Pierre-Auguste Renoir (1876), retrata uma dança de domingo à tarde em Montmartre. Paris tornou-se o berço do impressionismo e da arte moderna durante a Belle Époque.

Paris era o lar e o assunto frequente dos impressionistas, que tentavam capturar a luz da cidade, as suas cores e o seu movimento. Sobreviveram e floresceram por causa do apoio de negociantes de arte de Paris, como Ambroise Vollard, Daniel-Henry Kahnweiler e Theo van Gogh e de clientes ricos, incluindo Gertrude Stein ,
A primeira exposição dos impressionistas ocorreu de 15 de abril a 15 de maio de 1874 no estúdio do fotógrafo Nadar . Estava aberto a qualquer pintor que pudesse pagar uma taxa de sessenta francos. Lá, Claude Monet exibiu a pintura Impression: Sunrise ( Impressão, soleil levant ), que deu nome ao movimento. Outros artistas que participaram foram Pierre-Auguste Renoir, Berthe Morisot, Edgar Degas, Camille Pissarro e Paul Cézanne .
Henri de Toulouse-Lautrec (1864-1901) passou grande parte da sua curta vida em Montmartre a pintar e desenhar  dançarinos em cabarés. Ele produziu 737 telas durante a sua vida, milhares de desenhos e uma série de pósteres feitos para o cabaré Moulin Rouge . Muitos outros artistas moravam e trabalhavam em Montmartre, onde o aluguer era baixo e a atmosfera agradável. Em 1876, Auguste Renoir alugou espaço na Rue Rue Cartot, 12, para pintar seu Bal du moulin de la Galette, que retrata um baile popular em Montmartre numa tarde de domingo. Maurice Utrillo viveu na mesma morada de 1906 a 1914, Suzanne Valadon viveu e teve o seu estúdio lá, e Raoul Dufy compartilhou um ateliê lá de 1901 a 1911. O edifício é agora o Musée de Montmartre .

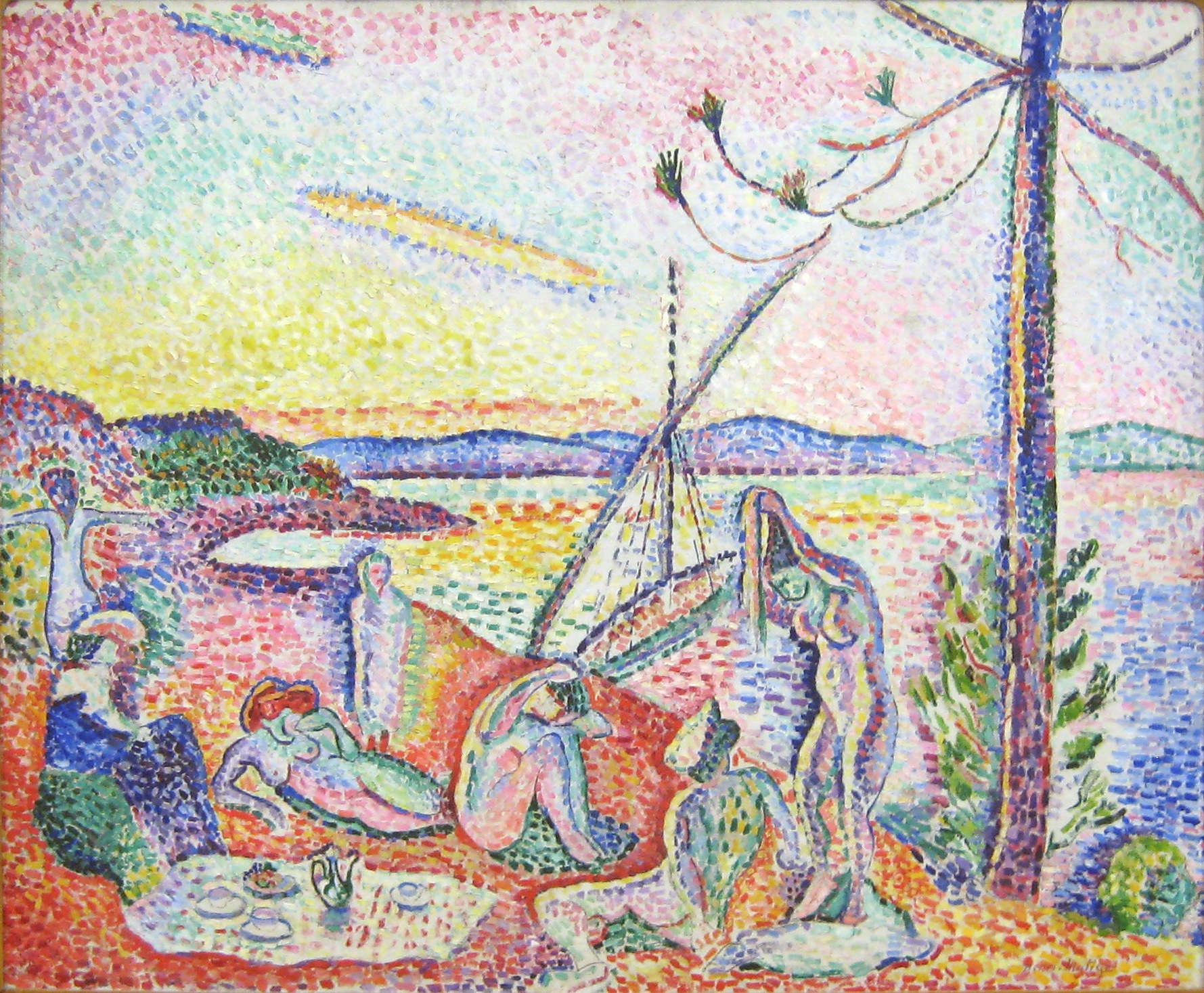
Luxe, Calme e Volupté por Henri Matisse (1904)

Uma nova geração de artistas chegou a Montmartre na viragem do século. Atraído pela reputação de Paris como capital mundial da arte, Pablo Picasso veio de Barcelona em 1900 para dividir um apartamento com o poeta Max Ernst e começou a pintar os cabarés e prostitutas do bairro. Amedeo Modigliani e outros artistas viveram e trabalharam num edifício chamado Le Bateau-Lavoir durante os anos de 1904–1909. Em 1907, Picasso pintou uma das suas obras-primas mais importantes, Les Demoiselles d'Avignon, em Le Bateau-Lavoir . Liderado por Picasso e Georges Braque, o movimento cubista  nasceu em Paris. 
Henri Matisse veio a Paris em 1891 para estudar na Académie Julien, na aula do pintor Gustave Moreau, que o aconselhou a copiar pinturas no Louvre e a estudar arte islâmica, como Matisse fez. Ele também conheceu Raoul Dufy, Cézanne, Georges Rouault e Paul Gauguin, e começou a pintar no estilo de Cézanne. Matisse visitou Saint-Tropez em 1905 e, quando voltou a Paris, pintou uma obra revolucionária, Luxe, Calme et Volupté, usando cores vivas e pinceladas arrojadas.  Matisse e artistas como André Derain, Raoul Dufy, Jean Metzinger, Maurice de Vlaminck e Charles Camoin revolucionaram o mundo da arte de Paris com paisagens "selvagens", multicoloridas, expressivas e pinturas figurativas a que os críticos chamavam de fauvismo . As duas versões de Henri Matisse de The Dance (1909) significaram um ponto chave no desenvolvimento da pintura moderna.

O Salão de Paris, que havia estabelecido a reputações e medido o sucesso dos pintores durante todo o Segundo Império, continuou a acontecer sob a Terceira República até 1881, quando um governo francês mais radical negou o seu patrocínio oficial. Foi substituído por um novo salão patrocinado pela Société des Artistes Français . Em dezembro de 1890, o líder da sociedade, William-Adolphe Bouguereau, propagou a ideia de que o novo Salon deveria ser uma exposição de jovens artistas, ainda não premiados. Ernest Meissonier, Puvis de Chavannes, Auguste Rodin e outros rejeitaram esta proposta e fizeram uma secessão.Criaram a Société Nationale des Beaux-Arts e a sua própria exposição, imediatamente referida na imprensa como o Salon du Champ de Mars ou o Salon da Société Nationale des Beaux-Arts; foi depois amplamente conhecido como "Nationale". Em 1903, em resposta ao que muitos artistas na época consideravam uma organização burocrática e conservadora, um grupo de pintores e escultores liderados por Pierre-Auguste Renoir e Auguste Rodin organizou o Salon d'Automne . 

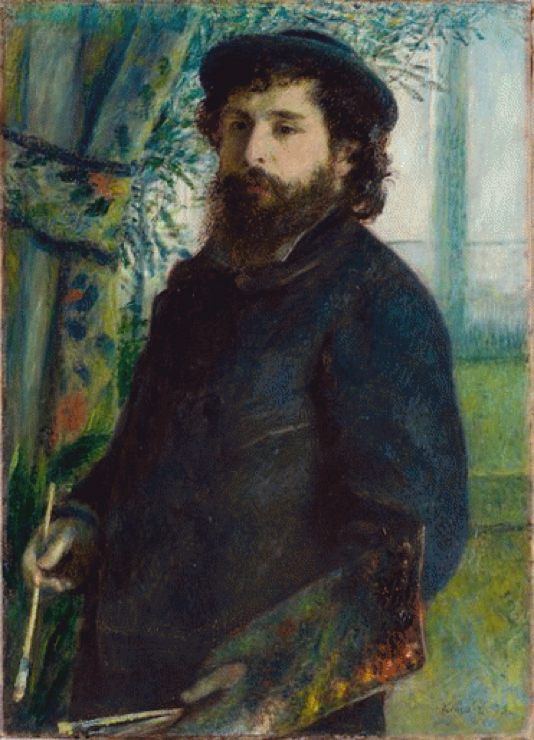
Claude Monet por Pierre-Auguste Renoir (1875)
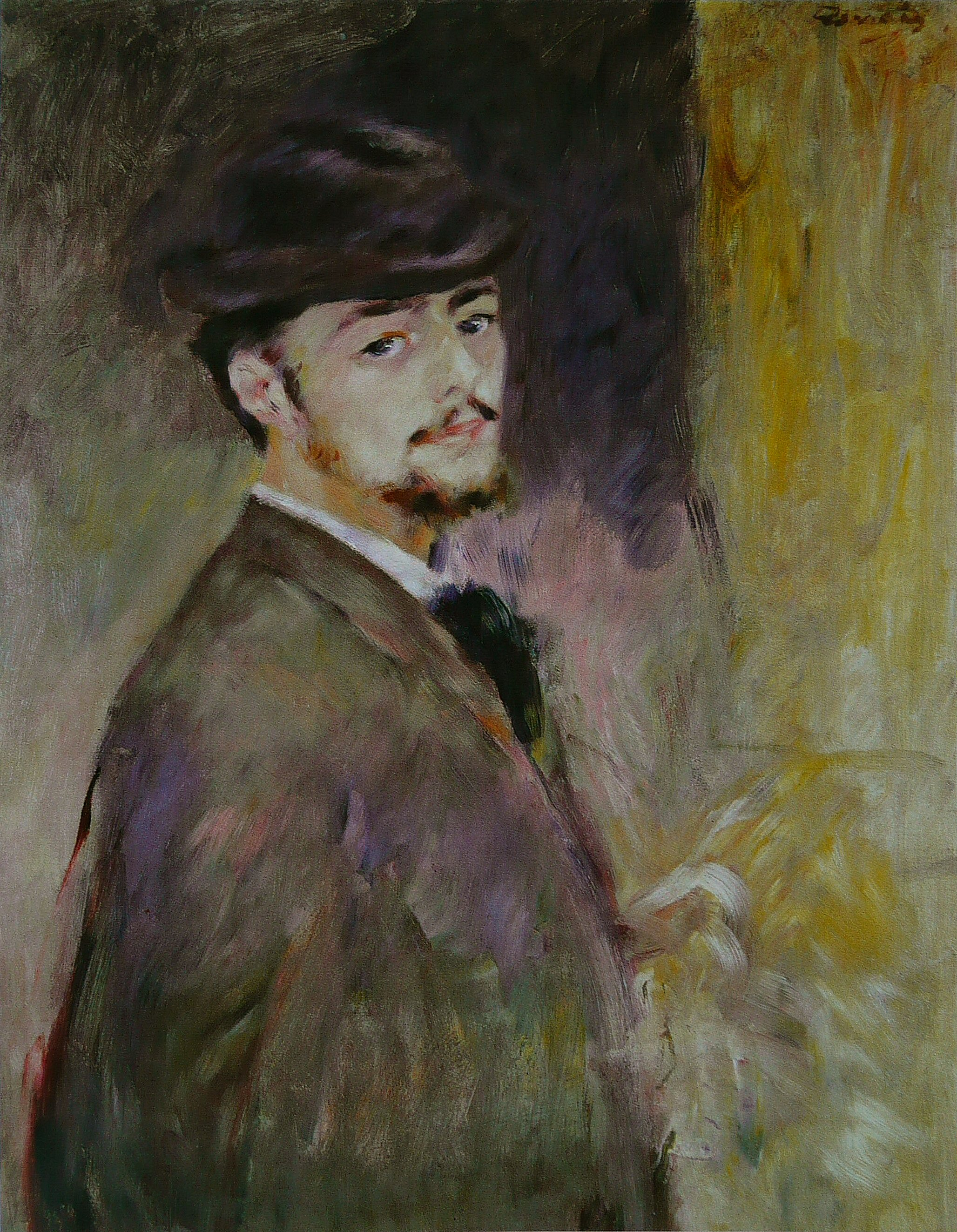
Auto-retrato de Pierre-Auguste Renoir (1876)
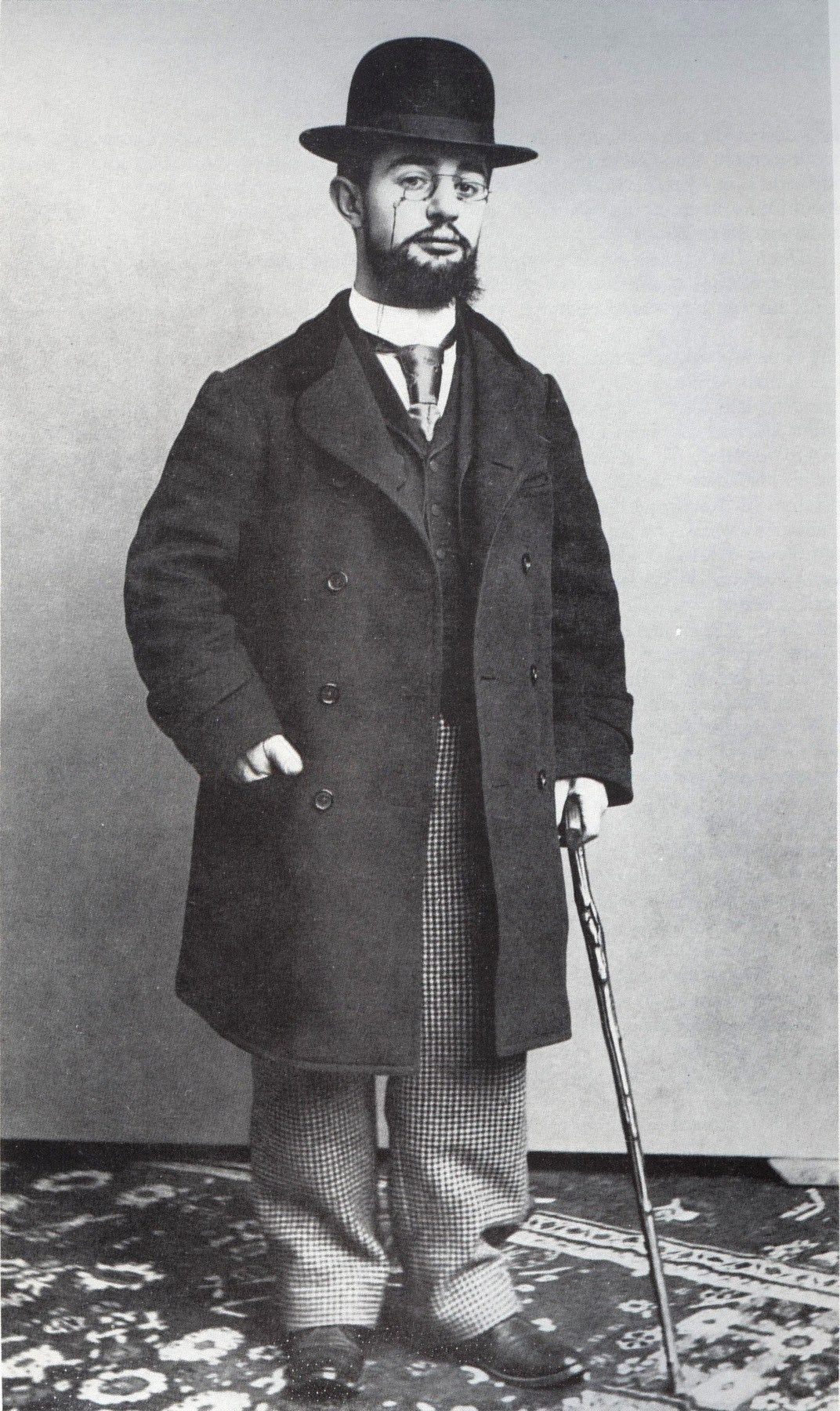
Henri de Toulouse-Lautrec
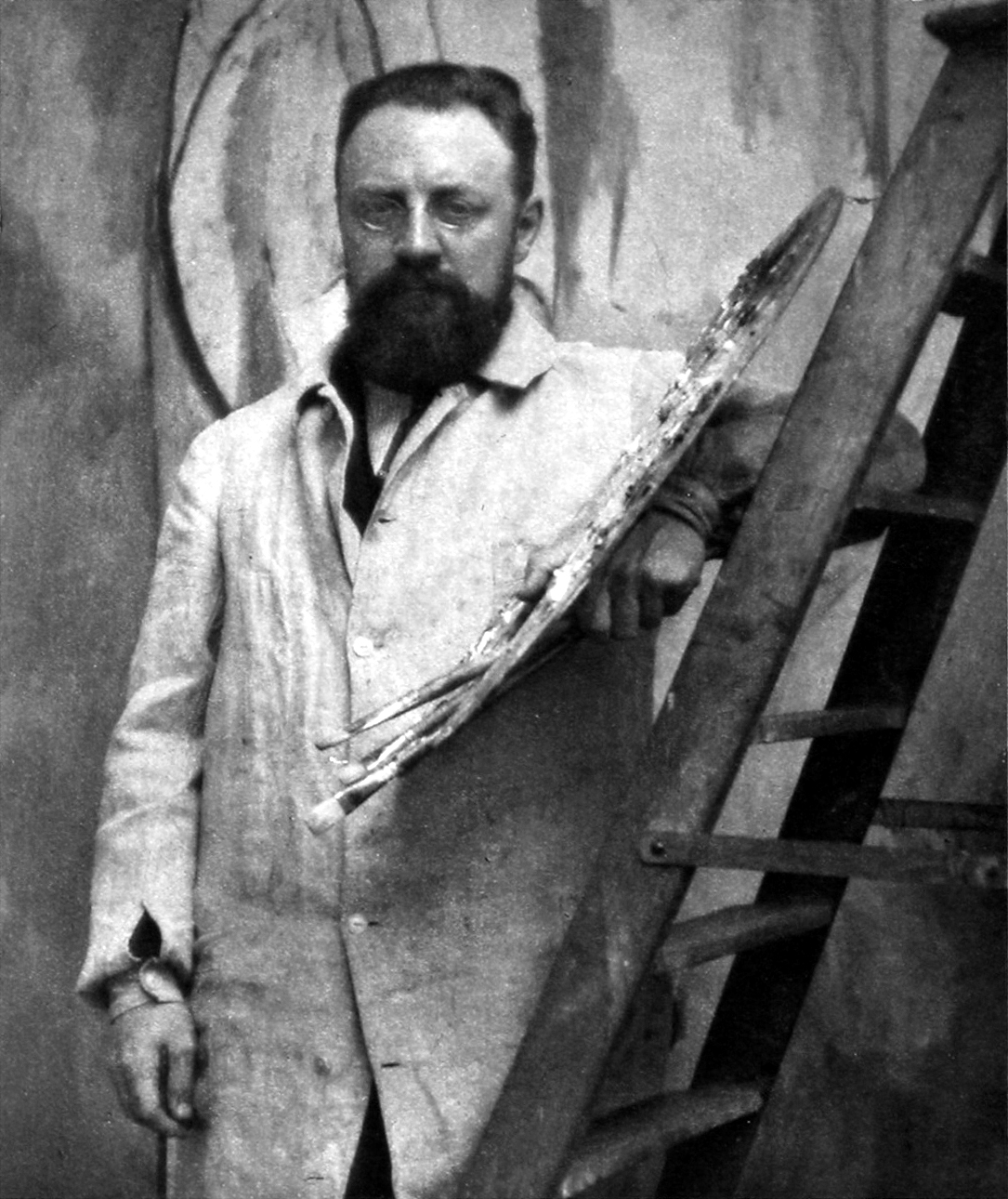
Henri Matisse (1913)

### Escultura

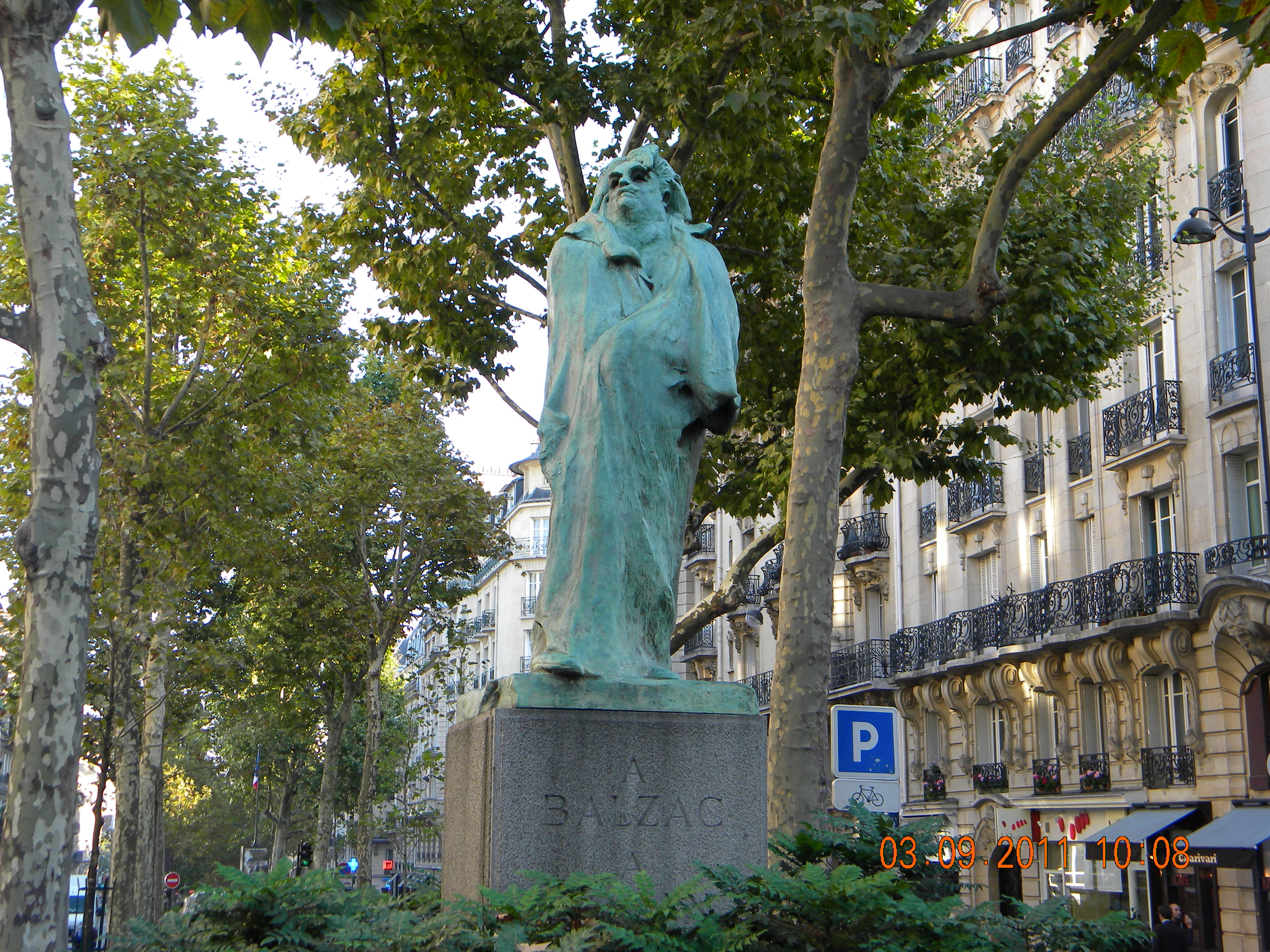
Monumento a Balzac, de Auguste Rodin, no Boulevard Raspail (1890)

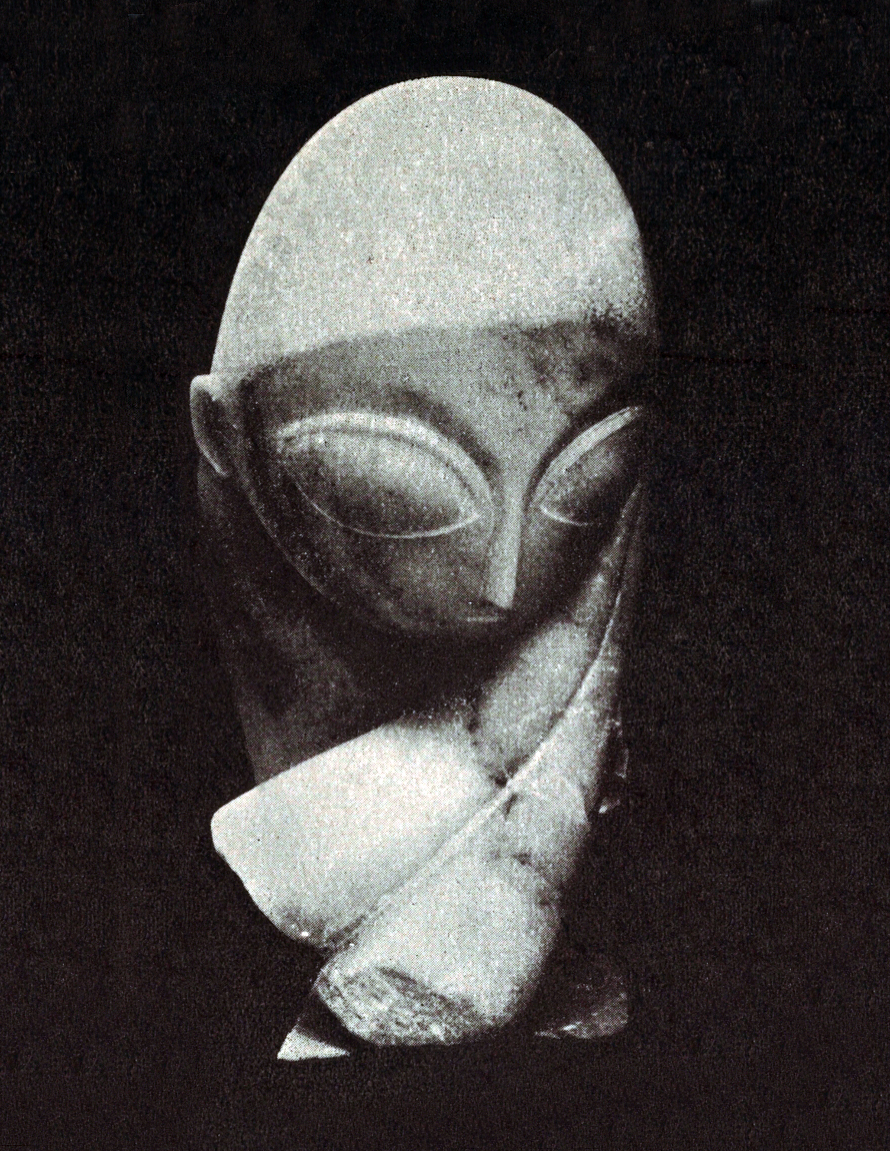
Constantin Brâncuși, Retrato de Mademoiselle Pogany, 1912 Museu de Arte da Filadélfia

A Belle Époque foi uma época de ouro para os escultores; o governo da Terceira República encomendou muito poucos edifícios monumentais, mas encomendou um grande número de estátuas a escritores, cientistas, artistas e figuras políticas francesas que logo encheram os parques e praças da cidade. O escultor mais proeminente do período foi Auguste Rodin (1840-1917). Nascido em Paris, numa família da classe trabalhadora, ele foi rejeitado pela  École des Beaux-Arts e rejeitado pelo Salão de Paris. Ele teve que lutar por muitos anos para obter reconhecimento, sustentando-se como decorador e depois como designer da fábrica de porcelana de Sèvres . Gradualmente começou a ganhar atenção pelo seu design para a Porta do Inferno, um museu de arte decorativa que nunca foi construído; o seu plano incluía o que se tornou o seu trabalho mais famoso, O Pensador . Foi contratado pela cidade de Calais para fazer um monumento, Os Burgueses de Calais (1884), para comemorar um evento que ocorreu naquela cidade em 1347, durante a Guerra dos Cem Anos . Foi também contratado para criar um Monumento a Balzac (agora no Boulevard Raspail ), o que causou um escândalo e fez dele uma celebridade. O trabalho de Rodin foi exibido perto da Exposição de 1900, o que lhe rendeu muitos clientes estrangeiros. Em 1908, mudou-se de Meudon para Paris, alugando o piso térreo de uma mansão particular no 7º arrondissement, o Hôtel Biron, agora o Musée Rodin . Na época da sua morte, ele era o escultor mais famoso da França e talvez do mundo. 
Outros escultores mais tradicionais, cujo trabalho ganhou elogios em Paris durante a Belle Époque, incluíram Jules Dalou, Antoine Bourdelle (também ex-assistente de Rodin) e Aristide Maillol . Seus trabalhos decoravam teatros, parques e foram apresentados nas Exposições Internacionais. Os artistas mais avant-garde organizaram-se na Société des Artistes Indépendants. Realizaram salões anuais que ajudaram a definir o curso da arte moderna. Na viragem do século, Paris atraiu escultores de todo o mundo. Constantin Brâncuși (1876-1957) mudou-se de Bucareste para Munique e depois para Paris, onde foi admitido, em 1905, na École des Beaux-Arts. Ele trabalhou por dois meses na oficina de Rodin, mas foi embora, declarando que "Nada cresce sob grandes árvores" e seguiu a sua própria direção para o modernismo. Brâncuși ganhou fama no "Salon des indépendants" de 1913 e tornou-se um dos pioneiros da escultura moderna. 

## A inundação de 1910

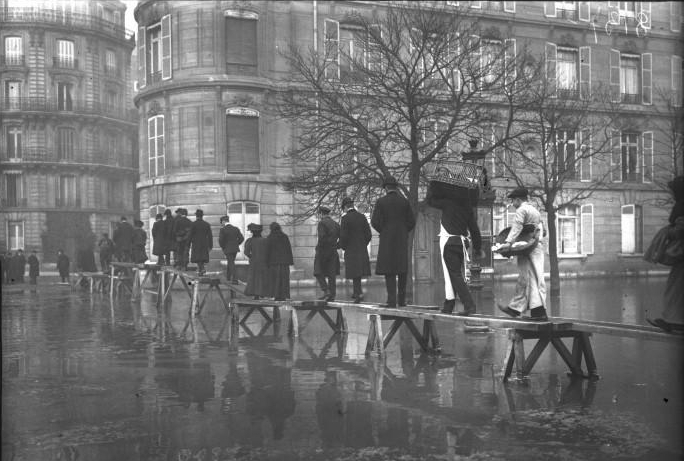
Uma ponte pedestre sobre a Avenue Montaigne durante a cheia de 1910

A inundação de Paris em 1910 atingiu a altura de 8,5 metros na escala que mede o nível do rio na Pont de la Tournelle . O Sena subiu acima das suas margens e inundou ao longo do curso que seguira nos tempos pré-históricos; a água chegou até à Gare Saint-Lazare e à Place du Havre. Foi a segunda maior inundação registada na história de Paris (a mais alta ocorreu em 1658) e a terceira maior inundação da Belle Époque (as demais ocorreram em 1872 e 1876). No entanto, recebeu muito mais atenção do que as inundações anteriores, em grande parte por causa do aparecimento da fotografia e da imprensa internacional. Cartões postais e outras imagens da enchente espalharam-se pelo mundo. As autoridades municipais fizeram um levantamento especial na cidade para medir exatamente a sua extensão. Também demonstrou a vulnerabilidade da nova infraestrutura da cidade: a enchente parou o metro de Paris e fechou o sistema de telefonia e eletricidade da cidade. Posteriormente, novas barragens foram construídas ao longo do Sena e dos seus principais afluentes. Nenhuma inundação comparável ocorreu desde então. 

## O fim daBelle Époque

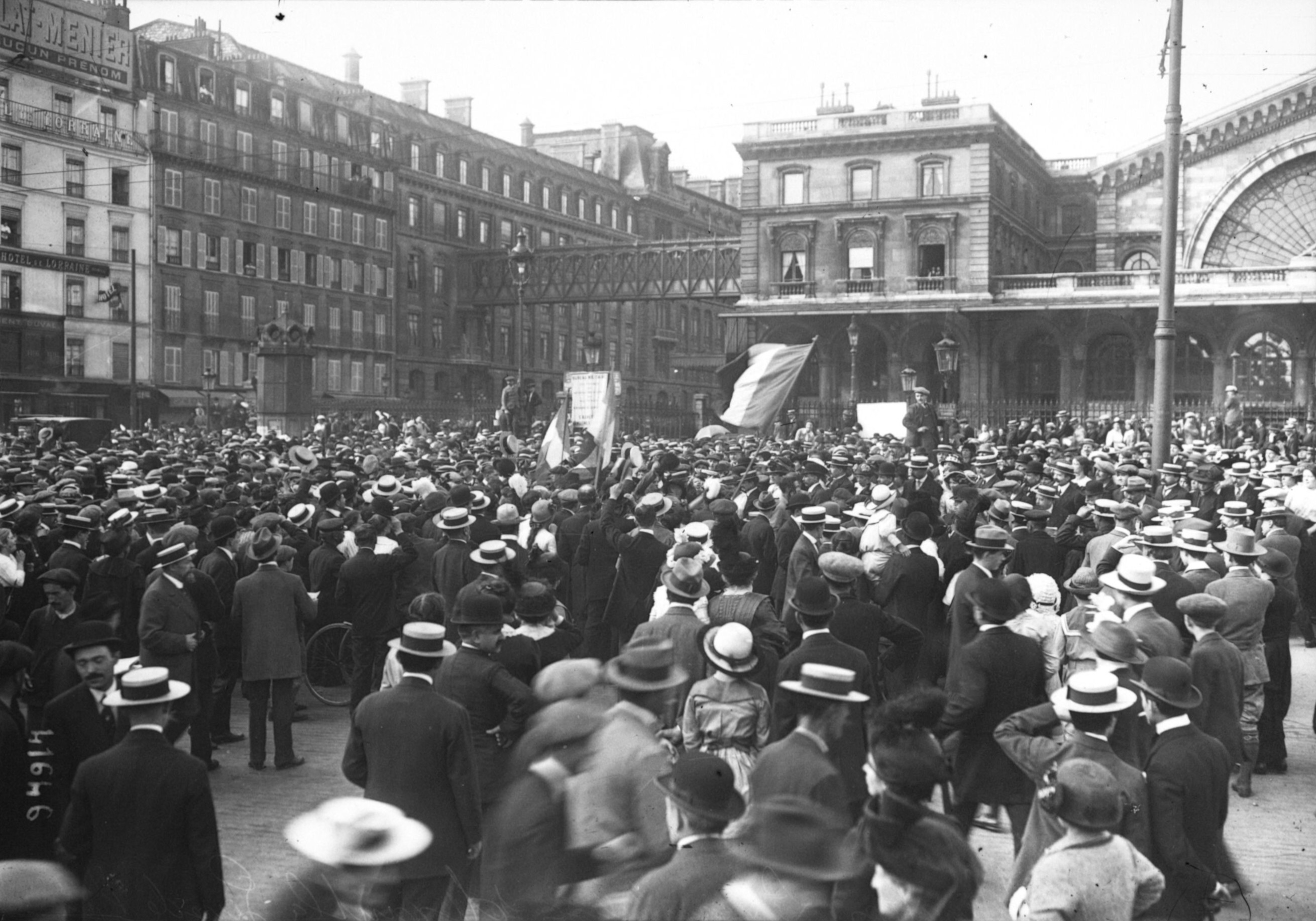
Os parisienses reúnem-se do lado de fora da Gare de l'Est para mobilização no exército (2 de agosto de 1914)

A 28 de junho de 1914, chegou a Paris a notícia do assassinato do arquiduque Franz Ferdinand da Áustria por nacionalistas sérvios em Sarajevo . A Áustria-Hungria declarou guerra à Sérvia a 28 de julho e, seguindo os termos de suas alianças, a Alemanha juntou-se à Áustria-Hungria, enquanto a Rússia, a Grã-Bretanha e a França entraram na guerra contra a Áustria-Hungria e a Alemanha. A França declarou uma mobilização geral a 1 de agosto de 1914. No dia anterior à mobilização, o líder dos socialistas franceses, Jean Jaurès, foi assassinado por um homem com distúrbios mentais no Café du Croissant, perto da sede do jornal socialista L'Humanité em Montmartre. A nova guerra foi apoiada pelos nacionalistas franceses, que viram a oportunidade de recuperar a Alsácia e a Lorena da Alemanha, e pela maioria da esquerda, que viram a oportunidade de derrubar as monarquias na Alemanha e na Áustria-Hungria. Os homens parisienses em idade militar foram obrigados a reportar-se a pontos de mobilização na cidade; apenas um por cento não compareceu. 
O exército alemão aproximou-se rapidamente de Paris. A 30 de agosto, um avião alemão lançou três bombas na Rue des Récollets, no Quai de Valmy e na Rue des Vinaigriers, matando uma mulher. Os aviões lançaram bombas a 31 de agosto e a 1 de setembro. A 2 de setembro, um boletim do governador militar de Paris anunciou que o governo francês havia deixado a cidade "para dar um novo impulso à defesa da nação". A 6 de setembro, seiscentos táxis parisienses foram convocados para transportar soldados para as linhas de frente da Primeira Batalha de Marne. A ofensiva dos alemães foi interrompida e o seu exército recuou. Os parisienses foram incitados a deixar a cidade; a 8 de setembro, a população da cidade caiu para 1.800.000, ou 63% da população em 1911. Aguardavam os parisiense mais quatro anos de guerra e dificuldades. A Belle Époque  tornou-se apenas uma lembrança. 

## Cronologia

### 1871-1899
- 1872
  - População: 1,850,000 [70]
  - 13 de janeiro – abertura da École Libre des Sciences Politiques, ou Instituto de Estudos políticos de Paris.
- 1873
- 24 de julho – Foi aorovada uma lei que suportava a construção da Basílica de Sacré Cœur em Montmatre, financiada por contribuições privadas.
- 1874
  - O governos francês regressa a Paris de Versalhes. MacMahon, o primeiro presidente da Terceira República Francesa, muda-se para o Palácio do Eliseu.
  - 7 de maio – A Société de l'histoire de Paris et de l'Île-de-France fundou a École nationale des chartes.[71]
  - 15 de abril – Primeira exibição em Paris dos pintores impressionistas no estúdio do fotógrafo Nadar. [72]
  - 12 de agosto – Abertura do canal que traz água do rio Vanne para Paris.
- 1875 A grande escadaria da Ópera de Paris (1875)

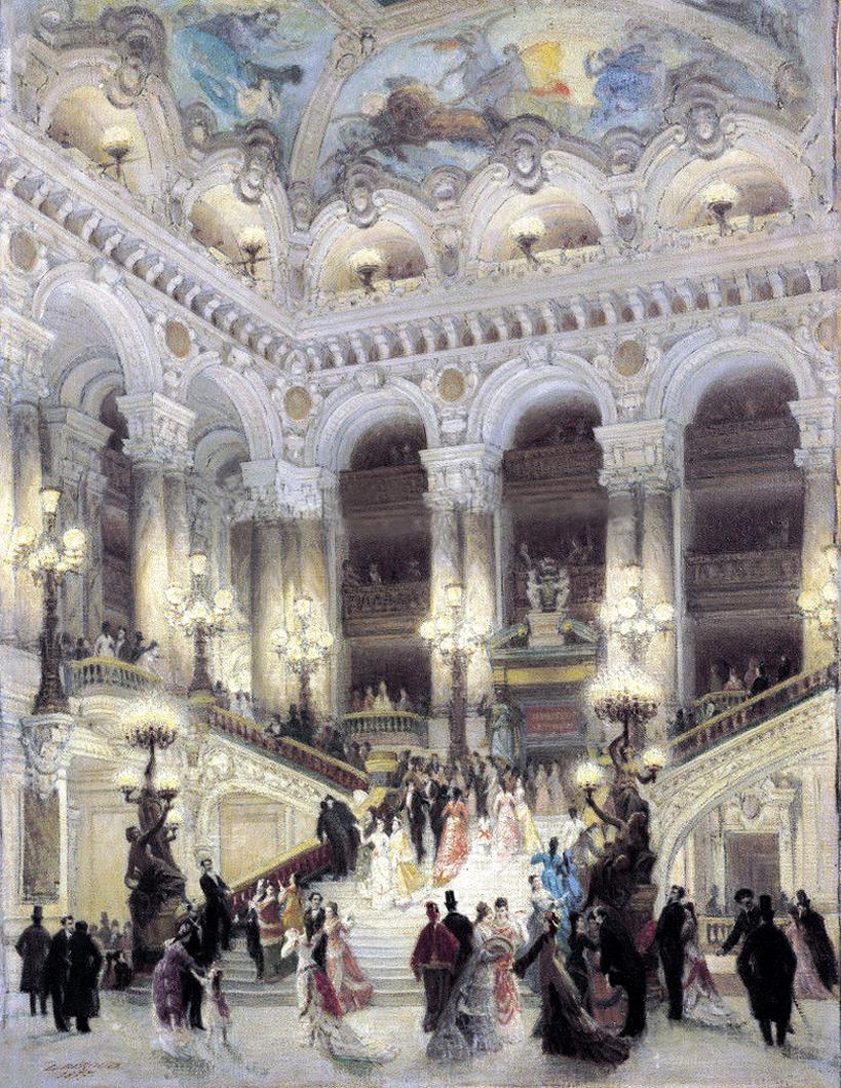
A grande escadaria da Ópera de Paris (1875)

  - 5 de janeiro – Abertura da ópera Palais Garnier .
  - 3 de Março: Premiere da ópera de Bizet, Carmen.
  - 15 de junho – a primeira pedra é colocada na construção da Basílica de Sacré Cœur.
- 1877
  - População: 1,985,000 [70]
- 1878
  - 1 de maio – Abertura da Exposição Universal de 1878 no Palácio do Trocadero e no Campo de Marte.
  - 30 de maio –  O primeiro teste à luz elétrica na Avenida da Ópera e na praça de l'Etoile.
- 1879
  - julho – Instalação do primeiro sistema de telefone em Paris.
- 1880
  - 3 de janeiro – O gelo no Sena descongela subitamente e o rio aumenta mais de dois metros em três horas, varrendo a Ponte des Invalides em reconstrução.
  - 10 de julho – Amnistia para aqueles que foram aprisionados ou exilados depois da Comuna de Paris.
  - 14 de julho – O dia da Bastilha é celebrado oficialmente pela primeira vez desde 1802.
  - A Brasserie des Bords du Rhin abre.
  - A Direction Régionale de Police Judiciaire de Paris abre a sua sede em 36 Quai des Orfèvres.
  - A História de Paris Carnavalet Museum abre.
- 1881
  - 15 de agosto (até 15 de novembro) – a Exposição Internacional de Eletricidade acontece, iluminada pela the illuminação dos Grands Boulevards com luzes elétricas.
  - 18 de agosto – Abertura do Chat Noir,o primeiro cabaret moderno, em Montmartre.
- 1882
  - janeiro – Colapso do banco Union Générale, a primeira causa do crash da Bolsa de Paris em 1882.
    - 10 de janeiro – Abertura do Musée Grévin, o primeiro museu de cera em Paris na Passage Jouffroy.

  - 12 de abril – Inauguração do Musée d'Ethnographie du Trocadéro.
  - 13 de julho –  Abertura do reconstruído Hôtel de Ville, incendiado pela Comuna em 1871.
- 1883
  - 16 de junho – O jornal diário católico, La Croix começa a ser publicado.
  - 14 de julho – Inauguração da estátua Monument à la République na Place de la République.
  - agosto – Primeiro campo de verão municipal para estudantes de escolas do 9th arrondissement.
  - 22 de setembro –  Abertura do primeiro lycée raparigas, o Lycée Fénelon.
- 1884
  - 7 de março – Decreto que exigia o uso de latas do lixo é apelidado poubelles em nome do Perfeito de Paris Eugène Poubelle, que o introduziu.
  - 8 de julho – Abertura da primeira piscina municipal no 31 Rue du Château-Landon.
  - 23 de julho – Lei que permite a construção de edifício residenciais até sete andares.
  - 7 de novembro – Última grande epidemia de cólera em Paris
  - Students' General Association of Paris é fundada em Paris.
  - Les Deux Magots café abre.
  - A galeria de arte de Samuel Bing abre.
  - Premiere da ópera de Massenet, Manon.
  - 2 de fevereiro – O Conselho Municipal permite mulheres trabalharem como internas nos hospitais de Paris.
  - 1 de junho – Enormes multidões observam a procissão funerária de Victor Hugo, cujos restos mortais são colocados no Panteão.
  - 3 de agosto – Primeira pedra colocada para os novos edifício em Sorbonne.
- 1887
  - janeiro – Começa a construção da Torre Eiffel. A estrutura é fortemente condenada pelos artistas e escritores líderes em Paris
  - 25de maio – Um fogo destrói a Opéra-Comique durante uma performance de Mignon; mais de cem pessoas morreram.
- 1888
  - 14 de novembro – Dedicação do Institut Pasteur por Louis Pasteur.
  - O Lycée Molière abre.

- 1889

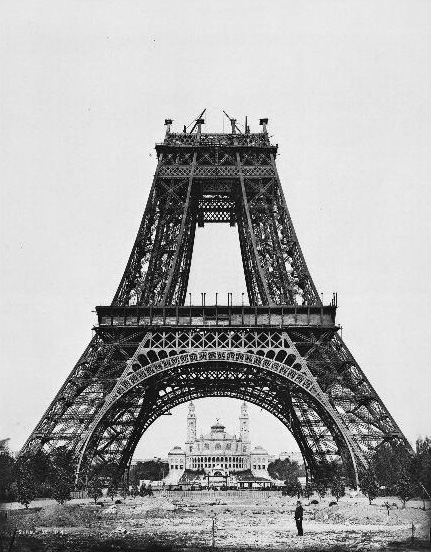
A Torre Eiffel em construção (agosto de 1888)

  - Primeira agenda telefónica publicada em Paris.
  - 30 de janeiro – Primeira cremação em França no  Cemitério do Père-Lachaise.
  - 2 de abril – Abertura da Torre Eiffel. Os convidado tiveram de subir até ao topo pelas escadas, uma vez que os elevadores não ficaram terminados até 19 de maio.
  - 6 de maio – Abertura da  Exposição Universal de 1889. Antes de fechar a 6 de novembro, foi vista por 25 milhões de visitantes.
  - 14 de julho – A Segunda Internacional socialista é fundada em Paris.
  - 5 de agosto – Abertura do grande anfiteatro da nova Sorbonne.
- 1890
  - 1 de maio – Primeira celebração do 1º. de maio, Dia do Trabalhador pelos socialistas em França, levando a confrontos com a polícia.
- 1891 – População: 2,448,000 [70]
  - 15 de março – Um fuso horário, a hora de Paris, é estabelecida por toda a França.
  - 20 de maio – A primeira escola profissional de cozinha é fundada na Rue Bonaparte.
- 1892
  - O Le Journal começa a ser publicado.
  - Primeiro uso de betão armado na construção de um prédio em Paris, no 1 Rue Danton.
  - 4 de outubro – Lançamento do primeiro balão meteorológico no Parc Monceau.
- 1893
  - 7 de abril – O Café Maxim's abre.
  - 12 de abril – abertura do salão de espetáculos Olympia no Boulevard des Capucines.
  - 3 de julho – Distúrbios no  Quartier Latin (Bairro Latino) entre estudantes e apoiantes do senador René Bérenger sobre supostos disfarces indecentes usados no Bal des Quatre z'arts. Uma pessoa é morta.
  - dezembro – Abertura do estádio de ciclismo, Vélodrome d'hiver na Rue Suffren, na inicial Galeria das Máquinas da Exposição de 1889.
  - 9 de dezembro – o anarquista Auguste Vaillant explode uma bomba na Assembleia Nacional, ferindo 46 pessoas.Poster for the first public screening of a motion picture at the Grand Café, Paris (1895)
- 1894

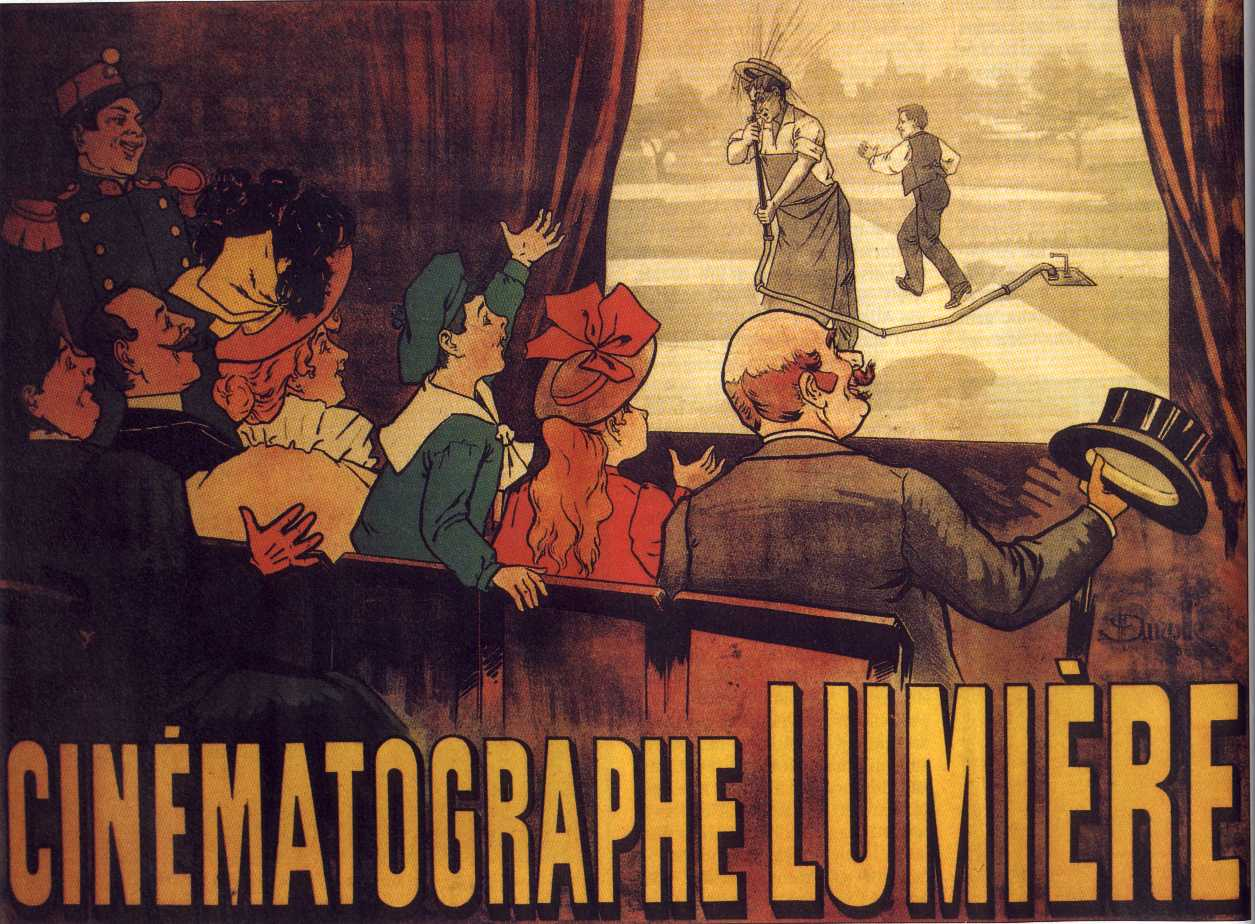
Poster for the first public screening of a motion picture at the Grand Café, Paris (1895)

  - de 10 a 30 de janeiro – O Foto-clube de Paris, é fundado em 1888 por Constant Puyo, Robert Demachy e Maurice Boucquet, e faz a primeira Exposição Internacional de Fotografia nas Galerias George Petit,[73] 8 rue de Sèze (8th arrondissement), trata a fotografia como uma arte em vez de uma ciência. A exibição lança um movimento chamado Pictorialismo.
  - Primeiro campeonato de futebol em França entre seis equipas parisienses.
  - 12 de fevereiro – O anarquista Émile Henry explode uma bomba no café da Gare Saint-Lazare, matando uma pessoa e ferindo outras vinte e três.
  - 15 de março – O anarquista Amédée Pauwels explode uma bomba na igreja de La Madeleine. Uma pessoa, o bombista, é morta.
  - 22 de julho – A primeira corrida de automóveis é organizada pelo Le Petit Journal, de Paris a Ruão.
  - O Asilo George Sand (abrigo de mulheres) abre.
- 1895
  - Abertura da primeira loja de departamento das Galeries Lafayette.
  - 22 de março – Primeira projeção de um filme de Louis Lumière numa a conferência sobre a futura indústria cinematográfica no 44 Rue de Rennes.
  - 10 de agosto – Fundação da companhia cinematográfica Gaumont, o primeiro grande estúdio de cinema francês.
  - A escola de cozinha Le Cordon Bleu abre.
  - A galeria de arte Maison de l'Art Nouveau abre.
  - 12 de novembro –  O Automóvel Clube da França é fundado.
  - 28 de deembro – A primeira projeção pública de um filme é feita pelos irmãos Lumière na cave do Grand Café na esquina da Rue Scribe e da Boulevard des Capucines. Trinta e oito pessoas estiveram presente, incluindo o futuro diretor, Georges Méliès.
- 1896
  - 6 de outubro – O Czar Nicolau II da Rússia coloca a primeira pedra da Ponte Alexandre III.
  - 7 de dezembro – O Conselho Municipal aprova o projeto para a construção do Metropolitano de Paris.
- 1897
  - O Théâtre du Grand-Guignol abre.
  - O velódromo do  Parc des Princes abre.
  - 4 de abril – As primeiras mulheres são autorizadas a frequentar a École des Beaux-Arts.
  - 13 de julho –  Abertura do Musée de l'Armée (Museu de Exército) no Les Invalides.
  - 3 de setembro – abertura do primeiro cinema no Théâtre Robert-Houdon no Boulevard des Italiens. O teatro é arrendado três meses por  Georges Méliès, para passar filmes.
  - 4 de dezembro – The first Paris automobile show held as part of the "Salon du Cycle" at the Palais des Sports on the Rue de Berri.
- 1898
  - 13 January – Émile Zola publishes his open letter to the President of France on the Dreyfus affair, J'accuse in L'Aurore newspaper.
  - 20 April – The first motorcycle race at Longchamp Racecourse.
  - 19 September – The work begins on the Paris Métro.
  - 20 October – The first wireless communication made between the Eiffel Tower and the Panthéon by Eugène Ducretet and Ernest Roger.
  - The Hôtel Ritz Paris opens.
  - Le Dôme Café opens.
- 1899
  - Inauguration of the monumental statue Triomphe de la République by Jules Dalou on the Place de la Nation.

- 1900

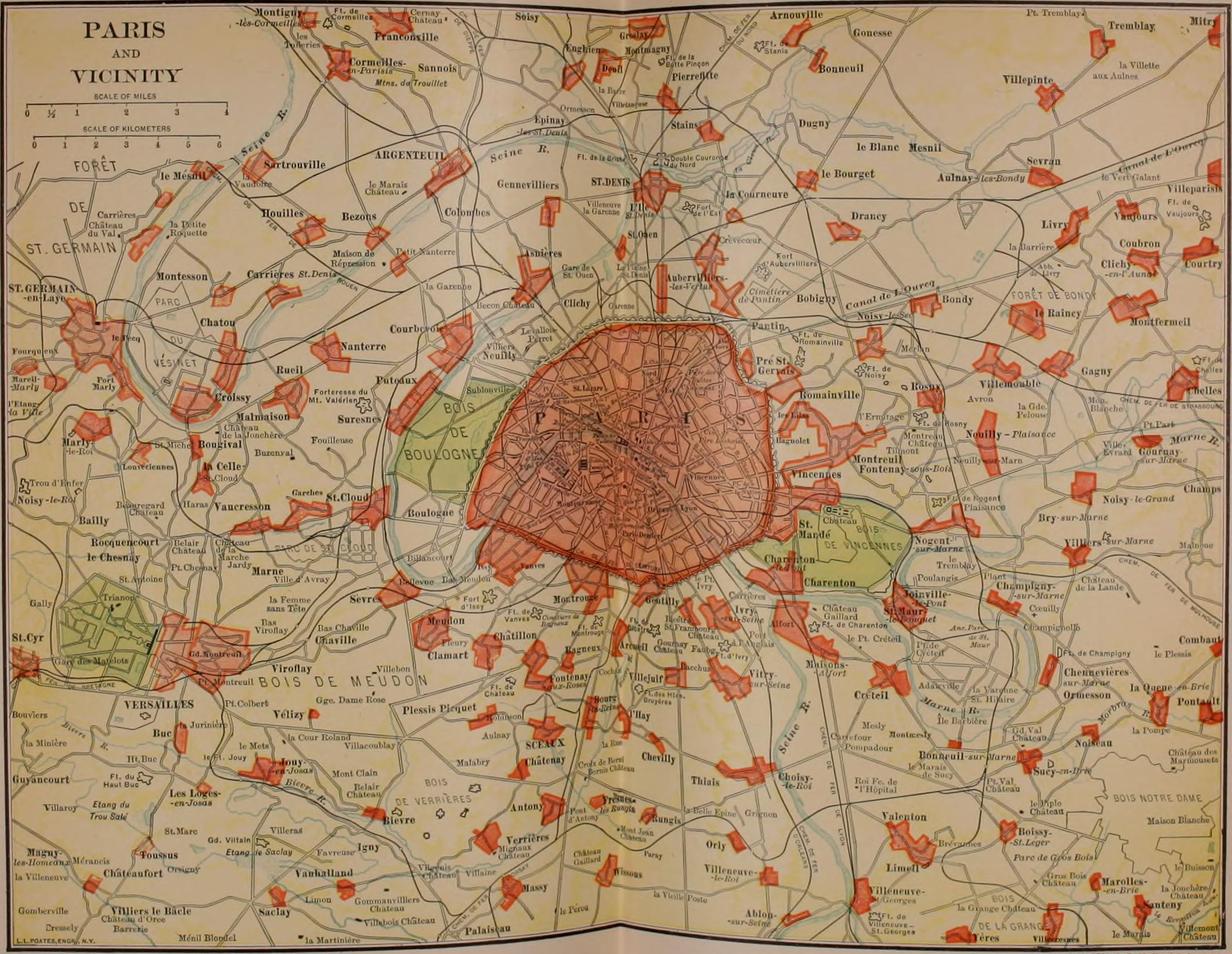
1905 mapa da Grande Paris, com o centro da cidade ainda em grande parte confinado dentro das muralhas da cidade.

  - 13 February – Whistles are issued to Paris traffic policemen.
  - 24 February – The first newsreel films, of the Boer War, are shown at the Olympia Theater.
  - 14 April – The opening of the Universal Exposition of 1900 that involved the building of the Grand Palais, the Petit Palais, and the Pont Alexandre III. Before it closes on 12 November, the Exposition attracts more than fifty million visitors.
  - 13 May – Right-wing candidates win the municipal elections after twenty years of domination by the left.
  - 14 May – The opening of the 1900 Summer Olympics, Olympiad II, the first Olympic games held outside Greece.
  - 19 July – The opening of the first line of the Paris Métro, between the Porte de Versailles and Porte Maillot.
  - 15 September – Automatic ticket gates for the metro are replaced by ticket agents due to the high number of people jumping the gates.
  - 4 December – Law passed permitting women to practice law.
- 1901 The Quai Saint-Michel and Notre-Dame, by Maximilien Luce (1901)
  - Population: 2,715,000[70]

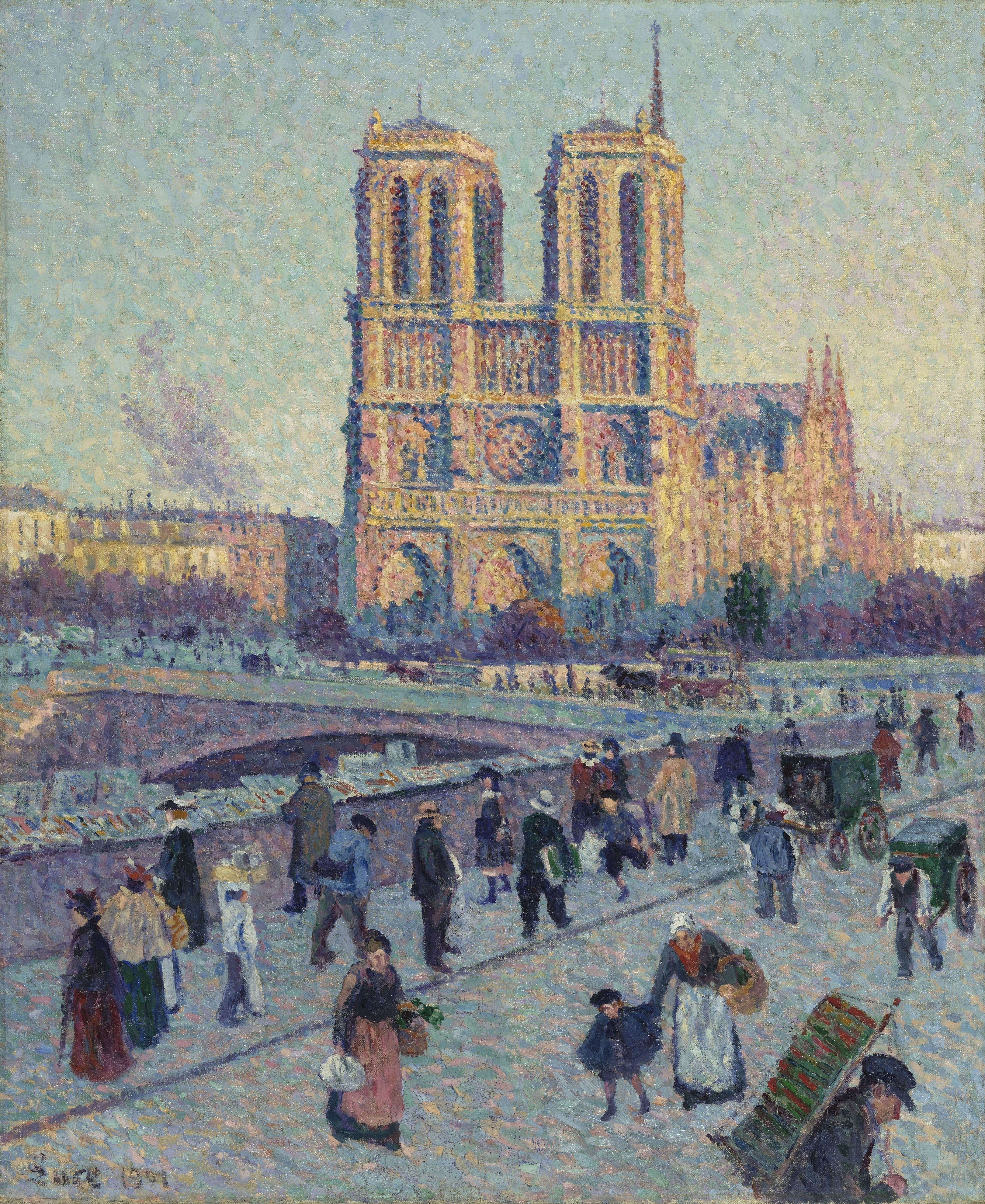
The Quai Saint-Michel and Notre-Dame, by Maximilien Luce (1901)

  - The Pathé opens a film production studio in Vincennes.
  - April 1 – The opening of the new Gare de Lyon train station, including the restaurant Le Train Bleu.
  - 1 July – The opening of the first electric train line in Europe between Les Invalides and Versailles.
  - 28 September – First European lawn tennis championship held in Paris.
- 1902
  - 26 January – First Gitanes cigarettes go on sale.
  - 16 October – First use of fingerprints by Paris police to identify a murderer.
  - Première of the Georges Méliès film A Trip to the Moon.[74]
  - Première of the opera Pelléas et Mélisande by Claude Debussy.[75]
- 1903
  - 1 July – Start of the first Tour de France, which ended on 19 July with a parade of the winners at the Parc des Princes.
  - 10 August – The first serious Métro accident at Couronnes station, with eighty-four persons killed.
  - 4 September – Opening of the haute couture fashion house of Paul Poiret.
  - The first Vélodrome d'hiver cycling stadium opens in the former Galerie des Machines of the 1900 Paris Exposition.
  - Première of Octave Mirbeau's play Business is Business.
- 1904
  - 6 February – Opening of the Alhambra music hall on Rue de Malte.
  - 18 April – The socialist (later Communist) newspaper L'Humanité begins publication.[76]
  - 8 May – Socialists and radicals win the Paris municipal elections.
  - 23 November – Consecration of the first Paris church built of concrete, Saint-Jean-l'Évangéliste de Montmartre.
  - 20 December – The first automobile taxis go into service.
- 1905
  - After viewing the boldly colored canvases of Henri Matisse, André Derain, Maurice de Vlaminck and others at the Salon d'Automne of 1905, the critic Louis Vauxcelles disparages the painters as "fauves" (wild beasts), thus giving their movement the name by which it became known, Fauvism.
  - The Gaumont Film Company studio opens at Buttes-Chaumont.
  - First underground public toilets open at the Place de la Madeleine.
- 1906 First Paris flight by Santos Dumont in 1906.
  - Population: 2,722,731.[77]

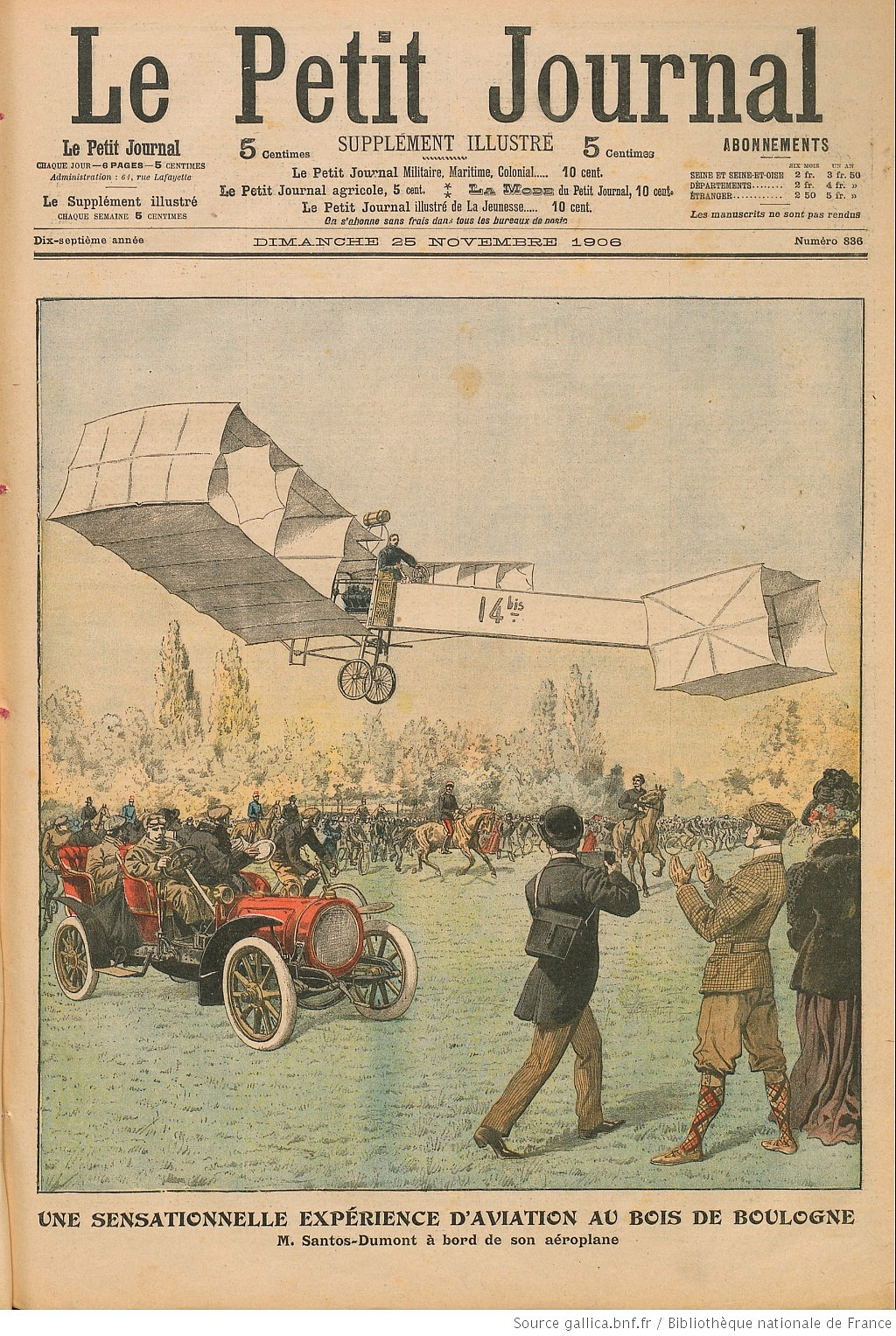
First Paris flight by Santos Dumont in 1906.

  - 22 March – First England-France Rugby match played at the Parc des Princes.
  - 11 June – The first motorized bus line begins service between Montmartre and Saint-Germain-des-Prés. Horse-drawn omnibuses continued to run until January 1913.
  - 23 October – First airplane flight in Paris by Santos Dumont, who flew sixty meters at an altitude of three meters at the Parc de Bagatelle.
- 1907
  - 22 February – First woman receives a license to drive a taxi in Paris.
  - 25 March – The first traffic roundabout created in Paris at the Place de l'Étoile.
  - Summer. Pablo Picasso, living in the Bateau-Lavoir in Montmartre, paints Les Demoiselles d'Avignon, a major turning point in modern art.
  - The Kahnweiler art gallery opens.
- 1909
  - 1 March – First escalator installed in a Paris Métro station.
  - 29 May – Opening of the Luna Park amusement park at the Porte Maillot.
  - 2 June – Paris première of the ballet Les Sylphides by Sergei Diaghilev's Ballets Russes at the Théâtre du Châtelet, Paris, with Vaslav Nijinsky and Anna Pavlova in the leading roles.
  - 13 December – Creation of first one-way streets in Paris on the Rue de Mogador and Rue de la Chaussée-d'Antin.
- 1910 The Quai de Passy during the 1910 Great Flood of Paris

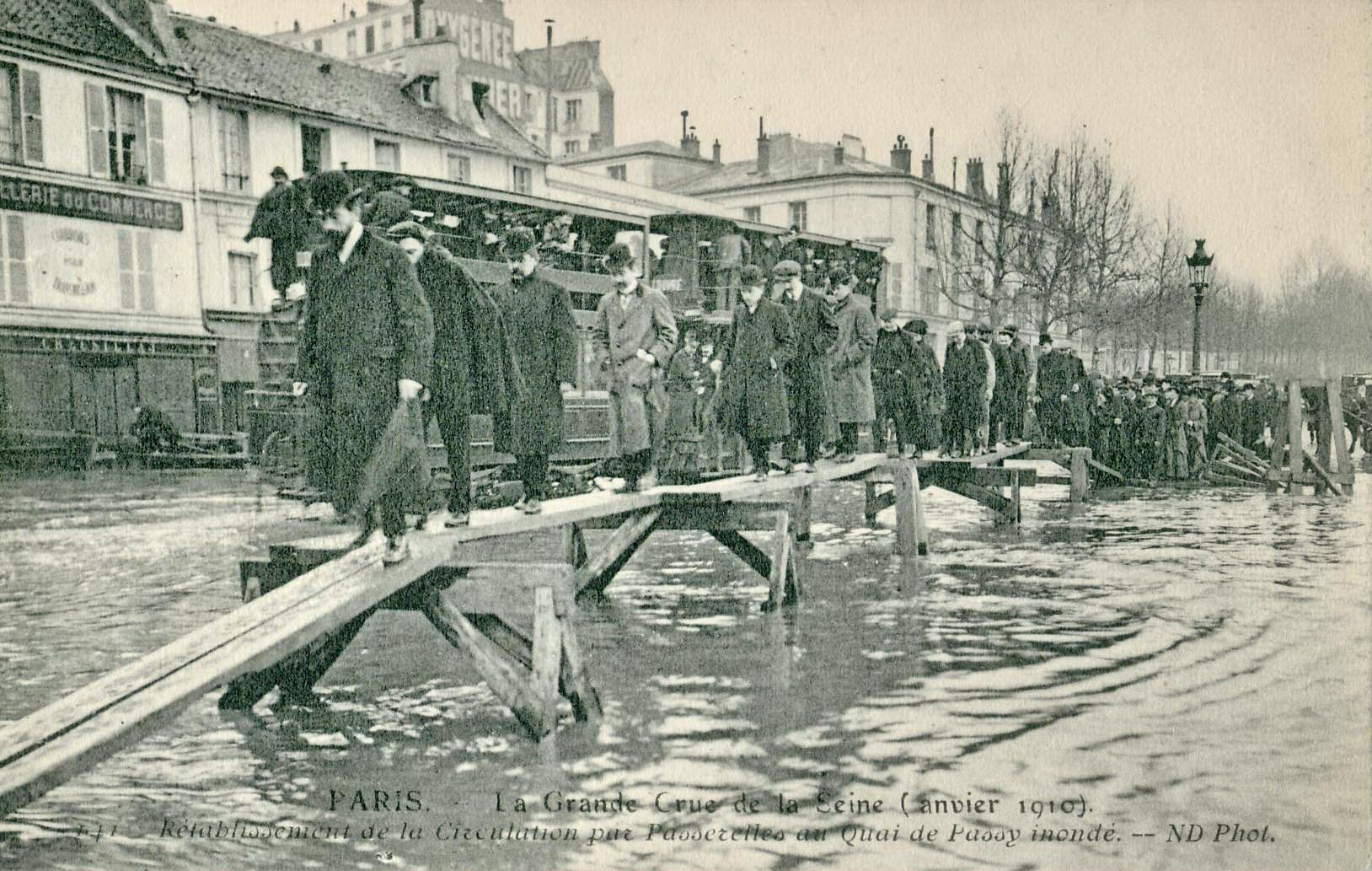
The Quai de Passy during the 1910 Great Flood of Paris

  - January 21–28 – Great flood of Paris. The Seine rises 8.5 meters, the highest level since 1658, and overflows its banks. The flood affects one sixth of the buildings in Paris.[78]
  - 13 February – Opening of the Vélodrome d'hiver cycling stadium on the Rue de Grenelle.
  - 3 December – First use of neon lights on the Grand Palais. The first neon advertising sign appears on the Boulevard Montmartre in 1912.
  - Coco Chanel opens her first boutique, called Chanel Modes, at 21 Rue Cambon.[79]
  - First Gauloises cigarettes go on sale.
  - According to Robert Delaunay, Salle II of the 1910 Salon des Indépendants is "the first collective manifestation of a new art (un art naissant), known two years later as Cubism.
  - At the Salon d'Automne of 1910, held from 1 October to 8 November, Jean Metzinger introduces an extreme form of what would soon be labeled Cubism.[80]
- 1911
  - 24 January –  Departure of the first Paris-Monte Carlo automobile race.
  - 22 August – The Mona Lisa is stolen from the Louvre. It is recovered in Florence in December 1913.
  - Gaumont-Palace cinema opens.
  - Fictional Fantômas crime series begins publication.[81]
  - The 1911 Salon des Indépendants officially introduces "Cubism" to the public as an organized group movement.
- 1912 Dancers from Stravinsky's The Rite of Spring (1913).

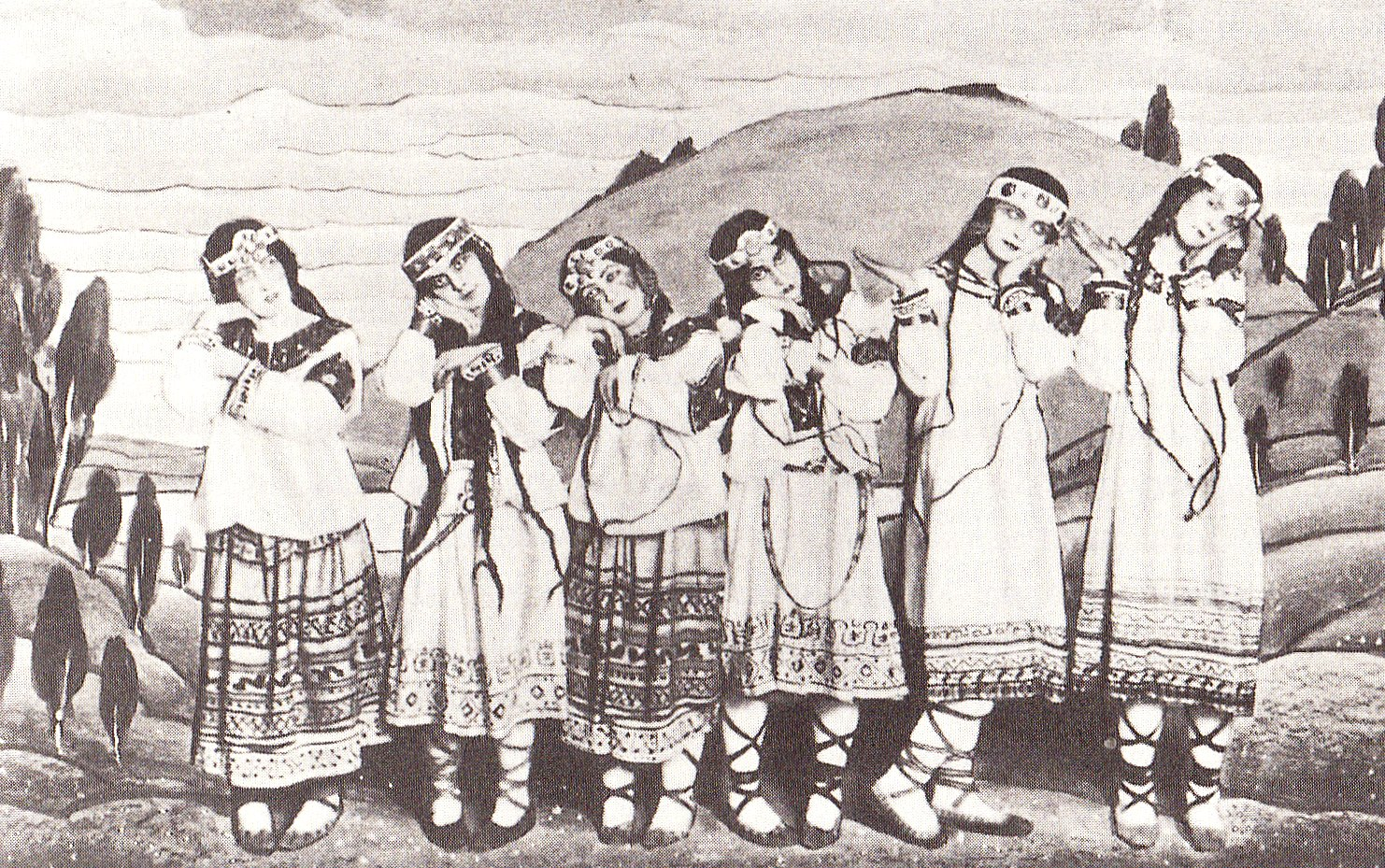
Dancers from Stravinsky's The Rite of Spring (1913).

  - 15 February – Opening of the "Maison de Beauté" salon of Helena Rubenstein at 255 Rue Saint-Honoré.
  - 4 May – Criminal Brigade of the Sûreté formed to deal with major crimes and criminals.
  - 1 June – First world tennis championship held at the Stade de la Faisanderie in Saint-Cloud.
  - 29 May – Premiere of Nijinsky's ballet Afternoon of a Faun.
  - The Cubist contribution to the 1912 Salon d'Automne creates a controversy in the Municipal Council of Paris leading to a debate in the French Chamber des Deputies about the use of public funds to provide the venue for such art. The Cubists are defended by the Socialist deputy Marcel Sembat.[82]
- 1913
  - 31 March – Opening of the Théâtre des Champs-Élysées.
  - 29 May – Première of Stravinsky's ballet The Rite of Spring.[83]
  - 1 October – First collection of trash by motorized trucks instead of handcarts.
  - 24 December – First presidential Christmas tree, placed at Trocadéro, is lit by President Raymond Poincaré.